# Geschichte der Stadt Düsseldorf

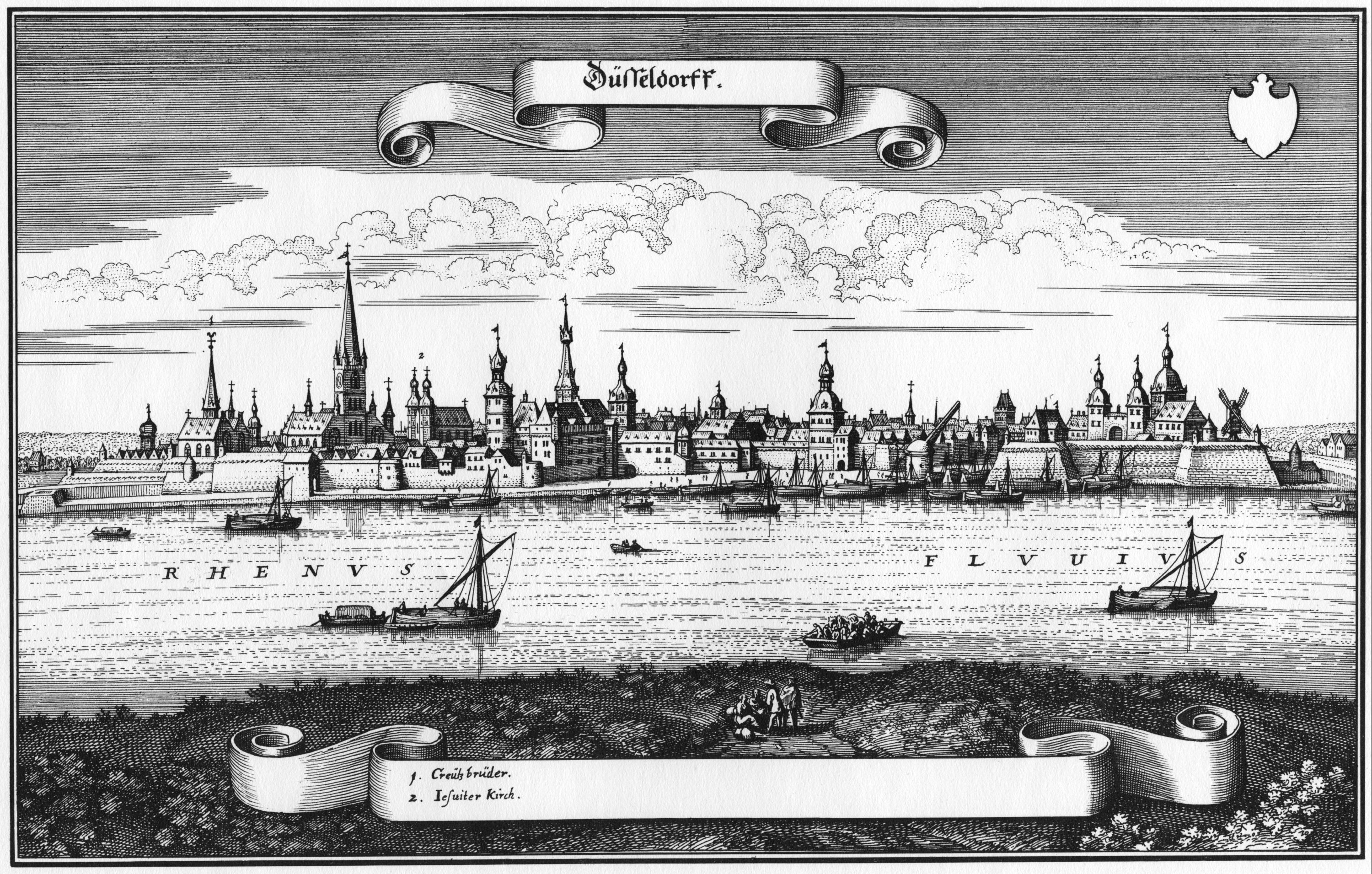
Idealisierte Stadtansicht um 1647

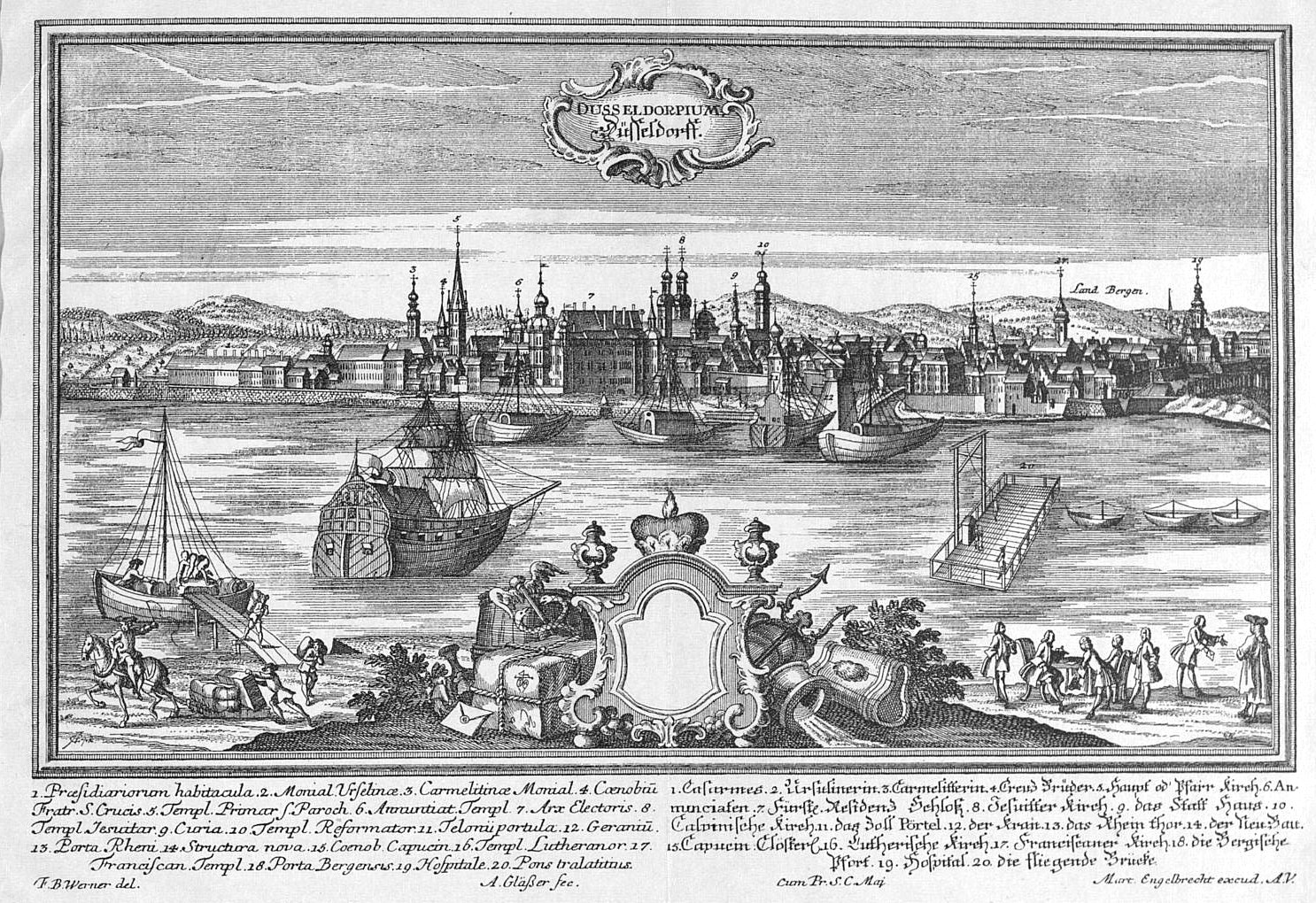
Idealisierte Stadtansicht um 1740

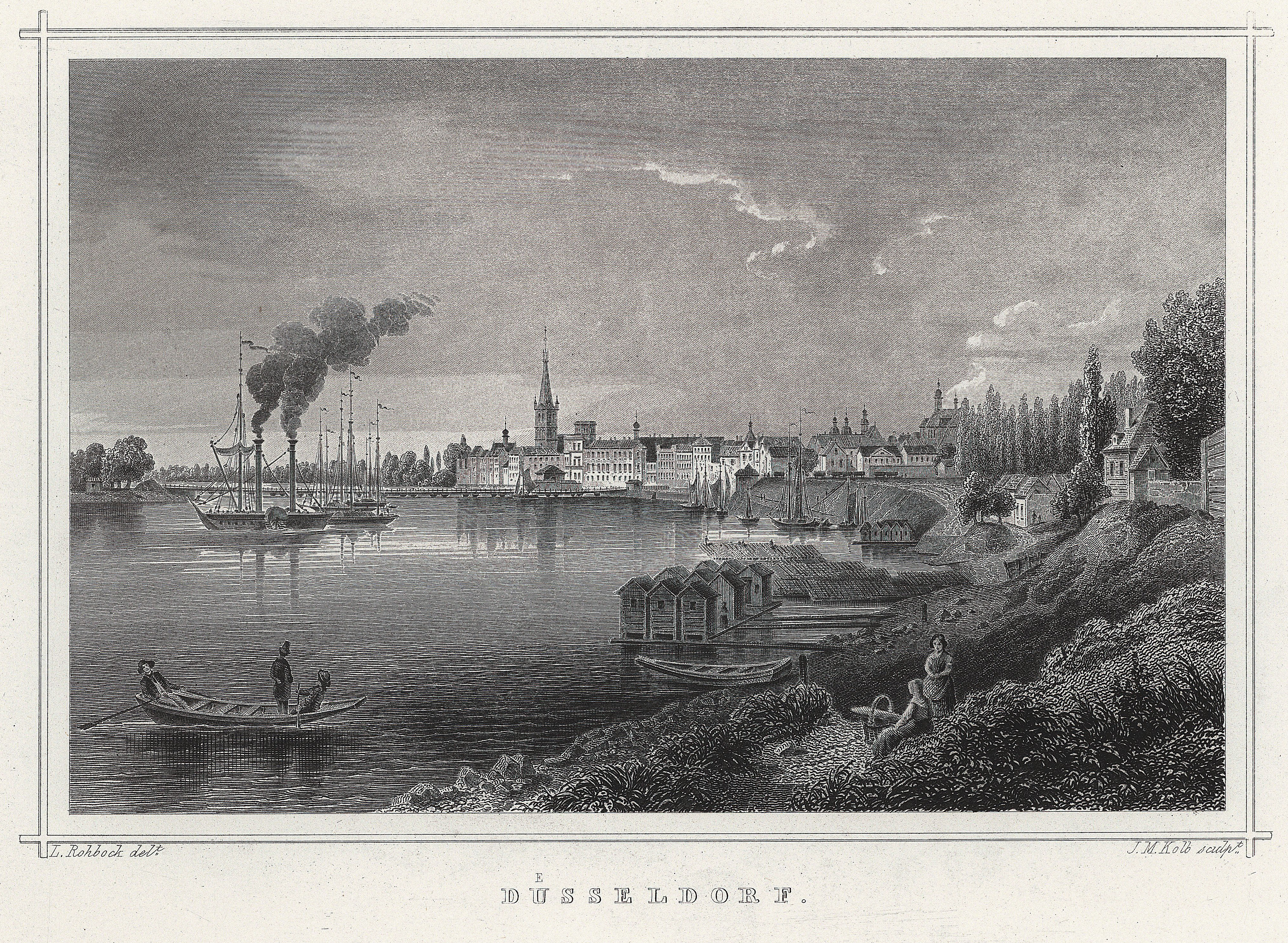
Blick von Süden um 1855

Die heutige Großstadt Düsseldorf hat sich aus mehreren Siedlungskernen entwickelt. Düsseldorf selbst wird erstmals 1159 schriftlich erwähnt. Als die damals bescheidene Siedlung Düsseldorf 1288 an der Mündung des Flüsschens Düssel zur Stadt erhoben wurde, bestanden in ihrem Umfeld bereits mehrere, damals bedeutendere Siedlungskerne. So beginnt die geschriebene Geschichte des Düsseldorfer Stadtgebiets mit einer Klostergründung in Kaiserswerth um das Jahr 700. Mit der Reichsstadt Kaiserswerth, dem Frauenstift in Gerresheim sowie der Freiheit Angermund gab es gleich vier unabhängige städtische Gründungen auf dem heutigen Stadtgebiet sowie mehrere Dörfer, Burgen und Schlösser, die im Laufe der Jahrhunderte zur heutigen Stadt verschmolzen sind. Die erst im 20. Jahrhundert eingemeindeten Städte Kaiserswerth und Gerresheim, die wesentlich älter als Düsseldorf selbst sind, haben jeweils über eintausend Jahre alte eigenständige Ortsgeschichten, die einer eigenen Darstellung bedürfen und hier nur in Kurzform angerissen werden.
Über Jahrhunderte beschränkte sich die eigentliche Stadt Düsseldorf auf einen etwa einen Quadratkilometer großen, umwallten und dichtbesiedelten Stadtkern, den heutigen Stadtteilen Altstadt und Carlstadt, obwohl die Stadt über umfangreiche Ländereien außerhalb der Stadtmauern verfügte. Erst zu Beginn des 19. Jahrhunderts begann Düsseldorf langsam über diese bescheidenen Ursprünge hinauszuwachsen. Mit dem Einsetzen der Industrialisierung ab 1860 entwickelte sich die Provinzstadt innerhalb weniger Jahrzehnte zu einer der bedeutenden Städte des Deutschen Reiches. Nach und nach wuchsen die verschiedenen Siedlungskerne zu einer Stadt zusammen. 1882 wurde Düsseldorf Großstadt. Um 1900 hatte sich die Bevölkerung im Vergleich zu 1850 verachtfacht. Obwohl das Stadtgebiet seit über 2500 Jahren durchgehend besiedelt war und die Ursprünge Düsseldorfs über 800 Jahre zurückreichen, ist die systematische Stadtgeschichtsschreibung und -forschung kaum 200 Jahre alt. Insbesondere aus der frühen Stadtgeschichte sind nur wenige Urkunden überliefert.
Eine klassische, viel benutzte Gesamtdarstellung der Geschichte Düsseldorfs stammt aus den 1920er Jahren von Friedrich Lau. Als Synthese der reichen folgenden Forschung entstand in den 1960er Jahren eine kurze Darstellung durch den damaligen Stadtarchivar Hugo Weidenhaupt, die bis 1983 insgesamt 9 Auflagen erlebte. Heute greift man auf ein 1988–1990 von Hugo Weidenhaupt herausgegebenes vierbändige Werk zurück, zu dem mehrere Spezialisten beigetragen haben.

## Geschichte des Düsseldorfer Raumes

### Urgeschichte

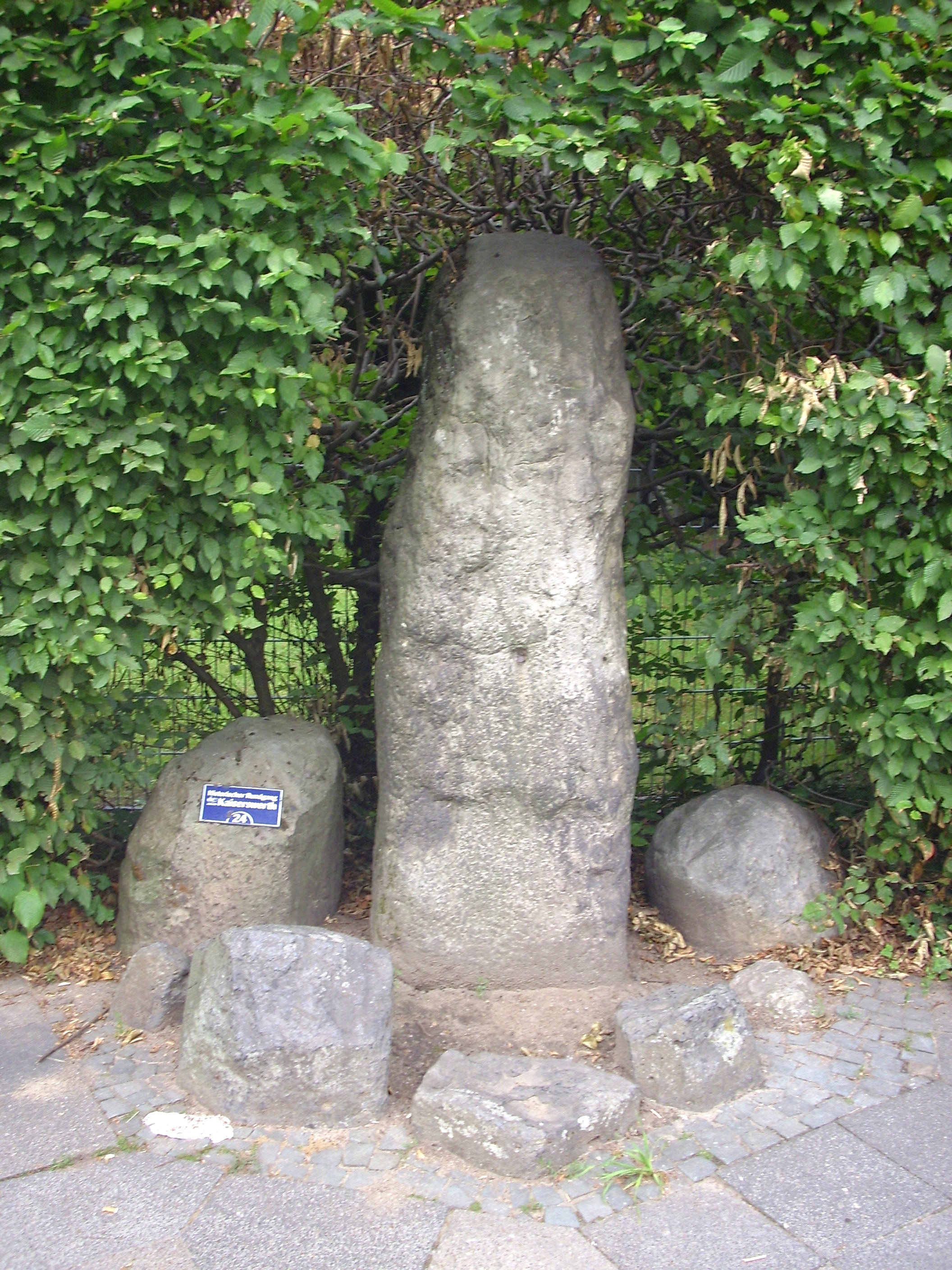
Kaiserswerther Menhir – ältestes Denkmal im Stadtgebiet (ca. 2000–1500 v. Chr.)

Die Umgebung von Düsseldorf ist seit der Altsteinzeit von Menschen bewohnt. Vor etwa 100.000 bis 40.000 Jahren lebten im Düsseldorfer Raum Neandertaler. Namensgebend war der erste Fund im Jahr 1856 im Neandertal, etwa 4 km östlich des Stadtgebietes. Die ältesten Reste menschlicher Kultur auf heutigen Stadtgebiet sind spitznackige Steinbeile aus der Jungsteinzeit, die der Michelsberger Kultur (etwa 4300–3400 v. Chr.) zugerechnet werden. Auch Erdwerke, die auf Siedlungen schließen lassen, sind aus der Zeit um 4500 v. Chr. durch Funde belegt.
Von der Bronzezeit (etwa 2100 bis 800 v. Chr.) sind die frühen Abschnitte in Düsseldorf bislang kaum durch Funde belegt. Die wenigen Reste der sogenannten Hügelgräberbronzezeit (etwa 1600–1300 v. Chr.) zeigen eher eine Orientierung nach Süddeutschland denn in Richtung auf die Nordische Bronzezeit. Reicher bezeugt ist – wie im ganzen Rheinland – die Späte Bronzezeit (etwa 1300–800 v. Chr.). Aus vier Bereichen im Stadtgebiet liegen Reste von Urnengräberfeldern vor, wovon dasjenige auf der Golzheimer Heide ausgedehnt groß war und die meisten Funde erbracht hat. An mehreren Stellen wurden Siedlungsreste erfasst, die reichste Fundstelle ist die ehemalige Ziegelei Germania in Stockum. In dieser Zeit lag auf der Höhe von Düsseldorf eine Kulturgrenze. Das südlichere Niederrheingebiet orientiert sich zur süddeutschen Urnenfelderkultur, während ab Düsseldorf der nördliche Niederrhein Teil der sogenannten Kerbschnittgruppe oder älteren Niederrheinischen Grabhügelkultur ist, die auch weite Teile der heutigen Niederlande und Niedersachsens umfasst.
In der älteren Eisenzeit (etwa 800–450 v. Chr.) war der Raum Düsseldorf dicht besiedelt, die Kartierung von Th. Ruppel weist 24 Fundstellen aus. Demgegenüber sind aus der jüngeren Eisenzeit (etwa 450–50 v. Chr.) nur wenige Funde und Fundstellen im Stadtgebiet bekannt. Das Stadtgebiet gehörte in dieser Zeit nicht mehr zur keltischen Latènekultur, sondern dürfte bereits von germanischen Gruppen besiedelt gewesen sein.

### Römerzeit
In den „Gallischen Kriegen“ wurde um 50 v. Chr. das linksrheinische Gebiet von Julius Cäsar erobert und Teil des Römischen Reiches. Dieses Gebiet zwischen Maas und Niederrhein war von den Eburonen besiedelt, die vermutlich ein keltischer Volksstamm waren, aber von den Römern zu den Germanen gezählt wurden. Das rechtsrheinische Gebiet war zu dieser Zeit vom germanischen Stamm der Sugambrer bewohnt, die zur Gruppe der „Rhein-Weser-Germanen“ zählten. In den kriegerischen Auseinandersetzungen zwischen 54 und 53 v. Chr. vernichteten die Römer in einem Genozid die Eburonen und siedelten die besiegten und ehemals rechtsrheinischen Sugambrerer in deren Siedlungsgebiet um.
Der rechtsrheinische Großraum Düsseldorf gehörte nach etwa 100 n. Chr. zum Gau des germanischen Stammes der Tenkterer. Deren rechtsrheinisches Siedlungsgebiet reichte in der Römerzeit von Walsum im Norden bis zur Sieg im Süden und im Osten bis hinter Wuppertal und ins Bergische Land. Allerdings war ein rechtsrheinischer breiter Streifen ab Beginn der römischen Besiedlung bis etwa 100 n. Chr. kaum besiedelt, da die Römer zur Grenzsicherung die ehemaligen Bewohner dieses Bereiches vertrieben hatten und eine neue Besiedelung verhinderten.
Das linksrheinische Gebiet von Düsseldorf lag in römischer Zeit im Hinterland der Zentren und militärischen Stützpunkte wie Gellep/Gelduba, Dormagen/Durnomagus und vor allem Neuss/Novaesium. Weite Bereiche des linken und später auch des rechten Rheinlands waren relativ dicht mit landwirtschaftlichen Betrieben (sogenannten villae rusticae) besiedelt, die der Versorgung der Zentren dienten. In Düsseldorf sind linksrheinisch Reste von drei solcher Villen für das 2. und 3. Jahrhundert n. Chr. nachgewiesen: am nordwestlichen Ortsausgang von Oberkassel, in Niederkassel und zwischen Lörick und Heerdt. Funde der Spätantike sind im Stadtgebiet bislang nicht nachgewiesen.
Ab etwa 100 n. Chr. bis nach Mitte des 3. Jahrhunderts wurde auch der rechtsrheinische Streifen wieder besiedelt. Die Römer gestatteten dies, wenn die betreffenden Germanen die römische Oberhoheit anerkannten. Unter den Fundkomplexen, die auf Siedlungen zurückgehen, ist Stockum am besten erschlossen; aus den dortigen Hausfunden stammen neben viel germanisch-einheimischer Keramik auch römische Dachziegel. Aus vielen Stadtteilen sind Reste von germanischen Brandgräbern bekannt, u. a. aus Rath, Gerresheim, Pempelfort, Flingern-Süd, Oberbilk, Friedrichstadt, Lierenfeld, Eller und Reisholz. Die germanischen Siedlungs- und Grabfunde umfassen immer auch römische Objekte, die von einem intensiven Kontakt über den Rhein zeugen. Besonders häufig wurden verzierte römische Schüsseln aus „terra sigillata“ gefunden, unter anderem in Oberbilk und Klein Eller. Diese wurden als Graburnen verwendet. Im Jahr 2012 wurden in der späteren Altstadt von Düsseldorf im Bereich Neubrückstraße und Ratinger Straße bei Bauarbeiten Scherben und Siedlungsreste gefunden, die ebenfalls in das 1.–3. Jahrhundert n. Chr. gehören; sie bezeugen eine germanische Siedlung im unmittelbaren Bereich der Düsseldorfer Altstadt, zu der jedoch angesichts einer zeitlichen Lücke von mehr als 700 Jahren keine Siedlungskontinuität besteht.
Mit den Unruhen ab Mitte des 3. Jahrhunderts brachen im rechtsrheinischen Stadtgebiet alle germanischen Siedlungen ab, die Landschaft wurde wieder zum siedlungsfrei gehaltenen Glacis des römischen Militärs. Im 4. Jahrhundert bestand wenig südlich des Stadtgebiets ein römisches Kastell, das damals aber noch links des Rheins gelegene Haus Bürgel.
Die letzte urkundlich nachweisbare Nachricht aus der Römerzeit für den Großraum Düsseldorf stammt von 388 n. Chr. Zu diesem Zeitpunkt gab es einen Frankeneinfall in das linksrheinische Gallien. Auf dem Rückzug wurden die Franken von den römischen Feldherren Nanninus und Quintinus geschlagen. Allerdings wurde ein Teil der Römer unter Quintinus bei der Verfolgung und nach dem Rheinübergang bei Neuss in den sumpfigen rechtsrheinischen Wäldern ihrerseits vernichtend aufgerieben.

### Frühes Mittelalter
Nach weitgehend fehlenden Funden für das 4. und frühe 5. Jahrhundert begann ab Mitte des 5. Jahrhunderts beiderseits des Rheins wieder eine nachweisbare fränkische Besiedlung im Bereich des Stadtgebietes. Die Funde betrafen zunächst Hamm und vor allem Oberlörick. In Letzterem wurden u. a. Reste eines reichen Grabes gefunden, das mit dem reichen Grab 43 aus der Westnekropole von Gelduba vergleichbar ist. Gräberfelder des 6. und 7. Jahrhunderts wurden in Oberlörick (zweite Fundstelle), Niederkassel, Oberkassel, Stockum, Golzheimer Heide und an zwei verschiedenen Stellen in Bilk gefunden. Unter ihnen ist das Gräberfeld von Stockum von größerer Bedeutung, da es zahlreiche Funde für den angeführten Zeitraum erbracht hat (vergleichbar mit den Grabfunden von Duisburg-Walsum), die andernorts selten sind.
Wie beispielsweise auch in Alpen und Kalkar wurde die mittelalterliche Stadt Düsseldorf 1288 zwar in der Nähe der frühmittelalterlichen Altsiedlungen gegründet, ging aber als Neugründung nicht unmittelbar aus einer dieser Altsiedlungen hervor. In die Zeit vor der Stadtgründung und parallel zu ihr gehören insgesamt acht Motten aus dem Stadtgebiet. Mit diesem Fachbegriff werden Niederungsburgen des Adels bezeichnet, der in dieser Zeit die gewöhnlichen Siedlungen verlässt und sich in diese frühen Burgen absetzt. Als einzige dieser acht Anlagen ist diejenige beim Ickter Hof in Lohausen näher untersucht, sie wurde später beim Bau des Flughafens planiert.
Politisch gehörte das Gebiet um Düsseldorf nach der Teilung des Frankenreiches im Vertrag von Verdun (843) ursprünglich zum Königreich von Lothar I., dem Mittelreich. Nach dessen Zerfall gehörte das Gebiet zu Niederlothringen. Gegen Ende des ersten Jahrtausends war die endgültige Zugehörigkeit zum Ostfrankenreich bereits weitgehend geklärt.
Innerhalb der vorgenannten merowingisch-karolingischen Herrschaftsgebiete gehörte das Gebiet zu einem zu Ripuarien gehörenden, gräflichen Amtsbezirk zwischen Rhein, Ruhr und Wupper, den die neuere Forschung „Duisburg-Kaiserswerther Grafschaft“ nennt. Das Gebiet war in der ersten Hälfte des 11. Jahrhunderts unter Herrschaft des Pfalzgrafen Ezzo (955–1034). Über dessen Nachfolger gelangte es bis 1148 zum Einflussbereich der Edlen von Berg, den späteren Grafen und Herzögen von Berg.

### Frühe Zentren im Umfeld vom Mittelalter bis zu ihrer Eingemeindung
Die nachfolgend genannten Städte, Orte und Herrensitze, die sich heute auf Düsseldorfer Stadtgebiet befinden, sind allesamt urkundlich vor Düsseldorf selbst erwähnt worden.

#### Kaiserswerth

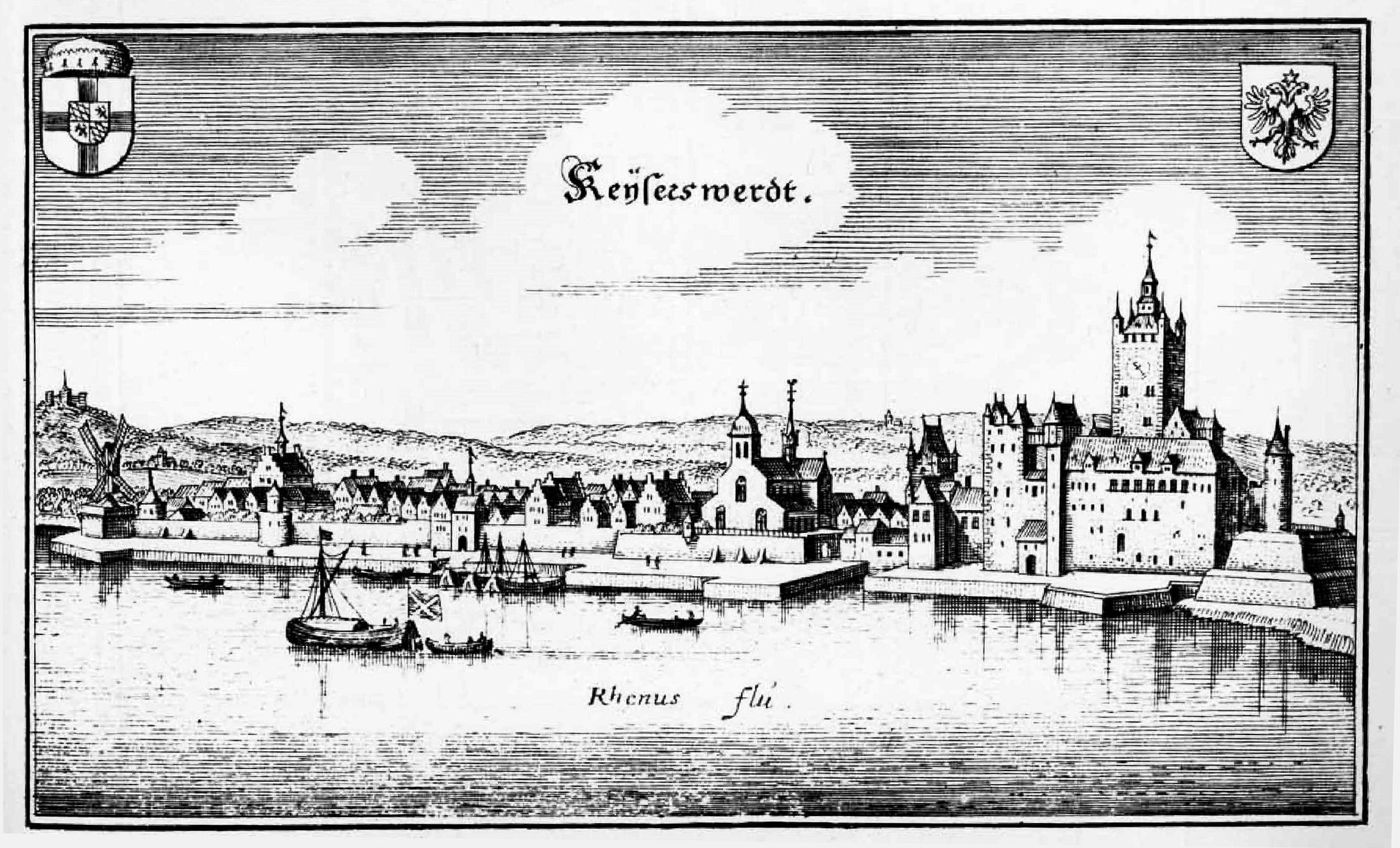
Stadtansicht von Kaiserswerth um 1650

Kaiserswerth war im frühen Mittelalter eine vier Kilometer lange Rheininsel (Werth), von der aus man einen guten Überblick über den Fluss hatte. Zudem befand sich hier eine der ältesten Rheinquerungen. Hier befand sich bereits in fränkischer Zeit ein Hof, der sich schrittweise zu einer Burg entwickelt hatte. Um 700 schenkte der fränkische Hausmeier Pippin II. dem angelsächsischen Missionar Suitbert diese Rheininsel, um dort ein Benediktiner-Kloster zu gründen. Dieses wurde 778 von den Sachsen und 880 von den Normannen wieder zerstört. 1045 wurde die Kaiserpfalz in Kaiserswerth von Kaiser Heinrich III. gegründet. Endgültig in die Geschichtsbücher ging Kaiserswerth 1062 beim „Staatsstreich von Kaiserswerth“ ein. 1174 verlegte Kaiser Friedrich Barbarossa den Rheinzoll nach Kaiserswerth und baute eine neue Kaiserpfalz als mächtige Zollfestung. 1181 wurde der Ort Reichsstadt. Im Rahmen mehrerer Belagerungen zwischen 1213 und 1215 durch Graf Adolf III. von Berg errichtete dieser einen Damm, der zur Verlandung eines Rheinarms führte und Kaiserswerth seiner Insellage beraubte. Ab 1273 gelangte Kaiserswerth in den Einflussbereich der Kölner Erzbischöfe und wurde bis 1424 zur mächtigsten Festung Kurkölns ausgebaut. 1702, im Spanischen Erbfolgekrieg, wurden Festung und Stadt schwer beschädigt. Die fast völlig zerstörte Kaiserpfalz diente in der Folge als Steinbruch für den Wiederaufbau der Stadt. Seitdem ist die ehemalige Festung eine Ruine. Politisch und wirtschaftlich wurde Kaiserwerth in der nachfolgenden Zeit bedeutungslos. Im 19. Jahrhundert gründete Theodor Fliedner die bekannte Diakonissen-Anstalt. 1900 wurde Kaiserswerth über die elektrische Düsseldorf-Duisburger Kleinbahn an beide großen Nachbarstädte angebunden. 1929 erfolgte die Eingemeindung nach Düsseldorf.

#### Gerresheim

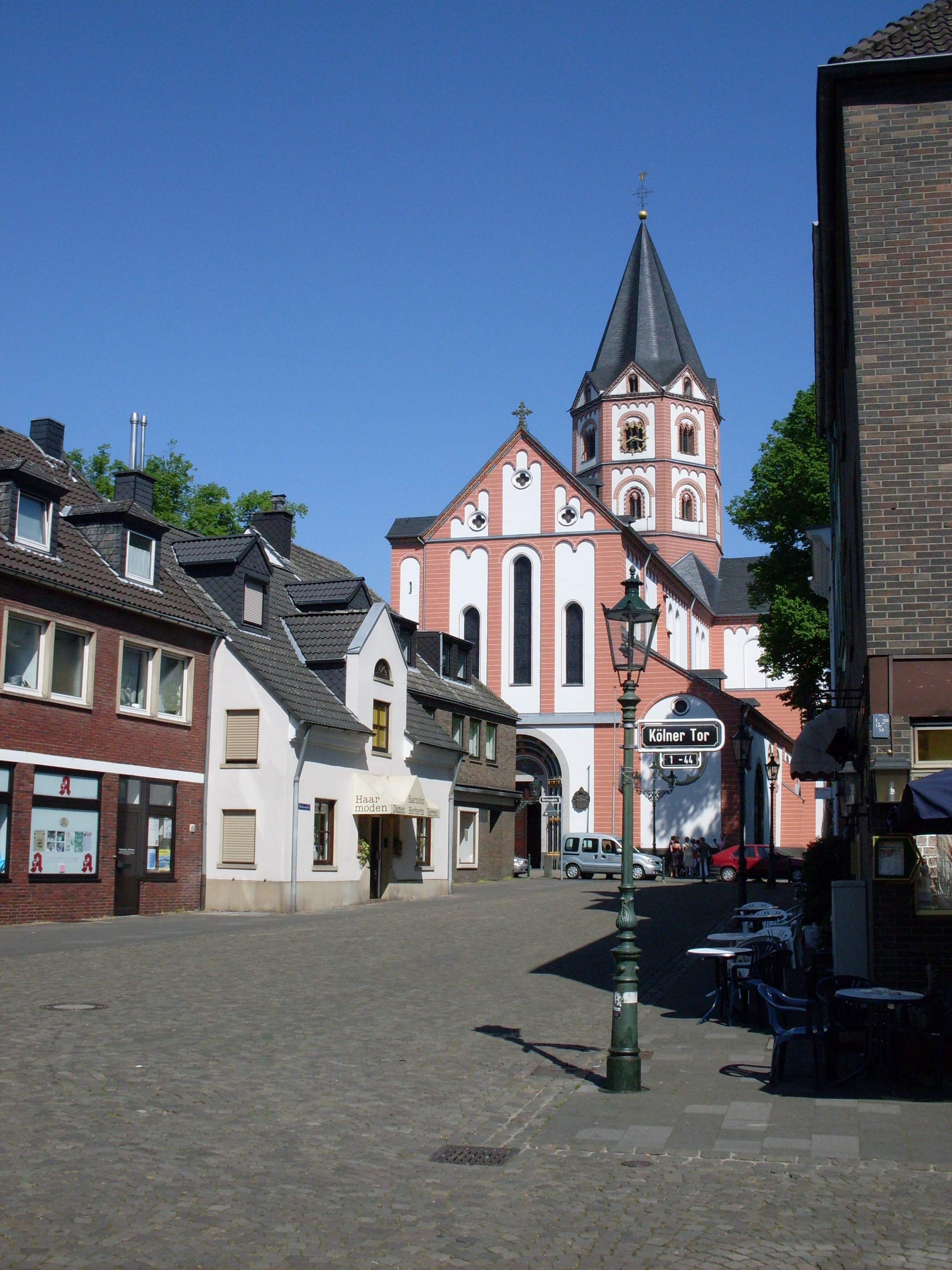
Gerresheim: Flachsmarkt mit der ehemaligen Stiftskirche im Hintergrund

Im Osten des heutigen Stadtgebietes entstand im 9. Jahrhundert das Gerresheimer Frauenstift, das zu den ältesten Kanonissenstiften der Erzdiözese Köln gehörte. Gerresheim war bereits früh ein kirchlicher und kultureller Mittelpunkt im Düsseldorfer Raum. Im Jahr 919 wurde das Stift durch Magyaren fast vollständig zerstört. Die Äbtissin und die Kanonissen konnten sich selbst und die Reliquien des Stiftspatrons, des heiligen Hippolyt nach Köln retten. In der zweiten Hälfte des 10. Jahrhunderts erfolgte der Wiederaufbau. 970 wurde die neue Kirche eingeweiht. Langsam entwickelte sich um das Stift herum ein Dorf mit Marktplatz. 1368 wurde das Dorf Gerresheim durch die Grafen von Berg zur Stadt erhoben. Ab dem 17. Jahrhundert setzte jedoch der Niedergang der kleinen Stadt, infolge zahlreicher Brände und Kriegsverheerungen, ein. 1803 wurde im Rahmen des Reichsdeputationshauptschlusses das Kanonissenstift aufgehoben und 1806 aufgelöst. In der Zeit der Industrialisierung erlebte Gerresheim einen neuen Aufschwung, nicht zuletzt durch die Gründung der Gerresheimer Glashütte 1864. 1909 erfolgte dann die Eingemeindung nach Düsseldorf.

#### Angermund

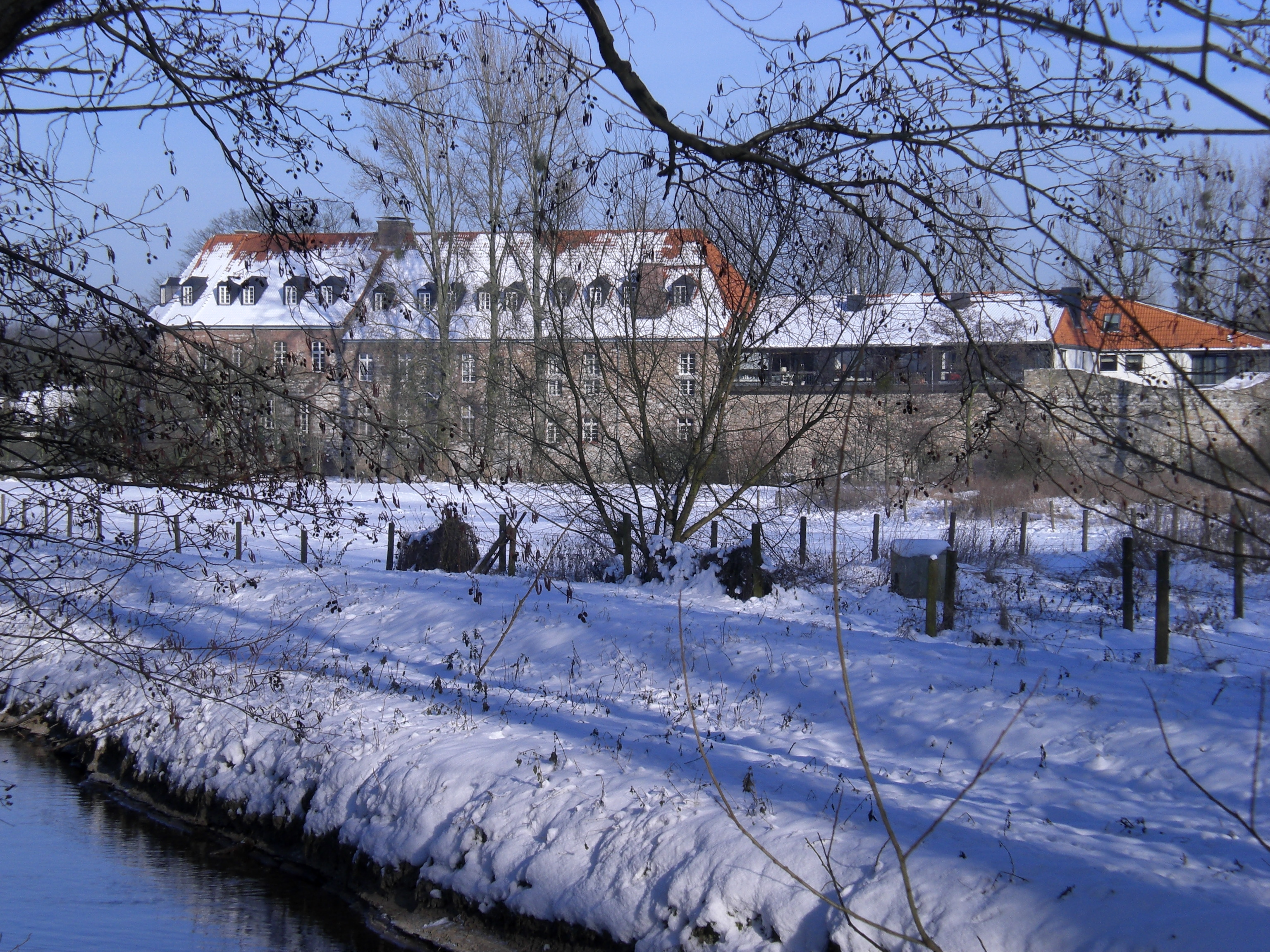
Burg Angermund

Im äußersten Norden von Düsseldorf liegt die 1188 erstmals erwähnte Burg Angermund; im 12. Jahrhundert erwarben die Grafen von Berg Angermund, das eine strategische Bedeutung zwischen den Reichsstädten Duisburg und Kaiserswerth hatte und zugleich den nördlichsten Punkt der Bergischen Herrschaft markierte. Ab 1216 unter Engelbert von Berg wurde die Burg stark befestigt. Durch die Stadterhebungen der bergischen Städte Ratingen (1276) und Düsseldorf (1288) verlor die Festung bald ihre militärische Bedeutung. Dennoch blieben die Burg und der kleine Ort, der sich darum gebildet hatte, ein wichtiger Verwaltungssitz und wurde 1423 zur Freiheit erhoben. In Urkunden des 15. Jahrhunderts wurde Angermund vereinzelt auch als Stadt erwähnt und war Mittelpunkt des Amtes Angermund. Angermund selbst wurde 1975 nach Düsseldorf eingemeindet.

#### Weitere Orte
Bilk war bereits im 6. oder 7. Jahrhundert besiedelt, wie Fundstellen von Gräbern zeigen. Am 14. Februar 799 wurde der Gutshof villa Bilici erstmals urkundlich erwähnt. Die Pfarrkirche Alt St. Martin stammt aus dem frühen 8. Jahrhundert. Bis 1206 gehörte die Kirche in dem weiter nördlich gelegenen Fischerdorf Dusseldorp zur Pfarrei in Bilk. (siehe Hauptartikel: Düsseldorf-Bilk).
Es folgen weitere urkundliche Nennungen von Orten im Stadtgebiet, so 892 Kalkum und 904 die von Himmelgeist. 950 wurden ein Herrenhof und eine Kapelle in Hubbelrath in einer Schenkungsurkunde des Kölner Erzbischofs Wichfrid angeführt. Für 1005 wurde der Bau einer Kirche in Benrath vermutet. Um 1050 wurde Wersten, 1072 Unterrath erstmals in Urkunden genannt und um 1100 die heutigen Stadtteile Derendorf, Golzheim, Stockum und Hamm.

## Düsseldorf im Mittelalter

### Anfänge und Stadtgründung

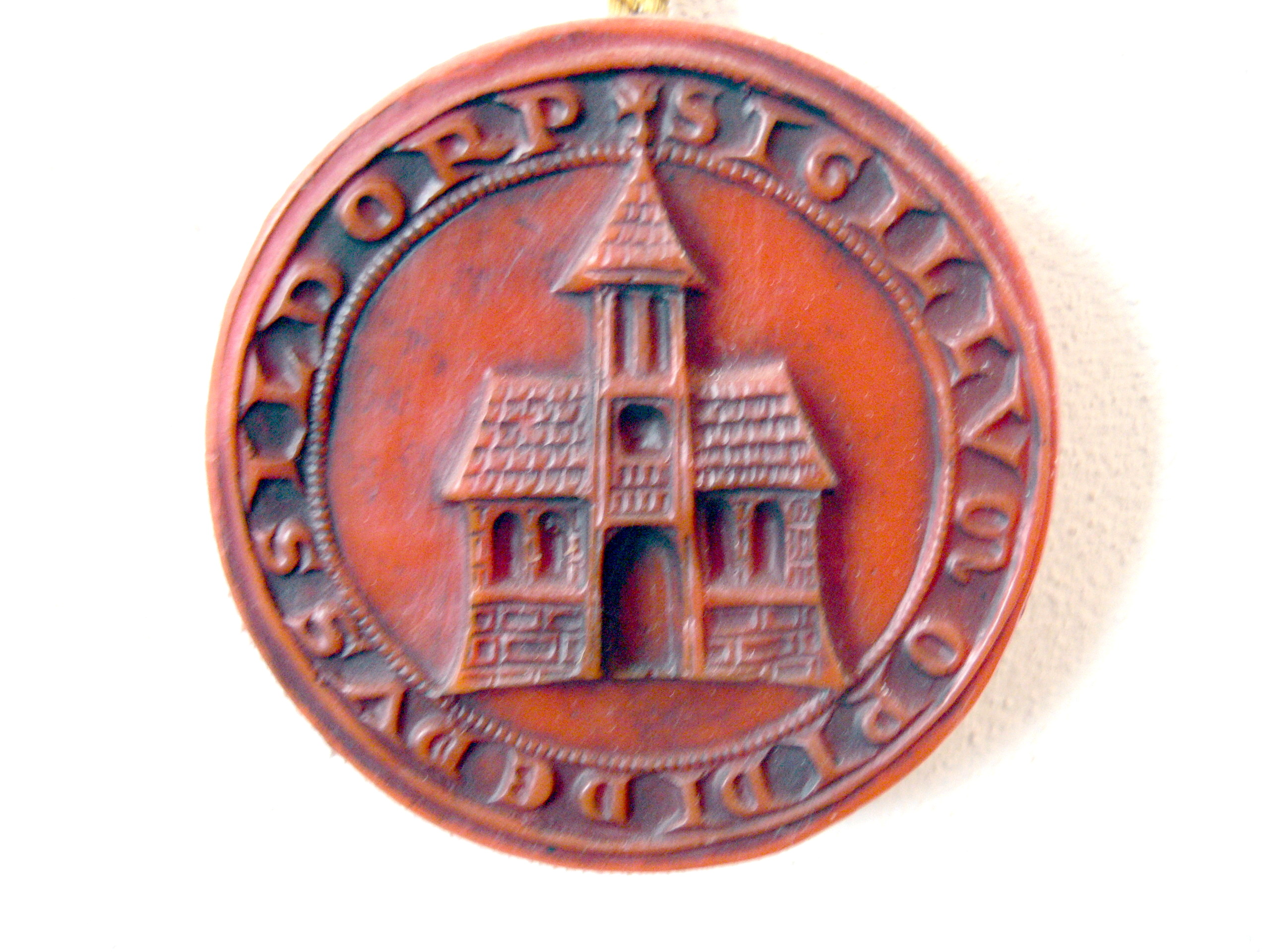
Düsseldorfer Stadtsiegel von 1303

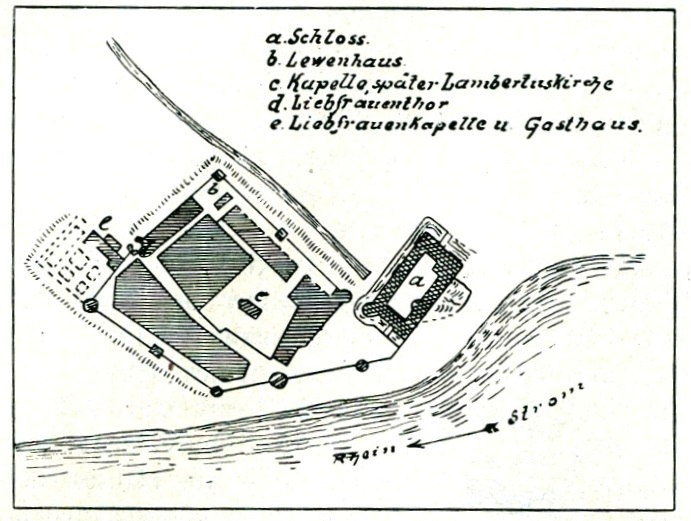
Düsseldorf um 1288

Über die Anfänge der Siedlung, in deren unmittelbaren Nähe der Kern der späteren Stadt Düsseldorf entstand, ist fast nichts bekannt. Ein Fund in der Altstadt deutet auf eine germanische Besiedlung im 5. Jahrhundert oder noch früher hin. Mit Verweis auf die Ortsnamenforschung und die Endung „-dorf“ kann ein Ursprung der Siedlung im 8. oder 9. Jahrhundert vermutet werden. Selbst die erste schriftliche Erwähnung von Düsseldorf kann nicht sicher datiert werden. Sie befindet sich auf einer Schreinskarte des 12. Jahrhunderts, auf der, wegen späterer Rasuren schwer leserlich, ein Grundbesitz in Dusseldorp beurkundet wird. Die Urkunde stammt frühestens aus dem Jahr 1135. Am 23. Mai 1159 verpflichtete Papst Hadrian IV. die Bewohner des kleinen Dorfes in einer Urkunde, jährlich 5 Schillinge an das Ursula-Stift in Köln abzuführen. Dies war zu jener Zeit ein beachtlicher Betrag und lässt auf eine gewisse Bedeutung des Ortes schließen. Das Fischerdorf war zu jener Zeit bereits ein Fähr- und Handelsstützpunkt für Reisende und Waren zwischen den beiden Rheinufern. Um 1189, gut 100 Jahre vor der Stadtgründung, konnten die Grafen von Berg in Düsseldorf Fuß fassen, als die Herren von Teveren ihren gesamten rechtsrheinischen Besitz, darunter Güter in diesem und einigen benachbarten Dörfern, an Engelbert I. von Berg verpfändeten. Die Urkunde über diese Verpfändung, allerdings nicht datiert, ist noch vorhanden.
Gegen Ende des 12. Jahrhunderts war trotz des Besitzübergangs der verpfändeten Gebiete von Teveren, die Stellung der Grafen von Berg im Kerngebiet von Düsseldorf noch nicht gefestigt. Sowohl die Grafen von Jülich, als Vögte von Vilich, wie auch die Grafen von Geldern, als Lehensherrn der Ritter von Flingern, hatten neben Kurköln durchaus ebenfalls Möglichkeiten einer Einflussnahme auf die Entwicklung der Siedlung. Der Verlauf der Geschichte war jedoch für die Berger günstig und Düsseldorf wurde für die nächsten sechs Jahrhunderte Teil der Grafschaft Berg.
Die bis zum Tode von Graf Engelbert II. von Berg traditionell guten Beziehungen zwischen dem Hause Berg und dem Erzbistum Köln verschlechterten sich nun. Nach dem Tode fiel die Erbfolge, da kein direkter männlicher Nachfolger aus dem Hause von Berg vorhanden war, an Herzog Heinrich von Limburg. Nach dem Tode von Walram V. von Limburg, der ein Onkel von Adolf V. von Berg war, kam es zum Limburger Erbfolgestreit.

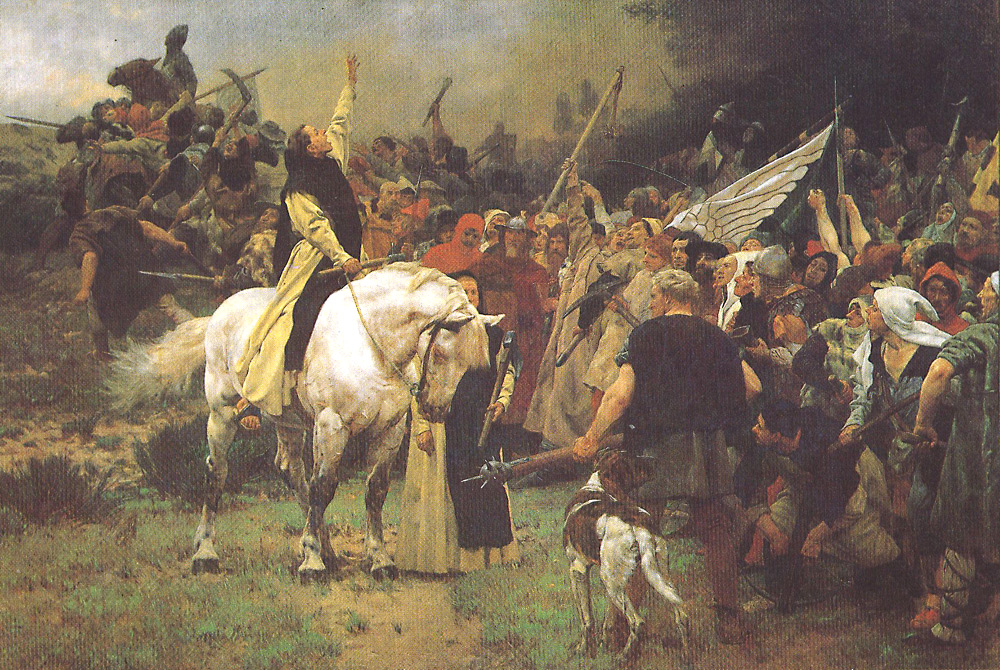
Walter Dodde und die bergischen Bauern bei der Schlacht bei Worringen – Historienbild von Peter Janssen dem Älteren, 1893

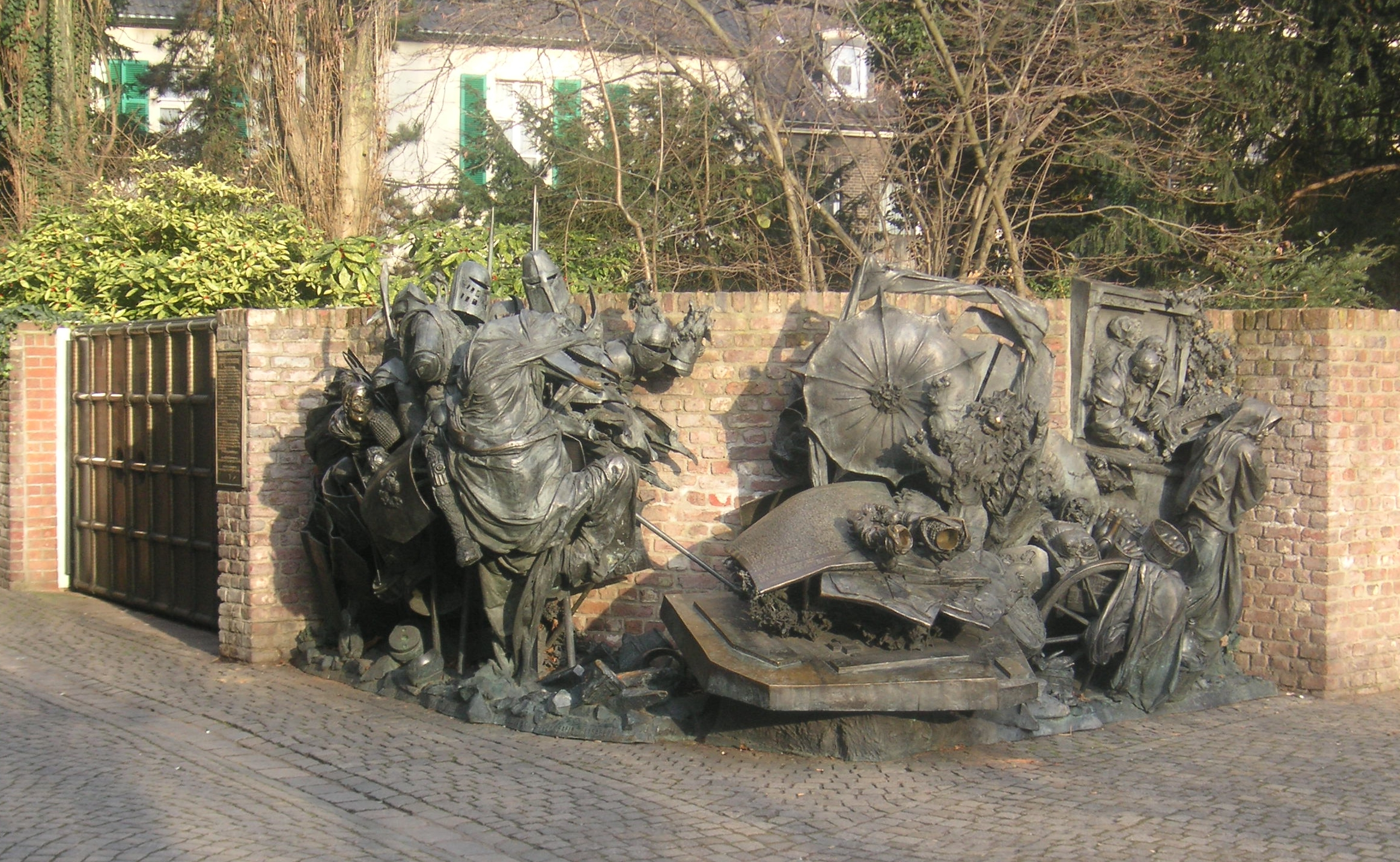
Die Schlacht von Worringen – Stadterhebungsmonument von Bert Gerresheim, 1988

Höhepunkt dieser Streitigkeiten war am 5. Juni 1288 die Schlacht von Worringen. Diese endete mit einem Sieg über den Kölner Erzbischof Siegfried von Westerburg und führte neben anderen Folgen auch zur Stadterhebung von Düsseldorf.
Düsseldorf lag an der Nord-Westgrenze des bergischen Territoriums, nur wenige Kilometer vom erzbischöflichen Neuss entfernt. Mutmaßlich aus strategischen Gründen verlieh Graf Adolf V. von Berg am 14. August 1288 dem Dorf an der Düssel die Stadtrechte. Das Original der Stadtgründungsurkunde ist im 19. Jahrhundert verloren gegangen, aber der Inhalt in mehreren Abschriften überliefert.
Das Gebiet, das in der Urkunde zur Stadterhebung angeführt wurde, umfasste einen Innenbezirk, das Ortsgebiet und einen östlich davon gelegenen Außenbezirk. Dies war ein Gebiet auf dem fünf größere Besitzungen lagen. Hierzu gehörten die Hofanlagen der Ritter „Adolf von Flingern“ und „von Loe“, eines „Rumpold“ im Bereich Pempelfort sowie zwei weitere nicht genauer beschriebene Güter, die mit „Die zwei Berge“ oder „Zwischen den zwei Bergen“ bezeichnet wurden.
Der Ort Düsseldorf war bei seiner Stadterhebung kaum mehr als ein Dorf, das von Erdwällen und Gräben geschützt war. Zwar wurden 2012 im Bereich der Lambertusstraße Fundamente einer frühen Stadtmauer gefunden, jedoch ist deren genaue Datierung schwierig. Da in der Urkunde zur Stadterhebung „unser Flecken Düsseldorf, wie solcher in seinen jeweiligen und künftigen Gräben liegt“ angeführt wurde, könnte diese Mauer auch erst sofort nach der Erhebung zur Stadt angelegt worden sein. Die Länge des in der Gründungsurkunde genannten Stadtgrabens betrug knapp 800 m. Das Stadtgebiet war mit 3,8 Hektar kaum größer als fünf Fußballfelder.
Die junge Stadt erhielt ein eigenes Gericht mit acht auf Lebenszeit gewählten Schöffen, deren Bestätigung sich der Landesherr jedoch vorbehielt. Lediglich Kapitalverbrechen und Verfahren gegen Geistliche und Adlige mussten vor dem Hauptgericht in Kreuzberg bei Kaiserswerth verhandelt werden.
Erster nachweisbarer Bürgermeister der Stadt war 1303 Wilhelm Rumpold, dessen Familie bereits in der Urkunde zur Stadterhebung angeführt wurde. Ein Stadtrat ist erst 1358 nachweisbar, so dass anfangs die Verwaltung der Stadt vermutlich nur von den Schöffen erfolgt sein dürfte. Ob von Beginn an auch schon ein Bürgermeister an der Verwaltung beteiligt war, ist nicht belegbar.

### Herrscherhaus „von Berg“ und deren Rechtsnachfolger

Herzogtum Berg um 1560

Die Geschichte Düsseldorfs wurde ab der Erhebung zur Stadt für die nächsten Jahrhunderte durch das Herrscherhaus „von Berg“ und nach dem Tode des letzten männlichen Nachfolgers aus diesem Adelsgeschlecht von deren Rechtsnachfolgern stark beeinflusst. Die im Mittelalter und auch später übliche Personalunion führte über die Heirat von Töchtern mit Mitgliedern anderer Herrscherhäusern manchmal zu neuen größeren Gebieten. Auch das Haus Berg war über die Jahrhunderte hiervon häufiger betroffen und deren Territorium veränderte sich.
Der letzte direkte männliche Nachfolger aus dem Ursprungsgeschlecht der Edlen von Berg war bereits mit Graf Engelbert II. von Berg 1235 gestorben. Adolf V. gehörte schon dem zweiten Herrscherhaus an und es folgten noch Weitere. Dem Ursprungsgeschlecht folgten:
- Haus Limburg-Berg: Über Irmgard von Berg, verheiratet mit Herzog Heinrich von Limburg, folgte dieses Herrscherhaus, aus dem Adolf V. stammte, der Düsseldorf zur Stadt erhob. Mit Adolf VI. starb 1348 der letzte Nachfolger aus diesem Hause Limburg-Berg.[Anm. 4] Es folgte das
- Haus Jülich-Berg. Über die Nichte Margarete von Ravensberg-Berg, die mit Graf Gerhard I. von Jülich-Berg verheiratet war, begann dieses Geschlecht. Unter Adolf VII. von Jülich-Berg wurde die Grafschaft Jülich auch rechtlich mit Berg vereinigt. Über Wilhelm II. von Jülich-Berg wurde die Grafschaft 1380 zu einem Herzogtum. Letzter der Herzöge aus diesem Haus war Wilhelm III./IV. von Jülich-Berg, der 1511 starb. Nun wurde das
- Haus Jülich-Kleve-Berg über den Schwiegersohn Johann von Jülich-Kleve-Berg Rechtsnachfolger. Mit dem letzten Herzog aus diesem Hause, Johann Wilhelm von Jülich-Kleve-Berg, starb 1609 auch dieses Adelshaus aus. Es folgte ein Erbstreit zwischen Brandenburg-Preußen und dem wittelsbachischen
- Haus Pfalz-Neuburg, da Mitglieder beider Häuser Töchter aus dem Hause „Jülich-Kleve-Berg“ geheiratet hatten. Die Streitigkeiten führten 1614 mit dem Vertrag von Xanten zu einer vorläufigen Einigung. Pfalz-Neuburg sollte Jülich-Berg und die Brandenburger Kleve und die weitere Gebiete Grafschaft Mark und Ravensberg verwalten. Die endgültige Einigung wurde mit dem Vertrag von Kleve 1666 beschlossen, die im Wesentlichen die vorläufige Einigung von 1614 bestätigte. Erster Herzog aus dem Hause Pfalz-Neuburg war Wolfgang Wilhelm von Pfalz-Neuburg. Nach dem Tode von Kurfürst Carl Theodor aus der Linie Pfalz-Sulzbach folgte 1799 Maximilian Joseph aus dem Zweig Pfalz-Birkenfeld des Hauses Wittelsbach nach. Ihre rheinischen Herrschaftsgebiete, die Herzogtümer Jülich-Berg, waren Ende des 18. Jahrhunderts allerdings bereits von Auswirkungen des Ersten Koalitionskrieges betroffen; ab 1796 besetzten französische Truppen zuerst linksrheinische, später auch rechtsrheinische Gebiete einschließlich der Hauptstadt Düsseldorf. Nach dem Zweiten Koalitionskrieg erkannte das Heilige Römische Reich 1801 im Frieden von Lunéville die französischen Annexionen links des Rheins an. Das Linke Rheinufer, somit auch das Herzogtum Jülich, ging für Maximilian Joseph dauerhaft verloren. 1806 verzichtete Maximilian Joseph für die französische Anerkennung seines Königtums in Bayern auch auf das Herzogtum Berg, das er Napoleon und von ihm zu ernennenden Fürsten überließ, und es wurde das französisch dominierte
- Großherzogtum Berg gegründet. Nach dem Zusammenbruch des Napoleonischen Reiches mit der Völkerschlacht bei Leipzig begann die
- Preußische Periode. Das Herzogtum Berg kam 1814 zuerst provisorisch und ab 1815 entsprechend den Ergebnissen des Wiener Kongresses zu Preußen.

### Auf dem Weg zur Residenzstadt
Mit der Stadterhebung durch Graf Adolf V. aus dem Haus Limburg-Berg begann der Aufstieg von Düsseldorf und damit die Stadtgeschichte. Aus einer kleinen Stadt entwickelte sich eine Residenzstadt, wenn es auch noch 100 Jahre dauerte, bis der erste „Herzog von Berg“ seinen Hauptsitz nach hier verlegte.
Für Graf Adolf V. war Düsseldorf strategisch wichtig, um den Einfluss Kurkölns am Niederrhein dauerhaft zu begrenzen. Seit 1206 hatte Düsseldorf eine Dorfkirche, die im 13. Jahrhundert zu einer dreischiffigen romanischen Kirche vergrößert wurde. Durch die Gründung eines Stifts versuchte Adolf V, die Bedeutung des Ortes zu erhöhen. Nach der Erhebung von Düsseldorf zur Stadt 1288 begann man, die Dorfkirche in eine Stiftskirche, genannt Marienkirche, für das Kollegiatstift St. Maria umzubauen. Das Stift wurde am 5. September 1288 von Papst Nikolaus IV. befürwortet. Seitens des verfeindeten Kurkölns erfolgte die erforderliche erzbischöfliche „Sanction“ dagegen erst 1306 nach dem Tode von Erzbischof Siegfried von Westerburg durch den übernächsten Nachfolger Erzbischof Heinrich II., der diese Bestätigung erteilte. Es handelte sich zu dieser Zeit noch um eine kleine und mit lediglich bescheidenen Mitteln ausgestattete Einrichtung, die anfangs nur vier Kanoniker umfasste.
Andere weiter reichende Veränderungen für die Stadt konnte Adolf V. bis zu seinem Tode nicht mehr vornehmen. Die Aussage in einer kölnischen Chronik, dass er ab 1292 bis zum Lebensende vom Kölner Erzbischof in Gefangenschaft gehalten wurde, ist falsch. Zumindest die letzten zwei Jahre vor seinem Tode 1296 war er in Freiheit.
Zur Regierungszeit von Adolf V, also gegen Ende des 13. Jahrhunderts, werden für Düsseldorf zwei Steinhäuser und 300 bis 400 Einwohner vermutet. Die mit der Stadtgründung verliehenen Privilegien waren im Vergleich zu denen anderer Städte in der Umgebung nicht umfangreich und damit nicht besonders günstig. Hinzu kam die Konkurrenz zahlreicher benachbarter und bedeutenderer Städte wie Duisburg, Kaiserswerth, Ratingen, Neuss und der europäischen Metropole Köln.
Als Adolf V. 1296 kinderlos starb, folgte sein Bruder als Graf Wilhelm I. König Adolf von Nassau bestätigte diesem 1297 das Reichslehen für die Grafschaft Berg. Der König war mit Unterstützung von Erzbischof Siegfried von Westerburg gewählt worden. Diesem hatte er dafür weitgehende Unterstützung vertraglich für die Aufhebung der Folgen der Schlacht von Worringen zugesagt. Betreffend der „Berger“ wurden diese Versprechungen nicht erfüllt. Wilhelm I. starb 1308 ebenfalls kinderlos. Nachfolger wurde sein Neffe Graf Adolf VI.
Das von Adolf VI. 1312 über seine Ehefrau Agnes von Kleve erlangte Recht, einen Rheinzoll zu erheben, war an Duisburg gebunden. Ein erster Versuch, diesen Zoll nach Düsseldorf zu verlegen, scheiterte trotz einer Genehmigung durch den späteren Kaiser Ludwig IV. 1324 an dem Einspruch von Kurköln. Noch 1378 wurde dieser Streit zwischen Köln und Berg wegen der Verlegung des Zolls durch Kaiser Karl IV. nur dilatorisch behandelt. Erst der römisch-deutsche König Wenzel erteilte den Bergern 1380 erneut die Genehmigung, einen Rheinzoll in Düsseldorf zu erheben. Für dessen endgültige Absicherung musste Herzog Wilhelm I. jedoch Kurköln später noch vertragliche Zugeständnisse machen. Weiter gehende Informationen zum Thema Rheinzölle und die Grafschaft und das Herzogtum Berg enthält der Artikel Rheinzoll.
Unverändert residierten die Grafen von Berg auf Schloss Burg und nicht in Düsseldorf. Zusätzlich war der Anfang des 14. Jahrhunderts eine Periode mit Missernten und schweren Überschwemmungen. Unter diesen Voraussetzungen war der jungen Stadt zunächst nur ein langsames Wachstum möglich. Erst Anlagen einer Festung Düsseldorf in Gestalt einer Stadtmauer aus Steinen bestanden bereits zum Zeitpunkt der Stadtgründung. Zum Jahr 1322 ist erstmals ein Stadttor nachweisbar, das damalige Liebfrauentor am östlichen Ende der Altestadt. Der Bau der vergrößerten und stärkeren neue Stadtmauer aus Steinen dürfte ab Ende des 14. Jahrhunderts bei der Erweiterung der Altstadt begonnen worden sein.
Unter den Nachfolgern von Adolf V., den Grafen Wilhelm I., Adolf VI. und Gerhard I., ergaben sich auch keine nennenswerten Wachstumsimpulse für die Stadt. Diese versuchten vornehmlich, ihre Machtbasis zu sichern und zu vergrößern. Hierbei war besonders Gerhard I. erfolgreich. Über seine Ehefrau, Margarete von Ravensberg-Berg, wurde er 1346 auch Graf von Ravensberg. Neben Ravensberg erwarb er 1355 von „Heinrich III. von Hardenberg“ die Herrschaft Hardenberg, zu der diverse weitere Gebiete im Bergischen Land gehörten, und vergrößerte und festigte damit den Einfluss in dem von den Bergern beherrschten Territorium.

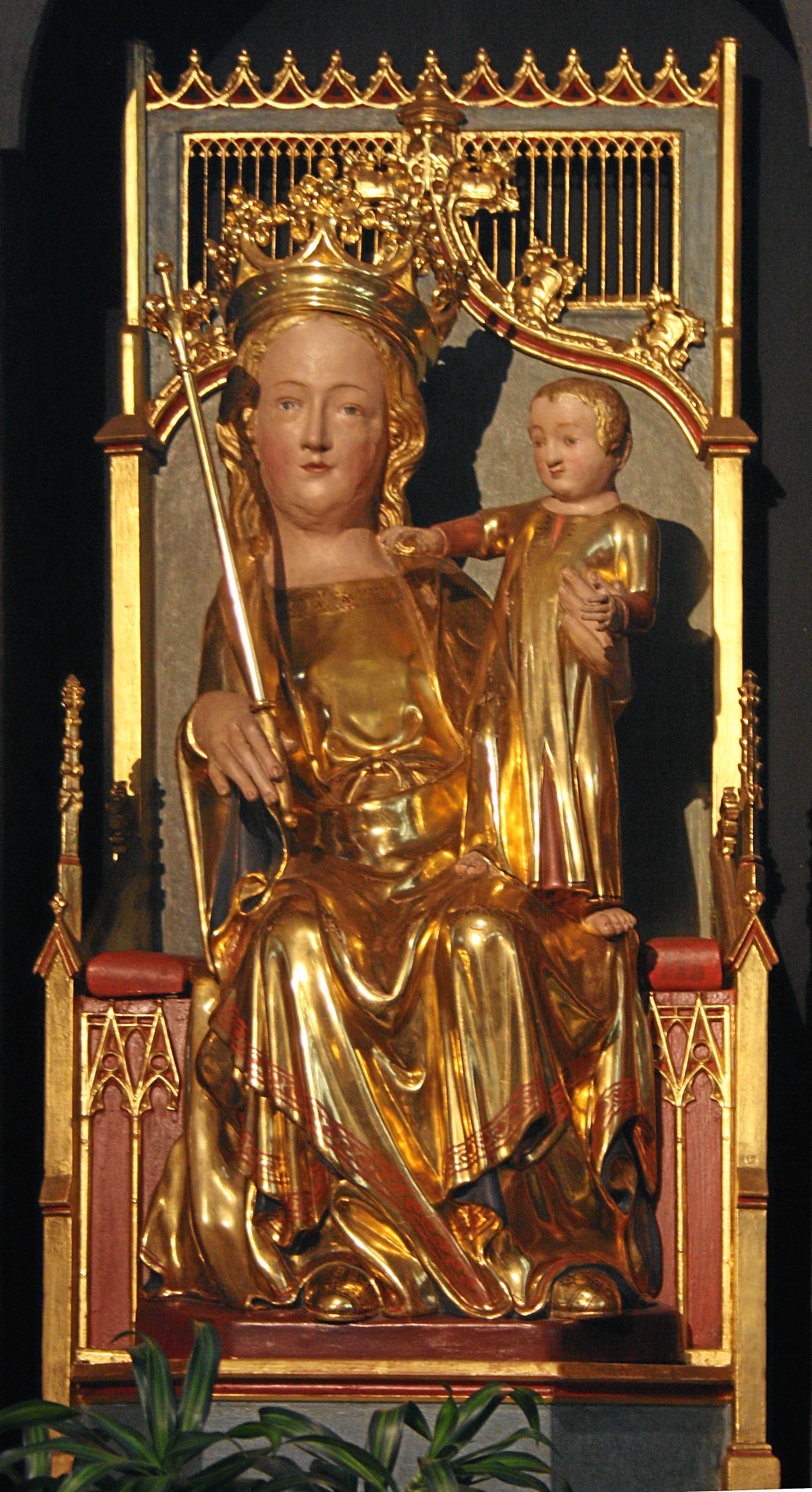
Marienbild in der Lambertuskirche, 14. Jahrhundert

Erst in der zweiten Hälfte des 14. Jahrhunderts unter Graf Wilhelm II. begann eine deutlichere Entwicklung der kleinen Stadt. Ab 1370 wurde der noch unter Graf Adolf V. begonnene und nach dem Tode des Grafen unterbrochene Umbau der Stiftskirche zu einer großen dreischiffigen Hallenkirche wieder fortgeführt. Dieser Umbau war mit der Einweihung am 12. Juli 1394 beendet.
Weitere Einzelheiten und die wichtigsten Daten zur baulichen Entwicklung der Altstadt bis zu Beginn des 21. Jahrhunderts: Siehe Düsseldorfer Altstadt.
Mit einer neuen Marktordnung von 1370, auf Grund der die Stadt ein Maß- und Waagegeld erheben durfte, und der Erlaubnis, ab 1371 einen Sonntagsmarkt durchzuführen, wurden die finanziellen Einkünfte der Stadt durch Graf Wilhelm II. verbessert.
Die Verlegung des Rheinzolls nach Düsseldorf 1380 brachte der Stadt zunächst noch keine finanziellen Anteile. Am 24. Mai 1380 wurde Graf Wilhelm II. infolge eines Reichstages von König Wenzel zum Herzog ernannt und in den Reichsfürstenstand erhoben. Am 4. April 1384 bestätigte der Herzog der Stadt ihre Privilegien. Zusätzlich wurde das Stadtgebiet um die Bereiche Bilk, Derendorf und Golzheim erweitert.
Der neue Herzog Wilhelm I. von Berg entschloss sich, seine Residenz von Schloss Burg an der Wupper nach Düsseldorf zu verlegen und residierte ab 1386 in Düsseldorf. Ein standesgemäßes Gebäude existierte in der kleinen Stadt am Rhein zu der Zeit wohl noch nicht, da 1382 erstmals eine Burg urkundlich erwähnt wurde. Als Grafenhaus hatte ein Vorläufer der Burg ursprünglich außerhalb der Stadtmauern gelegen. In den Jahren zwischen 1384 und 1394 wuchs die Stadt erheblich. Östlich und südlich hatten sich Vorstädte gebildet, die in dieser Zeitperiode in den Schutz einer neuen und erweiterten Stadtmauer einbezogen wurden. Mit dem Bau unter anderem der Flinger Straße und der Bolkerstraße wurde in jener Zeit die Grundlage für die heutige Altstadt gelegt. Die neuen Stadttore Ratinger Tor, Flinger Tor, Berger Pforte, Rheintor und Zolltor gehören zu diesem Mauerring des späten 14. Jahrhunderts und zeigen die Ausdehnung der damaligen Stadt an. Auch die Burg lag nun innerhalb der Stadtmauer und wurde noch im 15. Jahrhundert zu einem Schloss ausgebaut. Von 3,8 Hektar bei der Gründung im Jahr 1288 war die Stadtfläche in rund 100 Jahren auf 22,5 Hektar gewachsen.
Die Bewohner der seit 1384 zu Düsseldorf gehörenden Ortschaften Bilk, Derendorf und Golzheim kamen jedoch nur in den Genuss der städtischen Privilegien, sofern sie auch in der Stadt eine Wohnung unterhielten. 1394 wurde Hamm eingemeindet. Im 15. Jahrhundert folgte noch Volmerswerth. Das Stadtgebiet blieb dann bis zu den großen Eingemeindungen Anfang des 20. Jahrhunderts unverändert.
Das bereits bestehende Stift wurde personell aufgestockt. Es wurde bis 1392 auf 25 Kanoniker vergrößert und mit den hierfür notwendigen Pfründen ausgestattet. Einer der Kanoniker aus dem Kollegium dieser Geistlichen war für die Trivialschule in der Stadt zuständig, wodurch diese ab 1392 belegbar war. Weiterhin kaufte der Herzog zahlreiche Reliquien an, die möglichst viele Pilger in die Stadt führen sollten. Zeitweilig wurde Düsseldorf ein Wallfahrtsort von überregionaler Bedeutung. Zu Ehren des Stadtheiligen Apollinaris wurden ab 1392 jährlich eine Prozession und ein Kirchweihfest abgehalten, die Ursprünge der heutigen Düsseldorfer Rheinkirmes.
In einer Urkunde des Papstes vom 1. März 1392 wurde ebenfalls die Aufstockung des Collegiums der Stiftkirche mit einem „Scholasticus“ angeführt. Dies ist der älteste schriftliche Nachweis für das Vorhandensein einer Schule in der Stadt, obwohl sicherlich auch bereits früher eine Trivialschule unter Anleitung eines Geistlichen vorhanden war.
Bis nach Mitte des 14. Jahrhunderts gehörte den Grafen von Berg in der heutigen Altstadt im Wesentlichen nur das Gebiet, auf dem der Vorläufer der späteren Burg lag. Bedeutendere Grundbesitzer im Stadtgebiet dagegen waren die Ritter Haik von Flingern und die Herren von Eller. Deren Besitz in der Altstadt wurden von den Bergern erst um 1400 erworben. Die Herren von Eller waren auch Besitzer des Geländes, auf dem die Liebfrauenkapelle lag. Um auswärtige Pilger unterzubringen und betreuen zu können, hatten sie bereits vor 1382 das „Hospital der hl. Anna“ neben der Kapelle errichtet. Ein weiterer Hinweis auf den umfangreicheren Grundbesitz der Herren von Eller in Düsseldorf zu Beginn des 14. Jahrhunderts ist aus der Vergabe einer Pfründe für die Stiftskirche unter Graf Wilhelm I. erkennbar. Laut einer Urkunde vom 23. „Erndmonat“ 1303 vereinbarten die Herren Theoderius Senior und Theoderius Junior de Elnere mit dem Grafen die Stiftung einer Pfründe für die Kirche.
Durch die Vergrößerung des Stadtgebietes nach 1384 und der höheren Anzahl an Bewohnern, bestand auch Bedarf für eine weitere Kirche. Neben der inzwischen vergrößerten Stiftskirche im alten Kernbereich lag Ende des 14. Jahrhunderts nur noch eine Kapelle vor dem alten Liebfrauentor im Stadtgebiet. Mit Unterstützung des Herzogs wurde im Bereich der südlichen „Neustadt“ um 1396 mit dem Bau einer weiteren Kirche begonnen. Diese lag am Ende der Bolkerstraße vor der Hund(s)rückenstraße. Urkundlich ist diese Kirche für 1417 belegt, aber vor 1435 war sie bereits wieder abgebrochen worden.
Gegen Ende der Regierungszeit des Herzogs kam es zu politischen Streitigkeiten mit anderen Herrschern am Niederrhein. Auslöser dieses Streites war eine Rente aus dem Rheinzoll, der bei Kaiserswerth erhoben wurde, die der Herzog für sich einforderte. Diese Forderung führte zu der Schlacht von Kleverhamm 1397, in der Wilhelm I. unterlag. Er wurde gefangen genommen und nur gegen ein hohes Lösegeld wieder freigelassen. Die Folgen der verlorenen Schlacht trafen Düsseldorf hart. Das Schloss wurde geplündert, und es kam zu Streitigkeiten zwischen den Söhnen und dem Herzog. Die Entwicklung der Stadt kam völlig zum Erliegen, da hierfür kein Geld mehr vorhanden war. Durch den Verlust von Stiftspfründen auf dem linksrheinischen Gebiet verringerte sich die Anzahl der Kanoniker auf fünfzehn.
Diese nun ungünstigen Verhältnisse für die Stadt änderten sich auch nach dem Tode des Herzogs 1408 nur wenig. Der Nachfolger Herzog Adolf VII. hatte sowohl andere Interessen wie auch kein Geld für eine weitere Förderung der Stadt. Er heiratete „Jolante von Bar“. Da nach dem Tod des Schwiegervaters kein männlicher Nachkomme vorhanden war, versuchte Adolf VII. das Erbe im Herzogtum Bar, Teil von Niederlothringen, anzutreten. Er erhielt zwar 1417 von König Sigmund das Reichslehen für die „Markgrafenschaft Pontamousson“, die jedoch nur ein Teil des Herzogtums Bar war.
Er konnte sich gegen einen Mitbewerber nicht durchsetzten, da er einen Krieg um das Herzogtum Bar verlor, gefangen genommen wurde und sich gegen Zahlung eines Lösegeldes freikaufen musste. Von seinem Anspruch auf die Herzogtümer Jülich und Geldern konnte er nur den für Jülich erfolgreich durchsetzen. Er wurde dadurch ab 1423 auch Herzog von Jülich und damit Begründer des Hauses Jülich-Berg.

### Zeitperiode Haus Jülich-Berg

Herzogtum Jülich-Berg ohne Grafschaften Mark, Ravensberg, Ravenstein und Zuphen um 1560

Mit der Gebieterweiterung durch das Herzogtum Jülich verbesserte sich gegen Ende seiner Regentschaft offensichtlich die finanzielle Situation von Herzog Adolf VII. Düsseldorf wurde am Rheinzoll beteiligt und durfte ab 1426 für jedes Schiff, das die Stadt passierte, einen Zoll in Höhe von zwei Weißpfennigen erheben.
Weiterhin erhielt die Stadt 1437 das Fischereirecht für die Düssel für den Bereich von der Mündung in den Rhein bis nach Golzheim.
Zu Beginn des 15. Jahrhunderts entstanden zwar die Zünfte in Düsseldorf, aber die Anzahl der Handwerker dürfte gering gewesen sein. Die Datenlage hierüber ist nur dürftig. Der älteste erhaltene Zunftbrief stammt aus dem Jahr 1472 und betrifft die Schumacher. Urkundlich belegbar ist die Zunft der Schreiner erst 1561 und 1614 sind es insgesamt 7 Zünfte. 1622 bestätigten Bürgermeister und Stadträte die Bruderschaft und Zunft der Bäcker. 1435 bestätigte Herzog Adolf neue Statuten der Sebastianus-Schützenbruderschaft. Diese Bruderschaft dürfte bereits im frühen 14. Jahrhundert bestanden haben, da die Stadtverteidigung damals zu den Pflichten der Bürger gehörte. Die Sebastianusschützen sind heute noch ein wichtiger Träger des Düsseldorf Brauchtums.
Erst mit der Herrschaft Herzogs Gerhard I. setzte wieder eine weitere nachhaltige Stadtentwicklung ein. 1443 holte dieser Herzog die Kreuzherren nach Düsseldorf, die die Betreuung des Hospitales übernahmen. Als Stiftungsgut wurde dem Orden das Opfergeld der Stadt Düsseldorf und das Monatsgeld der Stadt Düren zugeteilt. Sofort im selben Jahr wurde mit herzoglicher Unterstützung ein erstes Klostergebäude errichtet und bis 1445 die bisherige Kapelle zur Kreuzherrenkirche an der Ratinger Straße umgebaut, da sowohl Kirche wie auch Hospital an den Orden der Kreuzherren verschenkt worden waren. Eine der Auflagen der Schenkung war, dass das Hospital den weiteren Klostergebäuden weichen sollte und ein neues Hospital an anderer Stelle in der Stadt zu errichten war. Die Kreuzherren bauten deshalb 1450 auf der Flinger Straße Nr. 1 ein neues „Hospital der hl. Anna“.
Folgende Erlasse des Herzogs stärkten die finanziellen und rechtlichen Verhältnisse der Stadt Düsseldorf:
- 1437 wurde für die gesamte Stadt die „Biergrütgerechtsam“ erteilt, wodurch das steuergünstige Bierbrauen in der Stadt erlaubt wurde[68]
- 1447 das Fischereirecht, zuerst auf die Stadtgräben beschränkt und 1449 für den Rhein erweitert[68]
- 1449 Verpachtung von zwei Walk- und Oelmühlen an die Stadt[68]
- 1451 wurde der Stadt die Rompels-Mühle mit dem „Mahlzwang“ für die Bürger überlassen. Zusätzlich bekam die Stadt die Erlaubnis, sowohl im Stadtgebiet wie auch für die Stadtbereiche nach Bedarf weitere Mühlen anzulegen. Zusätzlich wurde die Stadt ermächtigt, selbst die Höhe der städtischen Gebühren festzulegen.[69]
- 1465 wurde es erlaubt, einen Freihafen zu betreiben[70] Weiterhin erhielt die Stadt das Recht, ein Werftgeld zu erheben, und darüber hinaus gewährte der Herzog den Bürgern seiner Residenzstadt Zollfreiheit in allen von ihm beherrschten Territorien.

1470 erhielt die Stadt mit dem Haus „Zum Schwarzen Horn“ ein ausschließlich zur Nutzung als Rathaus gedachtes Gebäude, das allerdings nur für den neuen östlichen Stadtbereich zuständig war.
Der Nachfolger Herzog Wilhelm III. erlaubte ab 1482 einen wöchentlichen Kornmarkt in der Stadt abzuhalten. Hierdurch und mit der Verpachtung der Stadt- und der Rompelsmühle seit 1451 einschließlich des „Mahlzwanges in diesen Mühlen“ für die Bürger, ergab sich eine weitere Verbesserung der finanziellen Einkünfte der Stadt. Dies gilt auch für die Übertragung der Nutzungsrechte einiger Höfe zu Bilk 1494 für die Stadt. Zusätzlich wurde ab 1498 die pachtfreie Nutzung des Rheinkrahnes für die Frachtschiffe ermöglicht. Weiterhin bestätigte Herzog Wilhelm 1489 nochmals die Zuständigkeiten von 1451, die sein Vorgänger Herzog Gerhard erteilt hatte.
Am 25. November 1496 vereinbarte der Herzog mit dem Herzog Johann von Kleve-Mark einen Erbvertrag für ihre Nachkommen, sofern diese heiraten würden. Dieser Vertrag wurde Klever Union genannt und führte zur Erbeinung aller Länder von Jülich-Berg und Kleve-Mark. Mit dem Vertrag verlobte er seine 5-jährige Tochter mit dem ebenfalls minderjährigen Erbprinzen von Kleve-Mark. Damit war der Grundstein für den Übergang der beiden Adelshäuser zu einer Personalunion der Herzogtümer Jülich-Kleve-Berg gelegt. Noch vor dem Tode des Herzogs 1511 erfolgte 1510 die Heirat der beiden Nachkommen in Düsseldorf.
1498 wurde Düsseldorf als Tagungsort einer päpstliche Kommission bestimmt, die in einem Streit zwischen den Kölner Bürgern und dem Erzbischof Hermann von Hessen vermitteln sollte. Mehr als 100 Bürger und zahlreiche Adelige aus der Nachbarstadt wurden als Zeugen nach Düsseldorf gerufen. Gegen Ende des Spätmittelalters hatte die kleine Residenzstadt in städtebaulicher und infrastruktureller Hinsicht die Voraussetzungen erreicht, um Hauptstadt eines größeren Territoriums zu werden.

## Neuzeit

### Zeitperiode der Herzöge von Jülich-Kleve-Berg

Vereinigtes Herzogtum Jülich-Kleve-Berg einschließlich der zugehörigen Grafschaften um 1560

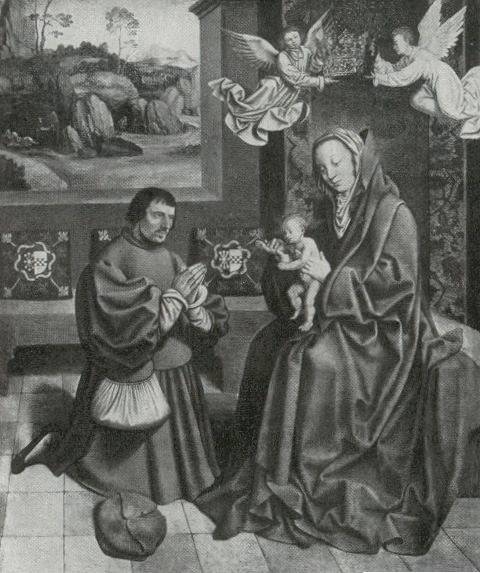
Johann III. von Kleve-Jülich-Berg

Herzog Johann, der entsprechend der Klever Union von 1496 mit dem Tod seines Schwiegervaters Wilhelm im Jahr 1511 die Regierungsmacht in Jülich-Berg übernommen hatte, wurde mit dem Tod seines Vaters Johann im Jahr 1521 auch Herzog von Kleve. Ab diesem Zeitpunkt war damit ein großer Territorialverbund am Niederrhein mit zusätzlichen Gebieten in Westfalen (Grafschaft Mark und Grafschaft Ravensberg) und den heutigen Niederlanden (Herrschaft Ravenstein) entstanden, die vereinigten Herzogtümer Jülich-Kleve-Berg, denen sich am 27. Januar 1538 noch das Herzogtum Geldern und die Grafschaft Zutphen anschlossen. Bis zum Jahr 1543, als Wilhelm von Jülich-Kleve-Berg nach dem Dritten Geldrischen Erbfolgekrieg im Vertrag von Venlo auf Geldern und Zutphen zugunsten Kaiser Karls V. wieder verzichten musste, war damit der flächenmäßig größte Territorialumfang erreicht.
Auf Verlangen der jülich-bergischen Landstände hielten die Herzöge von Jülich-Kleve-Berg für gewöhnlich ihren Hof in Jülich-Berg, insbesondere in Jülich, Hambach, Düsseldorf und Bensberg. Der Hofstaat reiste mit ihnen. Die Entwicklung des Hofstaats, des neuzeitlichen Vertragswesens, der wachsenden Gesetzgebung und Bürokratie sowie der politischen Korrespondenz machte es bald allerdings notwendig, feste Kanzleien für die Landesteile einzurichten und Hofordnungen zu erlassen. Für Jülich, Berg und Kleve bestanden noch lange getrennte Kanzleien und Räte. Eine gemeinsame Kanzlei für Jülich-Berg mit Sitz in Düsseldorf wird nicht vor 1564 anzunehmen sein. Spätestens 1592 war eine solche jedoch vorhanden.
Nur wenige bedeutende stadtgeschichtliche Ereignisse für Düsseldorf sind für die Regentschaft von Herzog Johann überliefert. Kurz vor dem Regierungsantritt war durch einen Brand das Düsseldorfer Schloss schwer beschädigt worden. Dieser Brand zerstörte am 23. Dezember 1510 den Nordflügel des Gebäudes. Nach ersten notdürftigen Reparaturen erfolgte ab 1522 ein Wiederaufbau mit einer Modernisierung. Durch den Machtzuwachs und die neue Verwaltungsstruktur wurde zusätzliches Personal benötigt, für das man weitere Baulichkeiten zu errichten hatte. 1512 erlaubte der Herzog der Stadt den Bau und pachtfreien Betrieb einer Windmühle auf der Stadtmauer oder in deren Nähe. Diese Windmühle sollte die Wasserversorgung verbessern, da besonders in kalten Wintern nicht ausreichend Frischwasser in der Stadt vorhanden war.
Hinsichtlich der beginnenden Reformation blieb der Herzog zwar katholisch, verhielt sich aber neutral und ausgleichend. Einer seiner Berater war der Humanist Konrad Heresbach. Dieser war auch nach dem Tode von Herzog Johann unter seinem Sohn für lange Jahre noch Berater am Hofe und zudem einer der Erzieher des Erbprinzen. In Begleitung des sächsischen Kurprinzen Johann Friedrich von Sachsen, der um die Hand der Prinzessin Sibylle von Jülich-Kleve-Berg anhielt, kam 1526/27 Friedrich Myconius, ein Freund und Anhänger Martin Luthers, nach Düsseldorf. Dieser predigte nicht nur in der Kapelle des Schlosses, sondern auch öffentlich auf dem Marktplatz. Seine Predigten bewegten einige Bürger und Adelige dazu, sich der Reformation zuzuwenden.
Unter Johanns Nachfolger ab 1539, Herzog Wilhelm V., auch Wilhelm der Reiche genannt, wurde dessen Hauptstadt Düsseldorf insbesondere zum Mittelpunkt humanistischer Gelehrsamkeit und liberaler Katholizität am Rhein. Protestantische Gemeinden waren zwar offiziell in Düsseldorf nicht zugelassen, sind aber in der zweiten Hälfte des 16. Jahrhunderts in der Stadt nachweisbar. Besonders für eine aktive reformierte Gemeinde liegen für diese Zeit diverse schriftliche Nachweise vor. Ab 1570 begannen Einschränkungen für diese Gemeinden, da inzwischen am Hofe die katholischen Räte in der Mehrheit waren.
Mit der Regentschaft von Wilhelm V. wurde der sukzessive Ausbau der Stadtbefestigung zu einer modernen Bastionärsfestung fortgesetzt. Bereits 1538 unter dem vorherigen Herzog war mit der Anlegung der Zitadelle südwestlich am Rhein vor Stadtmauer und südlichem Mündungsarm der Düssel begonnen worden. Diese Modernisierung der Stadtbefestigung wurde fortgesetzt. Die Fertigstellung der neuen Anlagen zog sich allerdings bis ins 17. Jahrhundert hinein. Diese Maßnahme stand im politischen Kontext der Besitzansprüche der Herzöge, da Wilhelm V. bereits 1538 vorübergehend auch Regent des benachbarten Herzogtums Geldern geworden war und neben den Städten Jülich und Orsoy im Herzogtum auch seine Residenzstadt militärisch stärker absichern wollte.
Die Zugehörigkeit von Geldern zum vereinigten Herzogtum war von Beginn an umstritten, da Kaiser Karl V. bereits vor dem Amtsantritt des Herzogs 1538 Anspruch auf dieses Territorium erhoben hatte. Er begründete dies mit dem Vertrag von Gorinchen, den er 1525 mit Karl von Egmond geschlossen hatte. Dieser Anspruch des Kaisers wurde auf einem Reichstag 1541 bestätigt. Der Herzog versuchte trotzdem, seinen Besitzanspruch aufrechtzuerhalten. Es kam deshalb 1543 zum Dritten Geldrischen Erbfolgekrieg, der sich schnell zu Ungunsten des Herzogs entwickelte. Wilhelm der Reiche musste deshalb 1543 im Vertrag von Venlo auf seine Ansprüche auf das Herzogtum Geldern und die Grafschaft Zutphen verzichten und Kaiser Karl V. zusätzlich die Bekämpfung der Reformation in seinem Territorium zusichern. Wilhelms Versuch, Jülich-Kleve-Berg zu einem mächtigen und vom Kaiser weitgehend unabhängigen nordwesteuropäischen Territorialstaat zu entwickeln, war somit fehlgeschlagen.
Unter Wilhelm dem Reichen wurden in Düsseldorf diverse bedeutende Bauprojekte durchgeführt. Er berief 1548 den Renaissance-Baumeister Alessandro Pasqualini nach Düsseldorf. Von 1549 bis 1551 wurde das Düsseldorfer Schloss aufwendig umgebaut. Zwischen 1570 und 1573 erfolgte mit finanzieller Unterstützung des Herzogs der Bau eines neuen Rathauses am Markt durch den Duisburger Baumeister Heinrich Tussmann. Längs der Düssel von der Liefergasse entlang der Mühlenstraße wurde 1559 ein Marstall und daneben ein Komödienhaus erbaut.
1545 stellte der Herzog ein Gebäude am Stiftplatz zur Verfügung und ließ dort das erste Düsseldorfer Gymnasium, das „Seminarium reipublicae“ errichten, den Vorläufer des heutigen Görresgymnasiums. Mit Johann Monheim als einen seiner ersten Rektoren wurde dieses Gymnasium überregional bekannt. Selbst Schüler, die nicht aus den herzoglichen Gebieten stammten, kamen nach Düsseldorf, um zu studieren.
Im 16. Jahrhundert war Düsseldorf auch von einigen größeren Katastrophen betroffen. Pestepidemien traten sowohl 1530 wie auch von 1577 bis 1580 auf und führten zu zahlreichen Opfern unter der Bevölkerung. 1595 kam es zu einem schweren Rheinhochwasser, das sowohl die Rheinwerft wie auch die Stadtmauer in diesem Uferbereich schwer beschädigte. Hinsichtlich der Kosten für die Behebung der Schäden kam es zwischen dem Rat der Stadt und dem Herzog zu einem Streit.

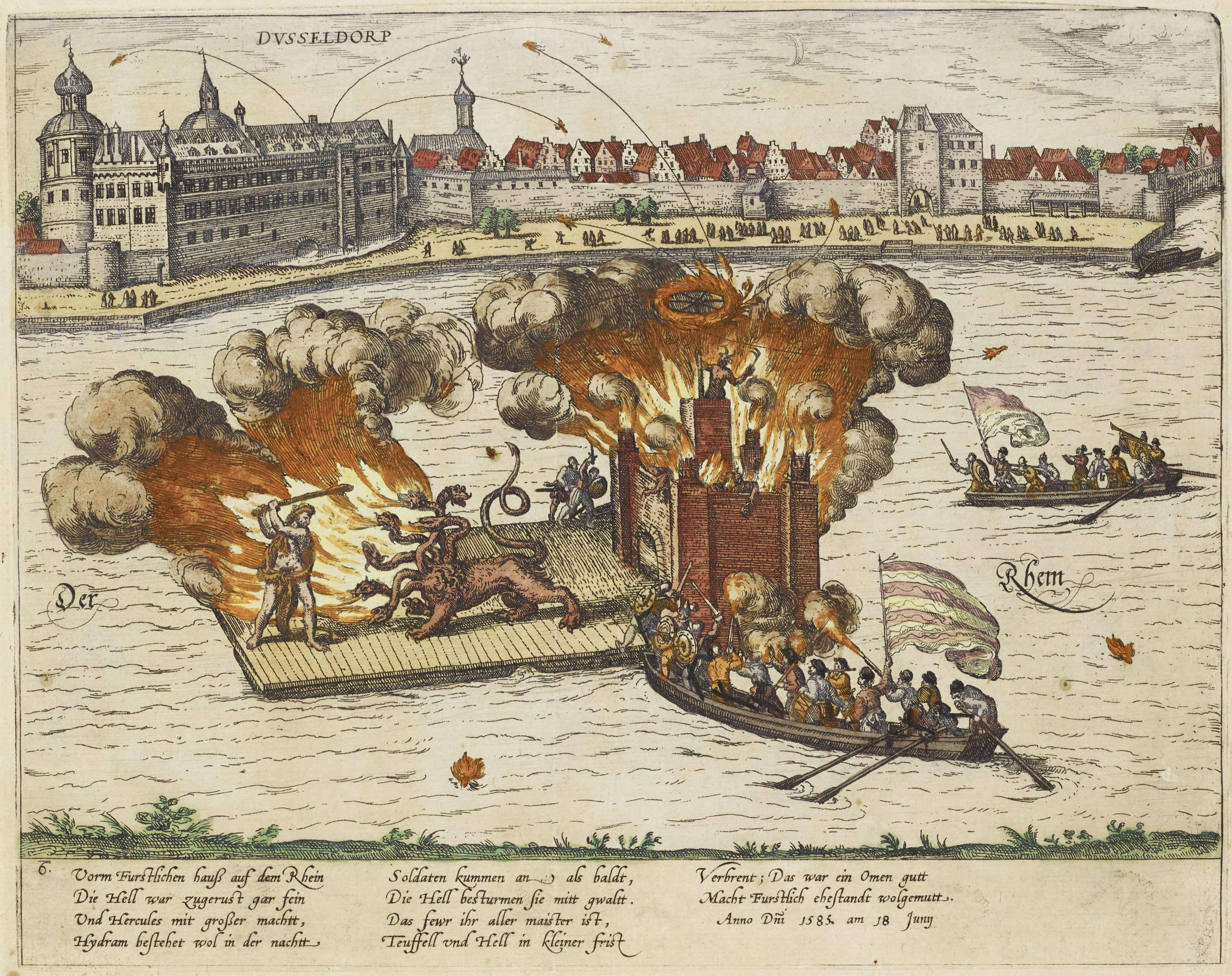
Feuerwerk auf dem Rhein 1585 aus Anlass der Hochzeit von Johann Wilhelm von Jülich, Kleve, Berg mit Jakobe von Baden, im Hintergrund das Düsseldorfer Schloss

Da der älteste Sohn des Herzoges, Karl Friedrich, früh starb, musste sein jüngerer Bruder Johann Wilhelm von Jülich-Kleve-Berg die Erbfolge übernehmen. Dieser war für hohe kirchliche Ämter ausgebildet worden und ab 1574 Bischof von Münster. Er beendete deshalb seine kirchliche Laufbahn und heiratete vom 15. bis 24. Juni 1585 stattdessen Jakobe von Baden. Die „fürstlich güligsche Hochzeit“ war außergewöhnlich prachtvoll und wird vom Hofjuristen Dietrich Graminäus in einem mit prächtigen Kupferstichen ausgestatteten Band dokumentiert, der zahlreiche Ansichten Düsseldorfs und des Düsseldorfer Schlosses, zum Teil von dem Kupferstecher Frans Hogenberg gestochen, enthält. Das sehr aufwendige Fest im Herzogtum stand im auffälligen Gegensatz zum gleichzeitigen Truchsessischen Krieg, der in unmittelbarer Nähe in den kurkölnischen Gebieten am linken Niederrhein und Teilen vom Sauerland stattfand, und der die dortige Bevölkerung mit Kriegsgräuel überzog. Aber auch jülische und klevische Gebiete wurden bereits zum Zeitpunkt der Hochzeit gebrandschatzt und geplündert. Weitere größere kriegerische Überfälle in Jülich-Berg erfolgten 1587 und 1588.
Johann Wilhelm war von Jugend an kränklich und mit zunehmendem Alter zusätzlich geistig immer stärker behindert. Anfangs war er wie sein Vater kein militanter Anhänger der Katholischen Fraktion im Reich, änderte seine diesbezüglichen Ansichten aber schnell. Er versuchte besonders in Wesel, die Reformationsanhänger zu unterdrücken, als er Anfang der 1580er Jahre Regierungsfunktionen mit übernahm. Unter anderem auch hierdurch kam es zum Zerwürfnis zwischen Vater und Sohn. Der alte Herzog, inzwischen selbst schwer krank, versuchte deshalb den Sohn bis zu seinem Tode 1592 von einer vollen Regierungsübernahme fernzuhalten.
Ab den 1580er Jahren machten sich durch die Krankheiten und das Zerwürfnis zunehmend Probleme im gesamten Herzogtum bemerkbar. In der Residenz am Hof in Düsseldorf kam es unter den Räten des Herzogs zu Intrigen und Streitigkeiten. 1591 informierte der Herzog den Deutschen Kaiser über seine Alters- und Gesundheitsprobleme. Im Hinblick auf die „Geistes-Blödigkeit“ seines Sohnes und Nachfolgers bat er um Rat und Hilfe. Kurzfristig wurde deshalb eine kaiserliche Kommission nach Düsseldorf gesandt. Von dieser Kommission wurden Instruktionen für die Räte am Düsseldorfer Hofe ausgearbeitet mit der die dortigen chaotischen Verhältnisse beendet werden sollten. Hierzu wurden auch Vertreter aus den Fürstenhäusern von Brandenburg und Pfalz-Neuburg als mögliche späteren Erben hinzugezogen. Die Vorgaben enthielten den Hinweis, dass alle Entscheidungen und Maßnahmen mit „Wissen und Willen“ der späteren Herzogin Jacobe ausgeführt werden müssten. Ende 1591 wurden diese Instruktionen von den Landesständen für das Herzogtum akzeptiert.
Als Wilhelm V. 1592 starb, änderten sich auch unter dem neuen Herzog nicht die Probleme am Hofe. Die Ehefrau des neuen Herzogs, Jakobe von Baden, wurde 1597 im Düsseldorfer Schloss ermordet. Die Streitigkeiten zwischen den Anhängern des Katholizismus und des Protestantismus im Herzogtum und besonders am Hofe in Düsseldorf nahmen weiter zu. Trotz seiner erneuten Hochzeit des Herzogs hatte dieser keine Nachkommen. Als Johann Wilhelm 1609 starb, war kein direkter Erbe vorhanden und das Ende des Vereinigten Herzogtums absehbar.

### Zeitperiode der Wittelsbacher

#### Adelshaus Pfalz-Neuburg

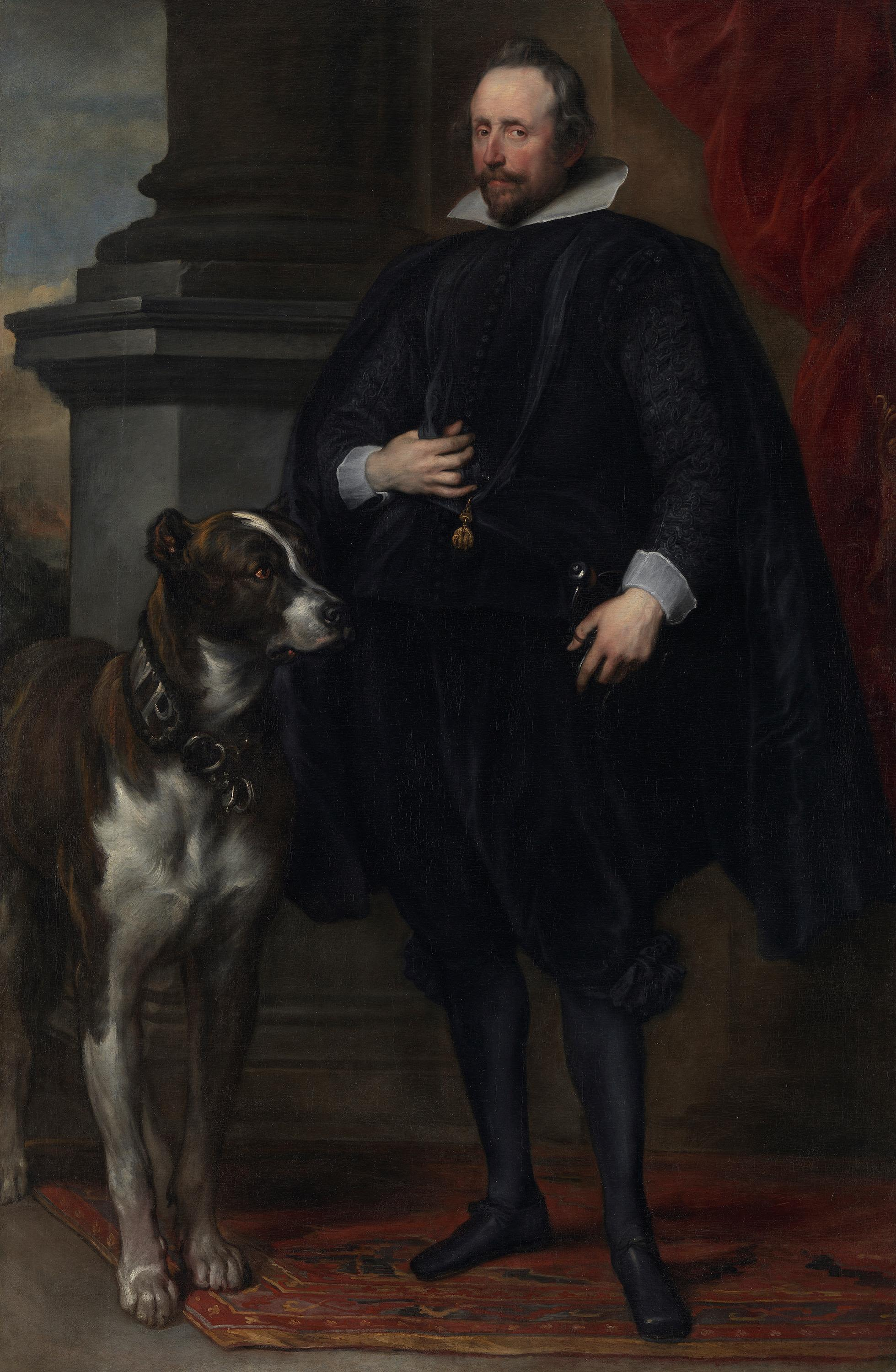
Pfalzgraf Wolfgang Wilhelm von Pfalz-Neuburg

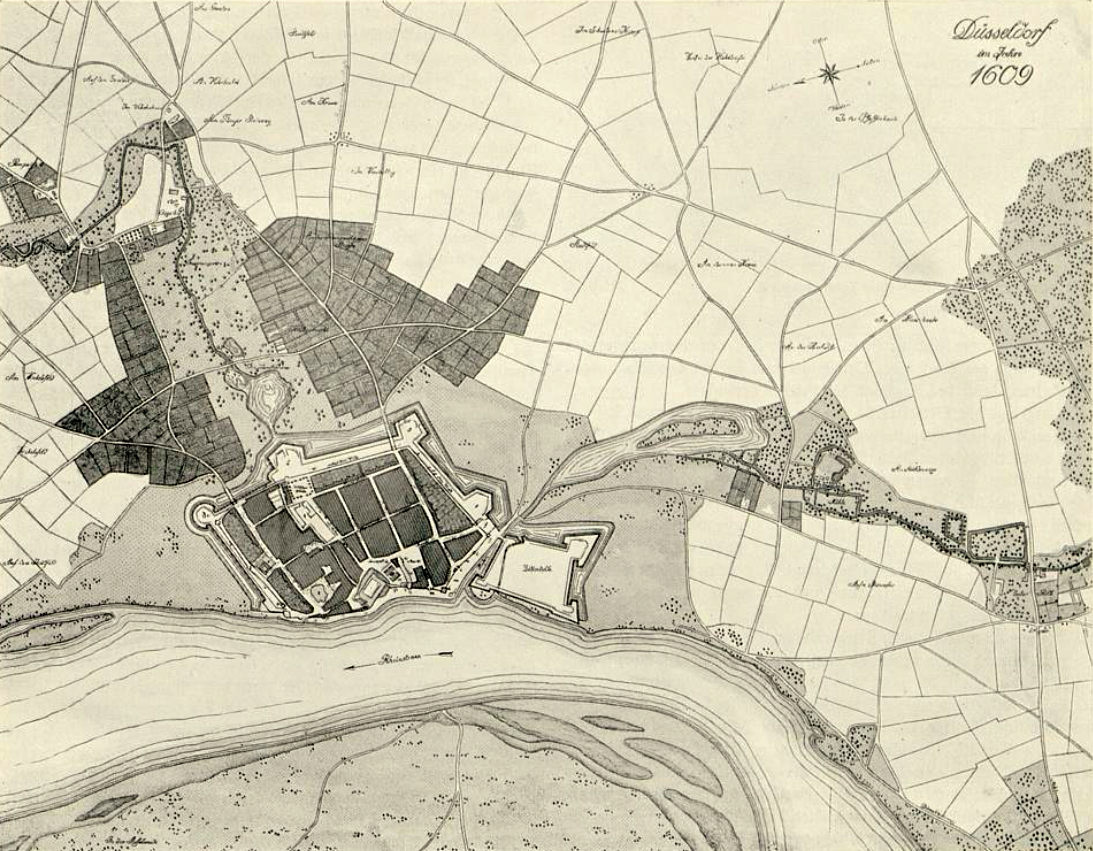
Düsseldorf im Jahre 1609

Mit dem Tod von Johann Wilhelm I. am 25. März 1609 begann ein Erbfolgestreit um Jülich-Kleve-Berg. Die Schwiegersöhne von Wilhelm V., Pfalzgraf Wolfgang Wilhelm und Pfalzgraf Johann aus dem Haus Wittelsbach und Kurfürst Johann Sigismund von Brandenburg, erhoben sofort Anspruch auf die Erbfolge im Herzogtum. Daneben meldeten auch Kursachsen auf das Herzogtum Kleve und der König von Frankreich Erbansprüche auf das Vereinigte Herzogtum an.
Kurfürst Johann Sigismund versuchte kurzzeitig nach dem Tode des letzten Herzoges über seinen Bevollmächtigten Stephan von Hartefeld in Begleitung eines Notars in Düsseldorf das Vereinigte Herzogtum in Besitz zu nehmen. Zusätzlich ließ er das Wappen der Brandenburger an der „Bergerporz“ anschlagen. Der auch nach Düsseldorf geeilte Pfalzgraf Wolfgang Wilhelm unterbrach seine Anreise bereits in Benrath und hängte das Pfälzer Patent der Besitzergreifung Anfang April 1609 im Süden vor der Stadt gelegenen Benrather Wasserburg aus. Zusätzlich ließ er auch das Neuburger Wappen neben dem der Brandenburger an der Bergerporz anschlagen.
Sowohl Pfalzgraf Wolfgang wie auch Kurfürst Johann Sigismund waren zu Beginn der Erbstreitigkeiten Lutheraner. Um den drohenden Ausbruch von kriegerischen Aktionen zu vermeiden, schaltete sich der Landgraf Moritz von Hessen als Vermittler ein. Es kam am 10. Juni 1609 zum Vertrag von Dortmund, auch Dortmunder Rezess genannt, der eine vorläufige gemeinschaftliche Verwaltung der Herzogtümer unter beiden Fürstenhäusern vorsah. Den Vertrag ausgehandelt hatten die Pfalzgrafen Ernst von Brandenburg und Wolfgang Wilhelm. Diese vorläufige Einigung wurde vom Kaiser aber nicht anerkannt.
Der von Pfalzgraf Ernst als Statthalter für seinen Bruder abgeschlossene Vertrag verstieß gegen die ausdrücklichen Instruktionen des Kurfürsten. Trotzdem kam es am 16. Juni 1609 zum feierlichen Einzug von Kurfürst und Pfalzgraf Wolfgang Wilhelm in das Düsseldorfer Schloss. Beide bewohnten zusammen das Schloss für kurze Zeit.
Die gemeinsame Herrschaft führte zu ständigen Streitereien und Problemen. Besonders bei der Neubesetzung von Räten und der Verteilung von Pfründen war ein gemeinschaftlicher Konsens selten möglich. Beide Seiten suchten deshalb Verbündete für die Durchsetzung ihrer Ansprüche. In der Folge rückten Truppen des Kaisers, der Franzosen, der Protestantischen Union und der Spanier in verschiedene Teile des Territoriums ein. Die Stadt Jülich wurde beispielsweise 1610 belagert und eingenommen. Da der französische König 1610 starb, flammten die Auseinandersetzungen vorübergehend ab. Im August 1612 erkrankte Pfalzgraf Ernst und gab seine Tätigkeit als Statthalter in Düsseldorf auf.
1613 soll es bei einem gemeinschaftlichen Essen von Pfalzgraf Wolfgang Wilhelm und Kurfürst Johann Sigismund im Düsseldorfer Schloss zu einer Tätlichkeit gekommen sein. Der beleidigte Brandenburger Kurfürst verließ darauf wütend den Düsseldorfer Hof. Fortan residierten die Pfalz-Neuburger in Düsseldorf und die Brandenburger in Kleve. Zusätzlich erschwert wurde das Verhältnis der Widersacher durch den Konfessionswechsel der beiden. Am 18. Juli 1613 wechselte der Pfalzgraf heimlich in München zum katholischen Glauben. Im selben Jahr am 18. Dezember trat der Kurfürst öffentlich in Berlin zum reformierten Glauben über.
Nachdem die Pfalz-Neuburger vorher ohne Erfolg Jülich übernehmen wollten, versuchten die Brandenburger 1614 heimlich die Stadt Düsseldorf zu überfallen und zu besetzen. Die Bürgerwehr der Stadt sicherte jedoch rechtzeitig die Stadtmauern, so dass der Versuch einer Einnahme der Stadt scheiterte. Statt die Pfalz-Neuburger aus Düsseldorf und damit aus Berg zu vertreiben, kam es im selben Jahr zum Vertrag von Xanten, mit dem die bisherige gemeinsame Verwaltung beendet wurde. Als vorläufige Lösung war Pfalz-Neuhaus nun für Jülich-Berg und Brandenburg für Kleve zuständig. Die Zugehörigkeit der Grafschaften Mark und Ravensburg zu Brandenburg war auch Teil dieser Einigung. Eine endgültige Klärung sollte aber erst später unter „Berücksichtung einer Einheit der Territorien“ erfolgen. Auch dieser Vertrag wurde vom Kaiser nicht anerkannt. Damit konnten beide Seiten bei Treffen der deutschen Fürsten nicht als rechtmäßige Herzöge dieser Territorien auftreten. Weiterhin führte der Vertragspunkt „Einheit der Territorien“ zu ständigen Streitigkeiten. Mit einem weiteren Vertrag, dem 1624 in Düsseldorf vereinbarten Provisional-Tractat, wurde ohne Erfolg versucht, dieses Problem zu lösen. Allerdings war dieser Vertrag weitgehend die Vorlage für die spätere Einigung im Vertrag von Cleve 1666.
Pfalzgraf Wolfgang Wilhelm, der gegen den ausdrücklichen Wunsch seines Vaters heimlich zum katholischen Glauben gewechselt war, gehörte damit zur katholischen Fraktion im Reich. Nach dem Tode seines Vaters 1614 wurde er als sein Nachfolger Herzog von Pfalz-Neuburg und benutzte als Residenz erst ab 1631 überwiegend nur noch Düsseldorf. Er baute zur Sicherung seiner Ansprüche auf Jülich-Berg die Befestigung von Düsseldorf militärisch weiter aus. Es wurden dafür vier neue Bastionen errichtet, das Flinger Tor verlegt und ein neues Berger Tor im Südwesten der 1620 fertiggestellten Zitadelle gebaut. Im Bereich der nordwestlichen Ecke der Stadtmauer wurde ein alter Wachturm als Pulverlager benutzt, der einige Jahre später Ursache eines verheerenden Unglückes wurde.
Die Situation der reformierten und evangelischen Gemeinden im Herzogtum Jülich-Berg verbesserte sich in den ersten 1610er Jahren während der gemeinsamen Verwaltungsphase, da beide Kontrahenten noch zum protestantischen Lager gehörten. Am 25. Mai 1614 bekannte sich der Pfalzgraf während einer Messe in der St.-Lambertus-Kirche öffentlich zum katholischen Glauben. Nach dem Vertrag von Xanten bestimmte aber wieder die katholische Fraktion die Situation im Herzogtum Jülich-Berg. Ab 1620 begann eine verstärkte Unterdrückung, die für die Stadt Düsseldorf zu folgenden Entscheidungen führte:
- 1624 wurde die freie Religionsausübung verboten.[103]
- Ab 1630 mussten alle Räte am Hofe katholisch sein.
- 1631 musste der reformierte Kirchenbetrieb eingestellt werden.
- 1638 wurde die um 1611 gegründete reformierte Rektoratsschule geschlossen.[104]
- 1641 folgte die Einstellung des evangelisch-lutherischen Kirchenbetriebes.[105]

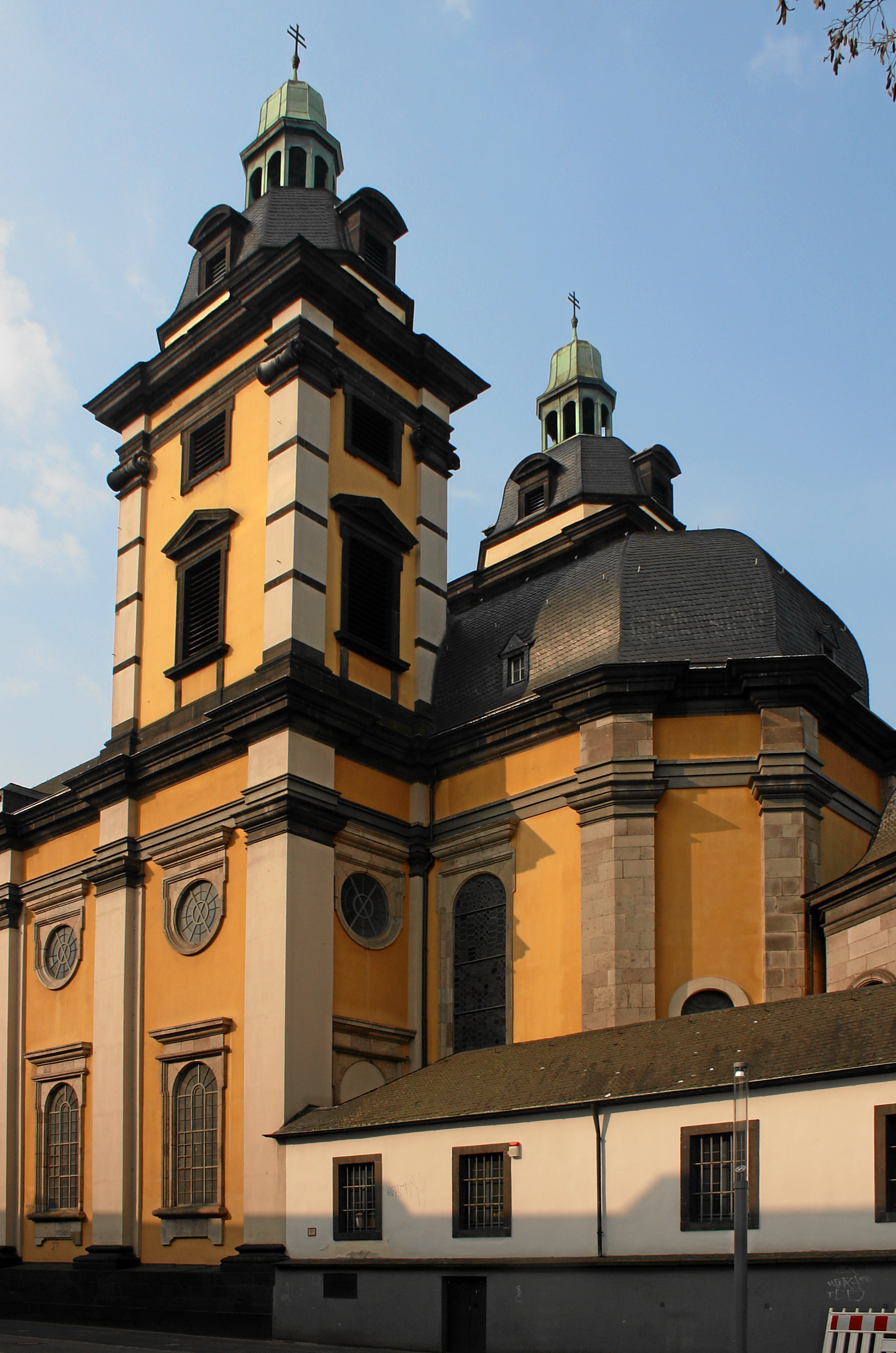
St. Andreas von Nordosten

Im Zuge der Gegenreformation wurden vom Herzog folgende Katholische Orden nach Düsseldorf gerufen und bei der Errichtung ihrer Klöster und Kapellen oder Kirchen finanziell unterstützt:
- 1617 die Kapuziner an der Flinger Straße
- 1619 die Jesuiten an der Andreasstraße
- 1638 die Cölestinerinnen an der Ratinger Straße
- 1639 die Karmelitinnen an der Altestadt
- 1649 die Cellitinnen an der Hunsrückenstraße

Düsseldorf, das von den kriegerischen Ereignissen im Reich ab 1618 eher wenig betroffen war, wurde trotzdem einige Male stark in Mitleidenschaft gezogen. Dies gilt beispielsweise für Seuchen. Wie bereits 1613 brach von 1627 bis 1629 in Düsseldorf wieder eine schwere Pestepidemie aus, bei der über 2000 Tote in der Stadt gezählt wurden.
Weiterhin erlitt die Stadt am 10. August 1634 durch einen Blitzschlag eine Katastrophe. Es explodierte ein Lager mit ca. 300 Fässern Schießpulver in einem Turm der Stadtmauer (Pulverturm), der auf dem Gelände des späteren Karmelitinnenklosters gelegen war. Die Explosion führte zu großflächigen Zerstörungen und Schäden im nordwestlichen Teil der Stadt, insbesondere im Bereich Altestadt und Krämerstraße. Mehr als 100 Menschen verloren dabei ihr Leben. Neben der völligen Zerstörung von etwa 50 Häusern und Schäden an vielen weiteren, wurden auch die Kirche St. Lambertus und das Schloss beschädigt. Da finanzielle Mittel bevorzugt für die Verstärkung der Stadtverteidigung verwendet wurden, konnten nur wenige Schäden kurzfristig behoben werden. Die im Umkreis des Pulverturmes entstandene Brache wurde dagegen erst nach 1642 wieder neu bebaut.

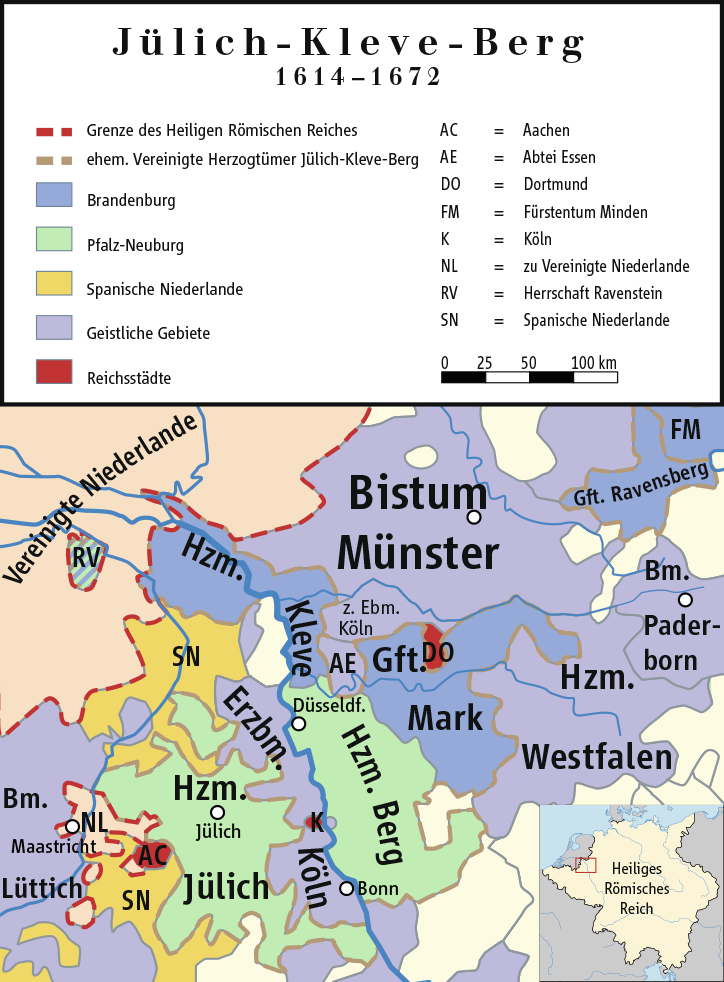
Die Vereinigten Herzogtümer nach der vorläufige Erbteilung

Der 1618 begonnene Dreißigjährige Krieg brachte wie überall im Heiligen Römischen Reich viele Probleme, Kriegswirren mit Zerstörungen und Plünderungen kosteten viele Menschenleben und verschlechterten die Lebensbedingungen. Hiervon waren auch viele Gebiete im ehemaligen Vereinigten Herzogtum betroffen. Herzog Wolfgang Wilhelm gelang es im Gegensatz zu den Brandenburgern, viele Bereiche seines Territoriums durch eine geschickte Politik der Neutralität zeitweise aus den kriegerischen Auseinandersetzungen herauszuhalten. Bereits 1621 konnte er „Neutralisationspatente“ sowohl mit den Spaniern und den Generalstaaten für Jülich-Berg abschließen. Zusätzlich erreichte er 1630 mit den Niederländern und den Verbündeten der kaiserlichen Seite eine Vereinbarung, die Düsseldorf zu einer „neutralen Stadt“ machte. Hierdurch konnten kriegerische Angriffe auf die Stadt sowohl in Folge des Achtzigjährigen Krieges, wie auch des Dreißigjährigen Krieges, weitgehend vermieden werden. Trotzdem wurden selbst im näheren Bereich der Stadt diese Abmachungen nicht eingehalten. Beispielsweise wurde 1624 Gerresheim von den Truppen der Generalstaaten und 1633 Mettmann von kaiserlichen Truppen geplündert.
Auch in den Jahren 1636–1648, die zur letzten schwedisch-französischen Phase des Krieges gehörten, als dieser sich verstärkt in westliche Gebiete des Reiches verlagerte, waren die Schäden und Menschenverluste durch kriegerische Handlungen bis zum Beginn der 1640er Jahre in seinem Herrschaftsbereich relativ niedrig.
Der Herzog akzeptierte 1635 den Prager Frieden, trotzdem wurde Düsseldorf ab 1639 bis 1642 durch kaiserliche Truppen besetzt. Weiterhin wurde 1641 der Herzog durch einen Beschluss der Reichsstände auf dem Reichstag gezwungen, die Neutralität aufzugeben. Folge waren Kriegswirren am Niederrhein und zeitweise Besetzungen von Teilgebieten durch Truppen aller am Krieg beteiligten Hauptakteure. Düsseldorf war gezwungen die Besatzungstruppen zu unterhalten und musste hohe Reparationszahlungen leisten. Da nach Abzug der kaiserlichen Truppen nach 1642 zeitweise auch die protestantische Fraktion die Gegend um Düsseldorf beherrschte, musste 1644 Wolfgang Wilhelm für Düsseldorf einige religiöse Restriktionen für Reformierte und Lutheraner widerrufen.
Obwohl der Dreißigjährige Krieg 1648 formal endete, war dies in Jülich-Berg-Kleve und damit auch für die Residenzstadt Düsseldorf noch nicht der Fall. Bereits 1646, also noch vor Kriegsende, wie auch im Sommer 1651, im sogenannten Kuh-Krieg, überfielen Brandenburger Truppen Jülich-Berg, ohne dass die Düsseldorfer Garnison dies verhindern konnte. Bei letzterem Überfall stoppten die Brandenburger ihren Vormarsch erst kurz vor der Stadtbefestigung im heutigen Stadtteil Pempelfort. Es folgten im selben Jahr nach Ende dieses Krieges Verhandlungen in Essen zwischen Kurfürst und Herzog, die jedoch keinen Durchbruch brachten.
Nach Ende der Verhandlungen 1651 erfolgten wieder verstärkt bewaffnete Streitigkeiten vor allem im Herzogtum Kleve und der Grafschaft Mark. Da Herzog Wolfgang Wilhelm 1653 starb, erlebte er eine Lösung des Erbstreites nicht mehr. Sein Nachfolger Herzog Philipp Wilhelm in Jülich-Berg versuchte zu Beginn seiner Regentschaft eine Lösung zu seinen Gunsten zu erreichen. Es gelang beispielsweise, dass die seit 1622 von Spaniern besetzte Festungsstadt Jülich von dieser Besatzung 1659 nach dem pyrenäischen Frieden zwischen Frankreich und Spanien geräumt wurde. Allerdings hatte Philipp Wilhelm inzwischen eingesehen, dass maximale Forderungen für die Erbfolge in seinem Sinne nicht durchzusetzen waren. Durch Vermittlung der Niederländer, die sich auf Bitten der Stände in Kleve und in der Mark eingeschaltet hatten, kam es zu neuen Verhandlungen für die Beilegung des Erbstreites. Diese führten 1666 zum Vertrag von Kleve, in dem der Streit zwischen Brandenburg und Pfalz-Neuburg beendet werden konnte. Neben Kleve wurden auch die Grafschaften Mark und Ravensberg den Brandenburger überlassen. Ravenstein war bei diesem Vertrag noch ausgeklammert und fiel 1671 gegen eine Abstandszahlung von 50.000 Gulden auch an Jülich-Berg. Das formale rechtskräftige Ende der Erbstreitigkeit erfolgte aber erst 1678 mit der Anerkennung dieses Vertrages durch den Kaiser für die Brandenburger und für das Haus Pfalz-Neuburg.
Die Situation nach Ende des Krieges hinsichtlich der Entwicklung der Bevölkerung zeigen nachfolgende Daten für das Herzogtum Berg. Vor 1618 betrug die Anzahl der Bewohner 275.000 und diese verringerten sich bis 1650 auf 131.380. Den Erfolg der Gegenreformation zeigt eine Zählung von 1658 für Düsseldorf. Zu diesem Zeitpunkt wohnten in der Stadt 13.848 katholische, 707 reformierte und 213 lutherische Christen.

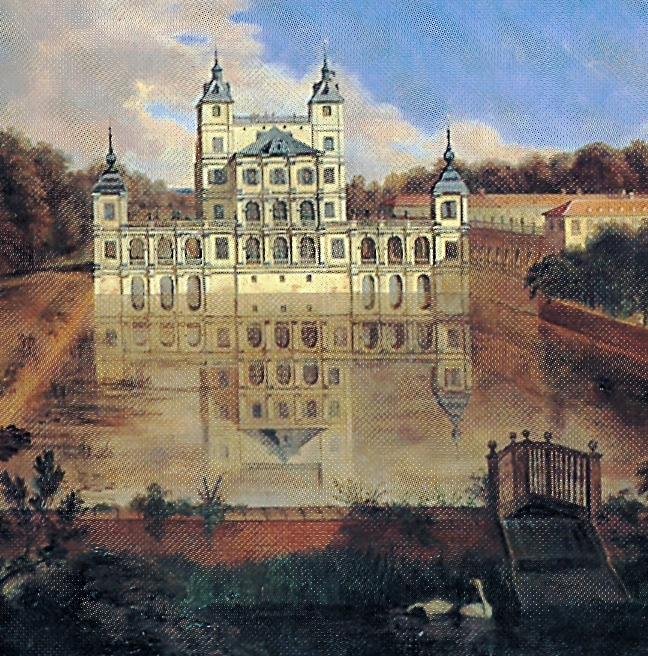
Jan von Nikkelen: Ansicht des alten Schlosses Benrath, 1715

Unter Herzog Philipp Wilhelm wurden auch einige größere Bauvorhaben in Düsseldorf durchgeführt. Die bereits unter seinem Vorgänger begonnene Bebauung der Zitadelle wurde fortgesetzt. Das Rheintor wurde umgebaut, eine neue Bastion wurde nördlich vom Schloss vor der dortigen Stadtmauer angelegt. Die Mauer vor der neuen Bastion wurde abgerissen und auf einem Teil des neuen freien Bereiches zwischen Bastion und Stadt baute man die Reuterkasernen und das Zeughaus. Weiterhin rief der Herzog 1659 die Franziskaner in die Stadt und unterstützte sie beim Bau ihres Klosters einschließlich Kirche an der Schulstraße. Von 1660 bis 1666 wurde die Wasserburg in Benrath, erbaut im 14. Jahrhundert, zu einem Barock-Wasserschloss umgebaut. Dieses wurde vom herzoglichen Paar als Sommerresidenz und Jagdschloss benutzt.
Unter Herzog Philipp Wilhelm wurde 1661 die Weisungsbefugnis der Hofbeamten für den Düsseldorfer Magistrat beendet. Dieser unterstand nun nur noch den direkten Anweisungen des Herzogs.
Durch einen Großbrand kam es 1669 zu starken Schäden in Düsseldorf. Im selben Jahr wütete sowohl die Pest wie auch die Rote Ruhr mit vielen Opfern in der Stadt. Ab 1646 war der protestantische Glauben in Düsseldorf, allerdings unter Einschränkungen, offiziell wieder zugelassen. Nach dem Vertrag von Cölln/Spree 1672 zwischen den Brandenburgern und Pfalz-Neuburg endeten auch im gesamten Herzogtum Jülich-Berg die Restriktionen für die Protestanten.
1676 trat in Düsseldorf erneut eine Epidemie auf, die Rote Ruhr, die über 900 Tote verursachte. Weitere wichtige Ereignisse in der Stadt bis zum Tode von Herzog Philipp Wilhelm 1690, aber bereits zu Beginn der Regentschaft seines Sohnes, waren:
- 1681 wurden die Ursulinen nach Düsseldorf gerufen, die neben Kloster und Kapelle auch die erste Mädchenschule in der Stadt errichteten.
- Mitte der 1680er Jahre erfolgte der Bau der reformierten Kirche (ab 1916 Neanderkirche genannt) und fast zeitgleich der lutherischen Berger Kirche.
- Ab 1684 wurde der noch freie Bereich zwischen Bastion und Rückseite der Ratinger Straße erschlossen. Die Ritterstraße wurde angelegt. Auf hier vom Herzog zur Verfügung gestellten Grundstücken entstanden Palais, Bürgerhäuser und das Ursulinenkloster.

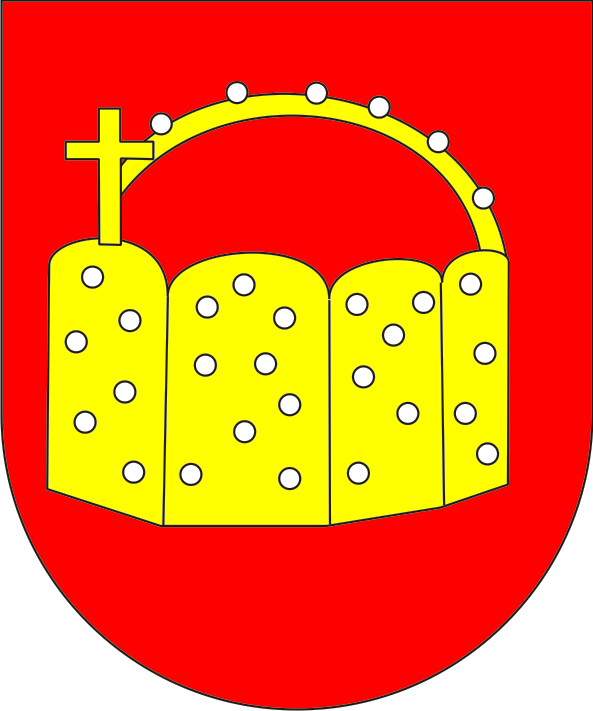
Erzamt: Erz-Schatzmeister

Als 1685 der letzte männliche Nachfolger aus dem Haus Pfalz-Simmern starb, erbte das Haus Pfalz-Neuburg die Kurwürde; Herzog Philipp Wilhelm wurde Kurfürst der Pfalz. Neben der Kurwürde erbte er auch das Erzamt eines Erzschatzmeisters. Er verlegte 1687 seine Residenz von Düsseldorf nach Heidelberg und damit in die Pfalz. Seinem Sohn Pfalzgraf Johann Wilhelm, volkstümlich am Niederrhein Jan Wellem genannt, übertrug er bereits 1679 die Regentschaft in Jülich-Berg. Dieser blieb deshalb als Herzog von Jülich-Berg in Düsseldorf. Er unterhielt hier einen glanzvollen Hof, der ein Mittelpunkt von Kultur und Kunst in Westeuropa wurde. Als Jan Wellem nach dem Tode seines Vaters 1690 auch Kurfürst der Pfalz und Erzschatzmeister wurde, verlegte er seine Residenz 1690 kurzzeitig nach Heidelberg. Die Pfalz wurde ab 1688 von Ludwig XIV. mit einem Krieg überzogen und nach der Methode der verbrannten Erde verwüstet. Nach der Zerstörung des Heidelberger Schlosses verlegte deshalb Jan Wellem seine Residenz 1693 wieder nach Düsseldorf.
Jan Wellem wurde ein einflussreicher Kurfürst, der nicht nur zum Kaiserhaus gute Kontakte unterhielt. In erster Ehe heiratete er 1678 Maria Anna Josefa, eine Halbschwester des Kaisers. Dank seines diplomatischen Geschickes wurde er 1708 mit der Oberpfalz belehnt. Dieses Lehen brachte ihm neben einer weiteren Kur auch ein zweites Erzamt, das des Erztruchsesses. Er behielt aber nur ein Erzamt und verzichtete auf das Amt des Erzschatzmeisters freiwillig zu Gunsten der Kurfürsten von Hannover. Der 1714 geschlossene Friede von Rastatt zwischen Kaiser und französischen König kostete ihm allerdings wieder das Lehen Oberpfalz und es gab Streit um das zugehörige Erzamt. Da er vorher freiwillig auf die Würde des Erzschatzmeisters verzichtet hatte, war am Ende seines Lebens kein nennenswertes Ergebnis seiner Diplomatie mehr vorhanden und zudem war sein Erzamt nun umstritten.

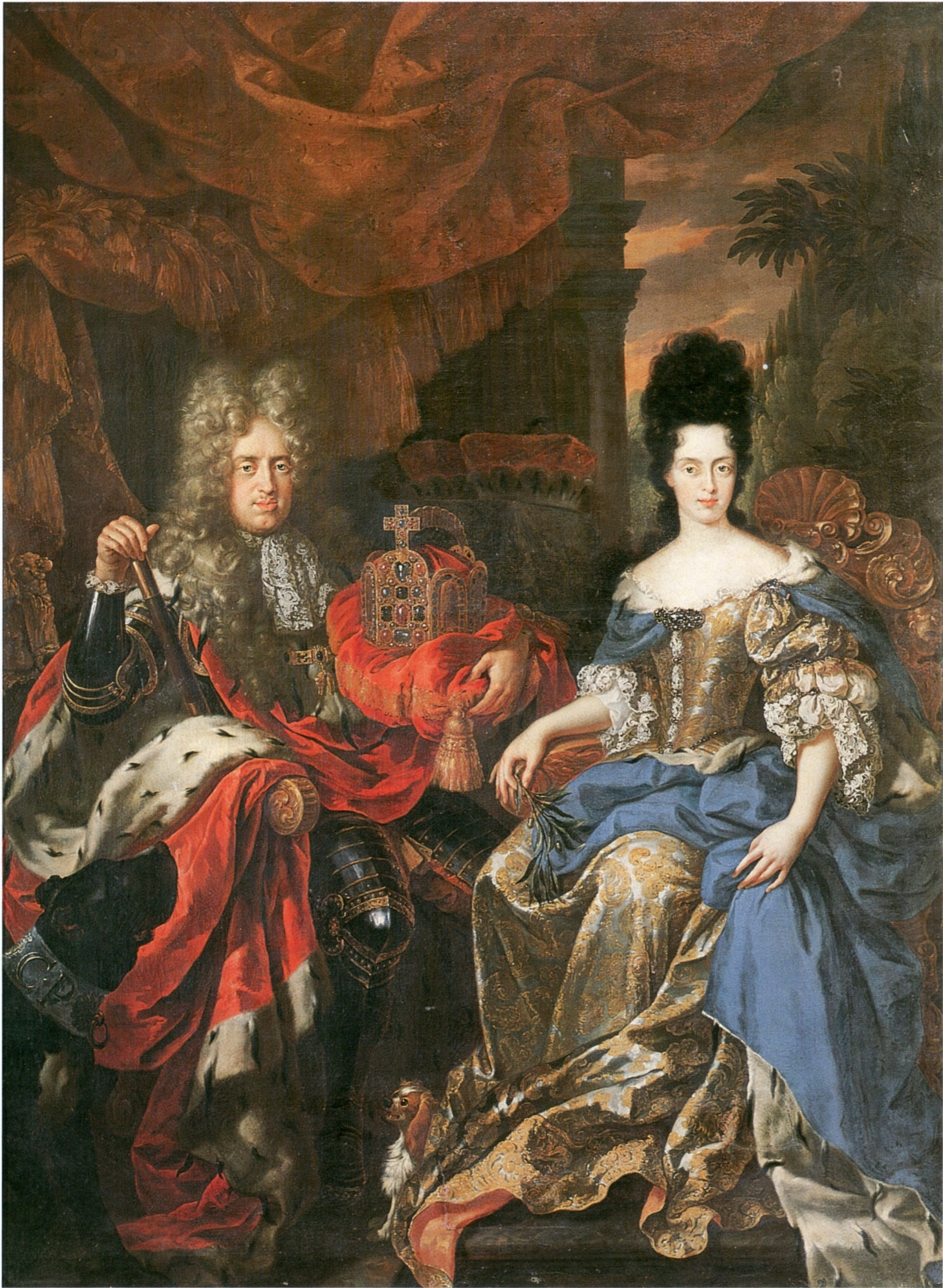
Doppelbildnis des Kurfürsten Johann Wilhelm von der Pfalz und seiner Gemahlin Anna Maria Luisa de’ Medici,
Jan Frans van Douven, 1708

Mehr dauerhafte Anerkennung fand Jan Wellem in seinen Territorien Jülich-Berg und am Hofe in Düsseldorf. Sein Lebensstil war allerdings sehr aufwendig und damit teuer. Da er ständig für seinen hohen Geldbedarf neue und höhere Steuern beantragte, kam es zu Auseinandersetzungen mit den Landständen in seinen Territorien, die diese bewilligen mussten. Wegen seiner aufwendigen Hofhaltung standen nur begrenzte Mittel für den Aufbau der zerstörte Kurpfalz zur Verfügung. Im Gegensatz zu Jülich-Berg war er deshalb in der Pfalz unbeliebt.
Als Mäzen der Kunst rief er viele Künstler und Wissenschaftler an seinen Hof. Unterstützt wurde er hierbei von seiner zweiten Frau Anna Maria Luisa de’ Medici, die er 1691 geheiratet hatte. Von den Wissenschaftlern an seinem Hofe sind besonders erwähnungswert: der Architekt Matteo Alberti und der Mathematiker und Physiker Nicolas Hartsoeker. Da häufig neue Opern und Musikfeste am Hofe aufgeführt wurden, lebten zeitweise, wie beispielsweise Sebastiano Moratelli ab 1679, auch diverse seinerzeit bekannte Musiker in Düsseldorf. Hierzu ließ er in der Mühlenstraße in 1669 das erste Opernhaus (Kurfürstliche Hofoper) errichtet. Die bereits von seinem Großvater Wolfgang Wilhelm begonnene Sammlung von Gemälden der Niederländer und Italiener wurde weiter ausgebaut. Bekannte damalige Maler wie van der Werff, Belucci, Weenix und der Hofmaler van Douven waren ebenfalls Gäste am Hof. Auch der Bildhauer Grupello, der Schöpfer des Reiterdenkmals auf dem Rathausplatz in Düsseldorf, gehörte zu dieser Schar der Künstler.
Für sein aufwendiges Hofleben wurde von Jan Wellem das Düsseldorfer Schloss ab Ende des 17. Jahrhunderts umgebaut und modernisiert. Der Plan, ein repräsentatives neues Schloss im Süden der Stadt zu errichten, kam aus Geldmangel nicht zur Ausführung. Neue Gebäude, die für das Hofleben benötigt wurden, wie Pagenhaus, Reitschule, von den Stadtbewohnern „kurfürstliches Tummelhaus“ genannt, neuer Marstall, Orangerie und Hofbräuhaus, wurden neu erbaut. Der Plan die Stadt im Süden zu erweitern wurde, wie schon der Schlossneubau, wegen Geldmangel ebenfalls nicht ausgeführt. Allerdings wurde im Südosten der Stadt der Verteidigungsbereich erheblich erweitert und vorverlegt, ohne Abbruch der alten Wehrbauten dahinter. In diesem neuen freien Bereich wurde Anfang des 18. Jahrhunderts das Hubertus-Hospital gebaut. Vorgänger war das St. Anna-Hospital an der Flinger Straße. Die Namensänderung ging auf den von Jan Wellem wieder belebten Hubertusorden zurück, über deren Mitglieder das Hospital finanziert wurde. Eine weitere Verstärkung der Wehranlagen war das 1700 am linken Rheinufer gebaute Fort Düsselburg. Dieses wurde gegenüber der Altstadt linksrheinisch und damit auf Kurkölner Gebiet errichtet. 1702 entstand in diesem Fort eine Infanterie-Kaserne für die Besatzung.
Mit Unterstützung durch den Herzog wurden weiterhin
- 1699 die erste stationäre Rhein-Fähre („Fliegende Brücke“),
- 1701 das Kloster mit Kirche für die Cölestinerinnen an der Ratinger Straße
- 1710 eine Galerie am Schloss für die Unterbringung der Gemäldesammlung (einer der ersten selbständigen Museumsbauten der Geschichte) und
- ab 1712 die Josephskapelle einschließlich Neubau von Klostergebäuden an der Altestadt

gebaut.
Während der Regentschaft von Jan Wellem ist ab 1702 die Herausgabe einer ersten Zeitung in Düsseldorf belegbar. Im Jahr 1712 wird die erste Synagoge im Raum Düsseldorf aber außerhalb der Stadtbefestigung in Bilk an der Neusser Straße errichtet.
Die Periode für Düsseldorf als glanzvolle Residenzstadt von Jan Wellem endete am 9. Juni 1716 mit seinem Tode. Bestattet wurde der Kurfürst mit einem aufwendigen Begräbnis in der Krypta der damaligen Hof- und Jesuitenkirche St. Andreas. Nach Fertigstellung eines an diese Kirche angebauten Mausoleums wurde der Sarg Jan Wellems nach dort umgesetzt.
Da Jan Wellem keine Kinder hatte, wurde sein jüngerer Bruder Karl Philipp 1716 Nachfolger. Dieser war zu diesem Zeitpunkt Statthalter der Habsburger in Vorder- und Oberösterreich und residierte in Innsbruck. Er übernahm hochverschuldete Territorien und zusätzlich noch hohe finanzielle Forderungen der Witwe de’ Medici, die dieser laut Ehevertrag zustanden. Seine Residenz verlegte er erst 1717 nach Neuburg, von dort 1718 nach Heidelberg und ab 1720 nach Mannheim. Seine ersten Regierungsjahre waren geprägt durch Neuorganisationen der Verwaltung mit dem Ziel von Kostenreduzierungen. Der Aufwand für die Verwaltung wurde besonders in Düsseldorf vermindert, da hier nur sein Statthalter für Jülich-Berg, der Marquis d’Ittre (1683–1766), residierte. Der ehemaligen kurfürstlichen Hof wurde nach der Abreise der Witwe de’ Medici im September 1717 weitgehend aufgelöst. Nennenswerte Aktivitäten für Düsseldorf gingen von diesem Regenten nicht aus und die Entwicklung der Stadt stagnierte während seiner Regentschaft. Der Kurfürst war anderweitig mit konfessionellen Streitigkeiten in der Pfalz und ab 1720 dem aufwendigen Neubau des Mannheimer Schlosses beschäftigt. Zusätzlich lebte der Streit mit Brandenburg über die Erbfolge für Jülich-Berg wieder auf, da nach dem Tode dieses Kurfürsten kein erbberechtigter Nachfolger aus dem Adelshaus Pfalz-Neuburg vorhanden gewesen wäre. Kurz vor seinem Tode gelang es Kurfürst Karl Philipp im Vertrag von 1741 mit Kursachsen und Friedrich II. von Brandenburg dieses Problem endgültig zu lösen.
Im Rahmen der Verwaltungsreformen erhielt ab 1720 das Düsseldorfer Schöffengericht die Befugnis alle kriminellen Vergehen im Herzogtum Berg zu verhandeln und zu entscheiden. An nennenswerter baulicher Veränderung erfolgte lediglich ab 1734 bis 1743 der Neubau einer vergrößerten St.-Antonius-Kirche einschließlich größerer Klostergebäude für die Franziskaner an der Schulstraße. Weiterhin wurden 1735 im Südosten der Stadt in dem vorverlegten Verteidigungsbereich Infanteriekasernen errichtet.

#### Adelshaus Pfalz-Sulzbach
Durch die umsichtige Absicherung der Erbvoraussetzungen für seinen Nachfolger konnte nach dem Tode von Kurfürst Karl III. Philipp 1742 Herzog Karl Theodor von Pfalz-Sulzbach aus der verzweigten Adelsfamilie der Wittelsbacher neben der Regentschaft in seinem Herzogtum auch die über die Kurpfalz und den Herzogtümern Pfalz-Neuburg und Jülich-Berg übernehmen. Zur Absicherung seines Erbanspruches auf Jülich-Berg gegenüber dem Preußenkönig Friedrich II. trat Karl-Theodor auf Seiten der Preußen der Koalition gegen Österreich bei. Dies führte jedoch dazu, dass die Garnison in Düsseldorf von 1743 bis zum Frieden von Dresden 1745 durch französische Truppen besetzt war.
Seine Residenzstadt war anfangs Mannheim und nachdem er Kurfürst von Bayern geworden war, zeitweise München. Düsseldorf besuchte der Kurfürst während seiner Regentschaft nur fünfmal persönlich und zwar 1746 erstmals und 1785 letztmals. Trotzdem erfolgten unter seiner Regentschaft viele positive Entwicklungen für Düsseldorf in der zweiten Hälfte des 18. Jahrhunderts. Großen Anteil an dieser Entwicklung hatten seine Statthalter in Düsseldorf, darunter die Grafen Franz Karl von Hompesch und Johann Ludwig von Goltstein. Besonders Goltstein, der von 1768 bis 1776 Statthalter war, gab sinnvolle Anregungen zur Entwicklung von Düsseldorf. So wurde in seiner Amtszeit beispielsweise das Oberappellationsgericht 1769 in der Stadt eingerichtet.
Ab Mitte des 18. Jahrhunderts erschienen die ersten Zeitungen in Düsseldorf und zwar: als erste die Stadt Düsseldorfer Post-Zeitung ab 1745 zweimal pro Woche, es folgten ab 1769 die Gülich- und Bergischen wöchentlichen Nachrichten und ab 1798 die Düsseldorfer Zeitung.

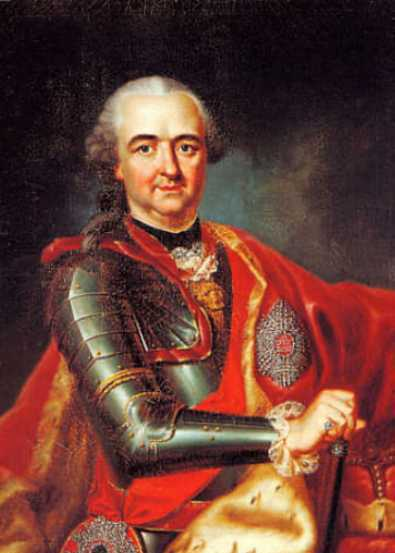
Kurfürst Karl Theodor von der Pfalz

Für den Anfang der Regentschaft des Kurfürsten bis zum Siebenjährigen Krieg sind folgende Ereignisse für Düsseldorf überliefert:
- 1746/1647 erster Besuch des Kurfürsten in Düsseldorf
- 1746/1747 Bau eines neuen Komödienhauses am Marktplatz
- 1748 Rückbau des linksrheinischen Forts Düsselburg, da dieses bei Rheinhochwasser häufig unter Wasser stand und beispielsweise 1716 bei einem Hochwasser mit Eisgang große Schäden verursacht wurden.

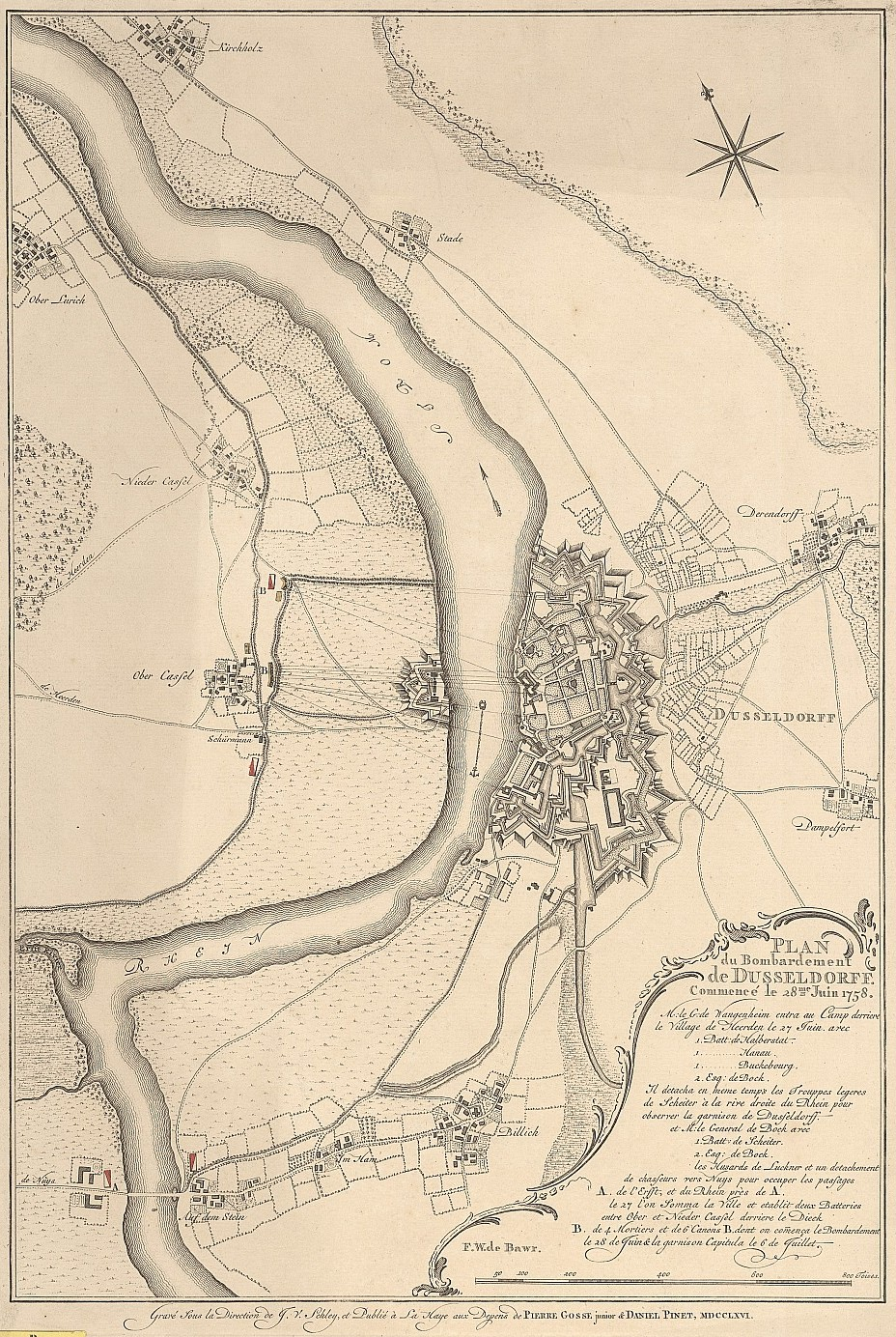
Plan des Bombardements der Stadt Düsseldorf am 28. Juni 1758, Kupferstich, 1766

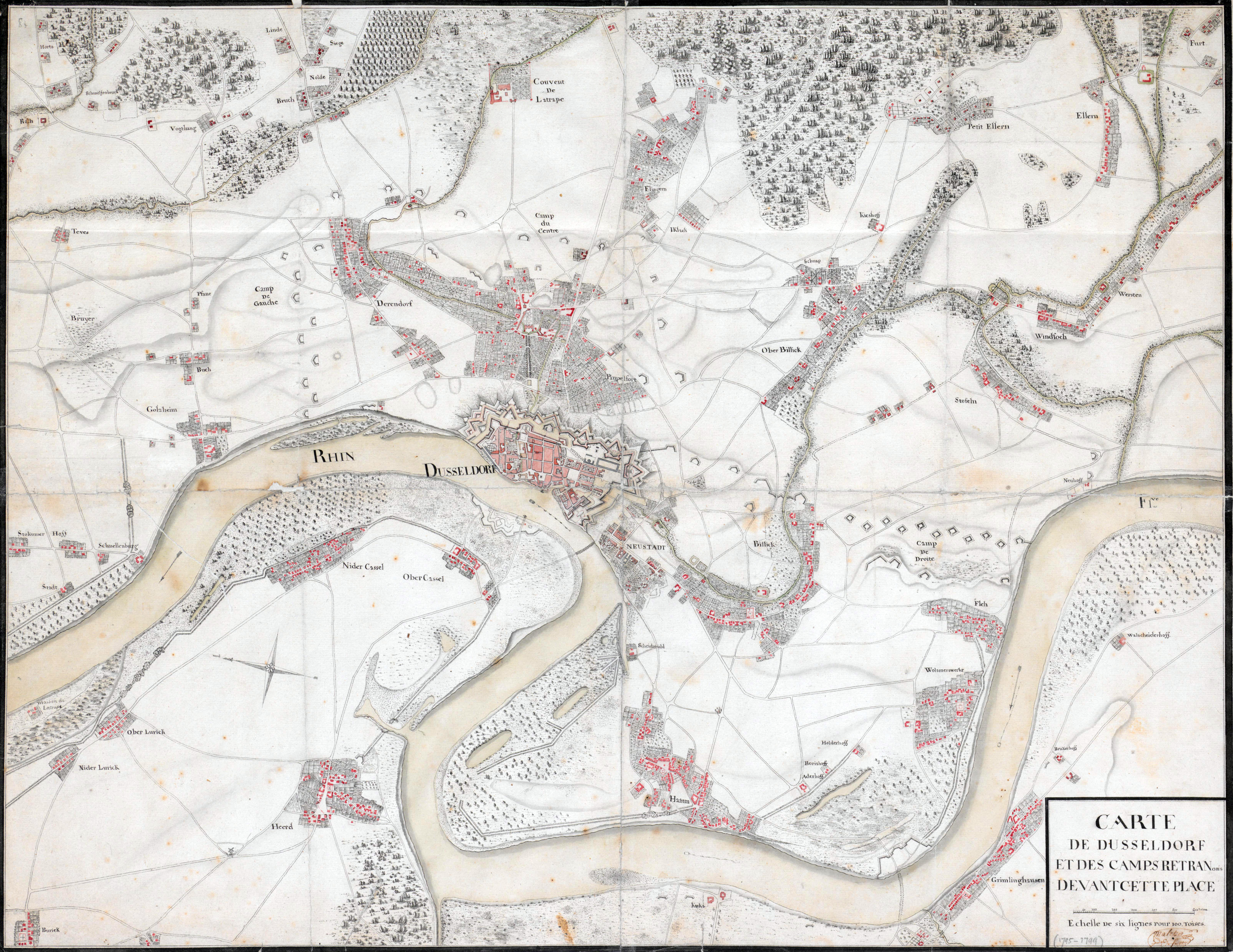
Karte von Düsseldorf und die verschanzten Lager vor der Stadt (1795–1799)

Im Siebenjährigen Krieg war der Kurfürst einer der Verbündeten des Kaisers gegen die Preußen. Nach der Schlacht bei Krefeld am 27. und 28. Juni 1758 von den Preußen unter Prinz Ferdinand von Braunschweig zogen die siegreichen Truppen nach Düsseldorf, in deren Garnison sowohl kurpfälzer wie auch französische Truppen stationiert waren. Am 28. Juni 1758 beschossen die mit den Preußen verbündeten Hannoveraner vom Oberkassler Rheinufer aus die Stadt. Nach der Genehmigung des Rückzuges durch den Kurfürsten zogen sich die Verteidiger am 8. Juli aus der Stadt zurück und die Hannoveraner übernahmen die Garnison. Obwohl der Beschuss der Stadt nur relativ kurz gewesen war, wurden 144 Häuser im nordwestlichen Stadtbereich zum Teil auch schwer beschädigt. Die Kirchen und Klöster, die nördlich der Bolkerstraße lagen, waren ebenfalls von diesen Kriegsschäden betroffen. Bereits Anfang August 1758 wurden die Hannoveraner wieder von den Franzosen aus der Garnison vertrieben und General Contades unterhielt hier zeitweise sein Hauptquartier. Die Franzosen blieben nun bis März 1763 in der Stadt.
Für die Eigentümer der 65 besonders stark beschädigten Häuser von 1758 bewilligte Kurfürst Carl Theodor 1762 eine Verringerung der zu zahlenden Steuern für die Gebäude.

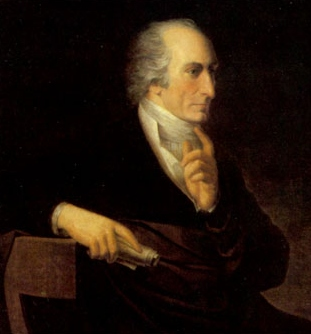
Friedrich Heinrich Jacobi nach einem Porträt von Johann Peter Langer (1801)

Der Düsseldorfer Hof als Zentrum der Kunst und der Wissenschaften war zwar nicht mehr vorhanden, dennoch entwickelte sich die Stadt nach Ende des Siebenjährigen Krieges in den 1770er Jahren zu einem Zentrum des Deutschen Geisteslebens. Mittelpunkt hierfür war der Landsitz des Aufklärers und Philosophen Friedrich Heinrich Jacobi in Pempelfort. Dieser war 1772 zum jülisch-bergischen Hofkämmerer ernannt worden und unterhielt persönliche Kontakte zu vielen damaligen deutschen Geistesgrößen wie beispielsweise Goethe, Herder und Lessing.
Mit dem Tode von Maximilian III. 1777 starb der letzte Regent aus der bayerischen Linie der Wittelsbacher. Wie in den Erbverträgen im Adelshaus Wittelsbach festgelegt, wurde Kurfürst Karl Theodor auch dessen Nachfolger und damit Kurfürst von Bayern. Österreich erhob zwar Einspruch gegen diese Erbfolge, da es Gebietsansprüche auf die Oberpfalz und Niederbayern stellte. Dies führte, da Preußen diese Ansprüche ablehnte, 1778/1779 zum Bayerischen Erbfolgekrieg. Da beide Hauptparteien an einem verlustreichen Krieg kein Interesse hatten, kam es ohne größere Aktionen zum Frieden von Teschen, der im Wesentlichen die Erbansprüche Karl Theodors bestätigte. Der Friedensschluss beendete auch die seit Jan Wellem anhaltenden Streitigkeiten um das Erzamt des Erztruchsesses.

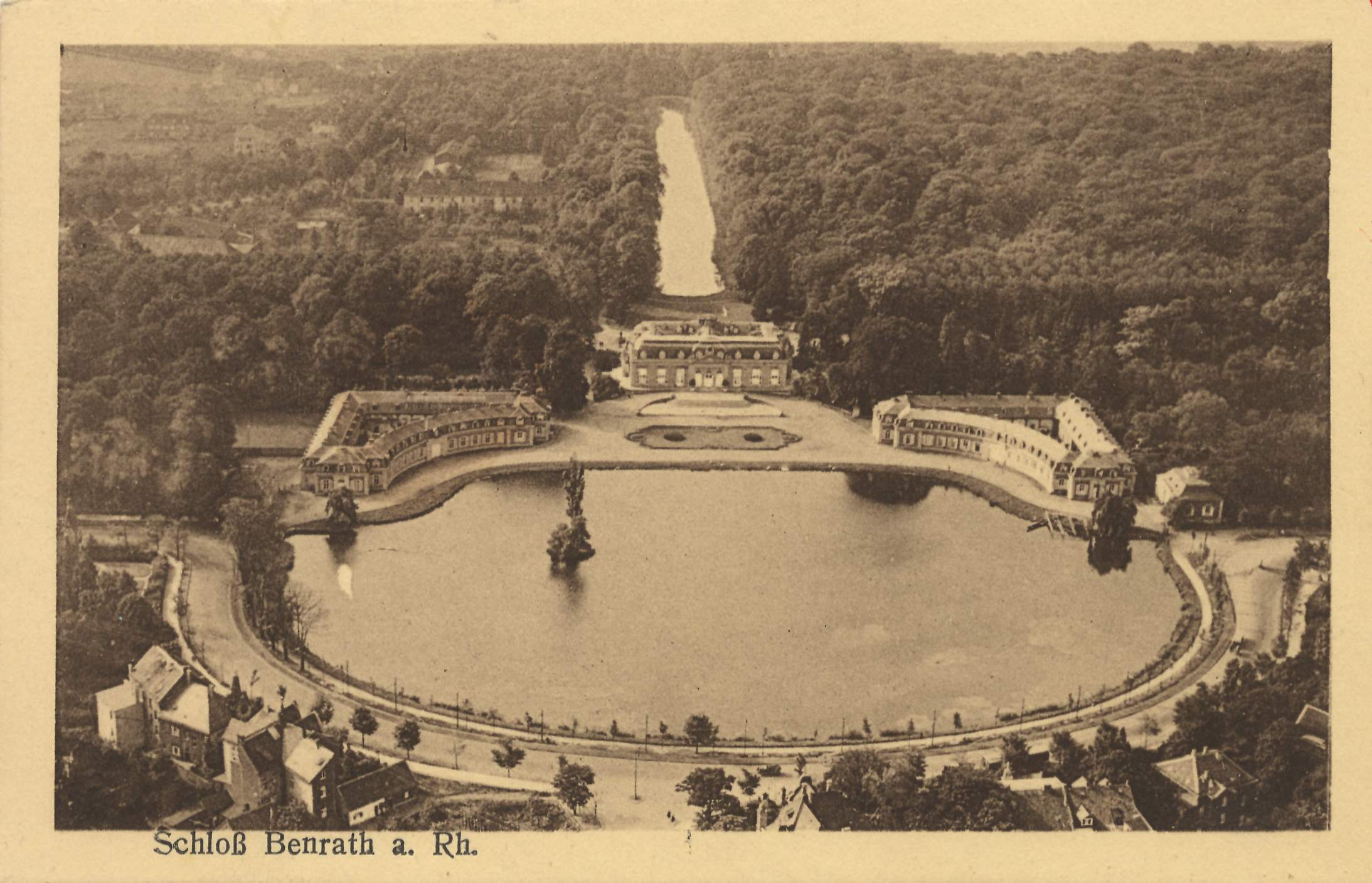
Benrather Schloss, Ansicht um 1900

Der Kurfürst war wie bereits Jan Wellem ein Anhänger der Künste und der Wissenschaft. Er unterstützte viele bauliche Erweiterungen besonders in der Kurpfalz und Bayern. Aber auch in und um Düsseldorf wurden mit seiner Billigung folgende bauliche Projekte gefördert und ausgeführt:
- 1752 bis 1763 Bau von Schloss Jägerhof durch Johann Joseph Couven
- 1755 bis 1773 Bau von Schloss Benrath durch Nicolas de Pigage als Witwensitz, die Kurfürstin starb jedoch vor dem Kurfürsten.
- 1755 wurde das durch Feuer und Wasser beschädigte und inzwischen baufällige Düsseldorfer Schloss nach Plänen des Hofarchitekten Johann Heinrich Nosthofen um- und ausgebaut. Der nördliche Flügel wurde dabei abgerissen und erneuert.
- 1764 bis 1768 wurde das Statthalterpalais an der Mühlenstraße gebaut.
- 1787 wurden die Verteidigungsanlagen zwischen Flinger- und Berger-Bastion niedergelegt, die inzwischen durch die Erweiterungen des Verteidigungsringes innerhalb des befestigten Stadtgebietes lagen. Noch 1787 begann man in dem nun bis zur südlichen Stadtbefestigung zugängigen Gelände mit der Anlegung der Carlstadt.[138]

Um die 1750er Jahre wurden sowohl eine kurfürstliche juristische wie auch eine medizinische Akademie in Düsseldorf gegründet. Es folgte 1762 eine vom Maler Lambert Krahe gegründete Zeichenschule, die 1773 zur Kurfürstlichen Pfälzischen Akademie ernannt wurde und die Keimzelle für die berühmte Düsseldorfer Kunstakademie war. Ab 1782 war die Akademie für einige Jahre im Hondheimschen Palais untergebracht.
Der bereits seit 1557 nachweisbare fürstliche Garten, der östlich vom Ratinger Tor lag, wurde nach dem Tode von Jan Wellem nicht mehr unterhalten und verwilderte. Dieser Gartenbereich wurde zwischen Stadtbefestigung und dem Schloss Jägerhof von 1769 bis 1771 zum älteren Hofgarten umgebaut und 1770 um das Hofgärtnerhaus ergänzt.
Düsseldorf war auch um 1780 noch weitgehend eine Verwaltungs- und Dienstleistungsstadt mit nur begrenzten Wirtschaftsaktivitäten. Der in den deutschen Fürstentümern aufgekommene Kameralismus hatte in der Stadt zu keiner Veränderung der Wirtschaftsstruktur geführt. Neben Kaufläden, Gasthöfen und einfachen Handwerkern waren kaum Manufakturen in der Stadt vorhanden. Bis auf 3 bis 4 Spinnereien und einige kleine Herstellerbetriebe für Seifen, Senf, Essig und dem Buchdruck sind keine weiteren nachweisbar. Der Rheinhafen, dies war das zur Werft ausgebaute Rheinufer ab Kohlentor bis zum Bergerhafen und einschließlich diesem Hafenbecken, wurde durchschnittlich von 70 Schiffen pro Monat angelaufen, davon etwa 30 mit dem Ziel Düsseldorf. Er hatte wenig Bedeutung über den innerstädtischen Handel hinaus. Der Handel über die Schifffahrt wurde zudem durch ein altes Kölner Stapelrecht stark behindert. Bereits Jan Wellem hatte dreimal, letztmals 1694, vergeblich versucht dieses Stapelrecht für Düsseldorf aufheben zu lassen.
In der folgenden Zeit bis zum Beginn der kriegerischen Auseinandersetzungen in der letzten Hälfte der 1790er Jahre durch die Revolutionskriege, traten 1784 und 1795 besonders starke und hohe Hochwasser auf, die einige Schäden in der Stadt verursachten. 1785 besuchte der Kurfürst zum letzten Mal Düsseldorf. Ab 1787 wurde mit der Anlegung der Carlstadt im Südosten der Stadt begonnen. Gebaut wurde dieser neue Stadtbereich teilweise auf dem niedergelegten Areal der älteren ehemaligen dortigen Stadtbefestigung. Diese Baumaßnahmen gehörten zu den bedeutendsten, die in der Stadt während der Regentschaft dieses Kurfürsten durchgeführt wurden. Sieht man von dem Gebiet der Zitadelle ab, war dies die erste umfangreiche Erweiterung der Stadt innerhalb ihrer Befestigungsanlagen seit Ende des 14. Jahrhunderts. Viele zusätzliche Stadtpalais und Bürgerhäuser entstanden in diesem neuen Viertel. Von 1790 bis 1792 wurde hier auch die erste Synagoge im Stadtgebiet errichtet. Die erste Nummerierung der Häuser in der Stadt wurde 1794 durchgeführt.

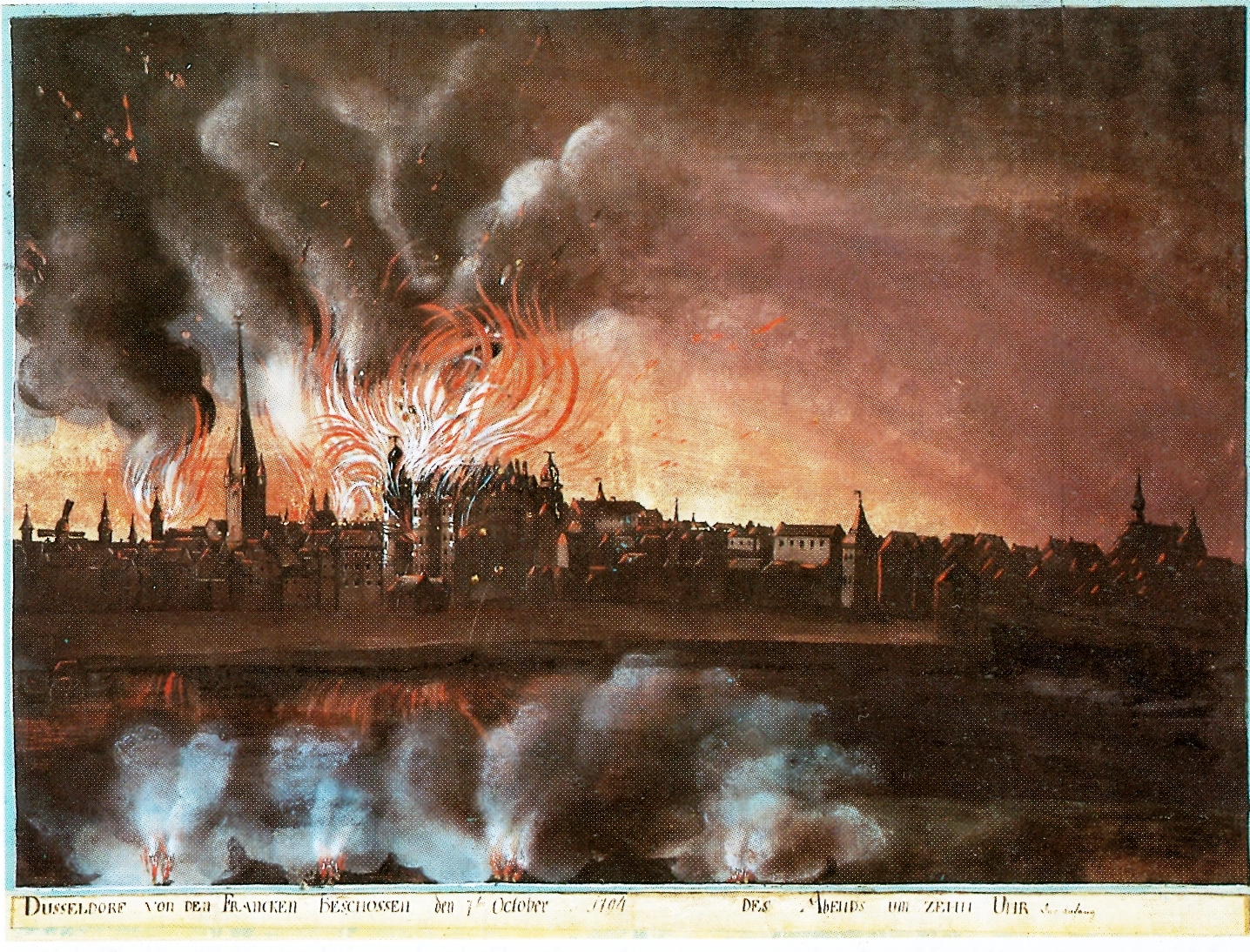
Brand der Stadt und des Alten Residenzschlosses nach der Beschießung durch französische Artillerie am 6. Oktober 1794.

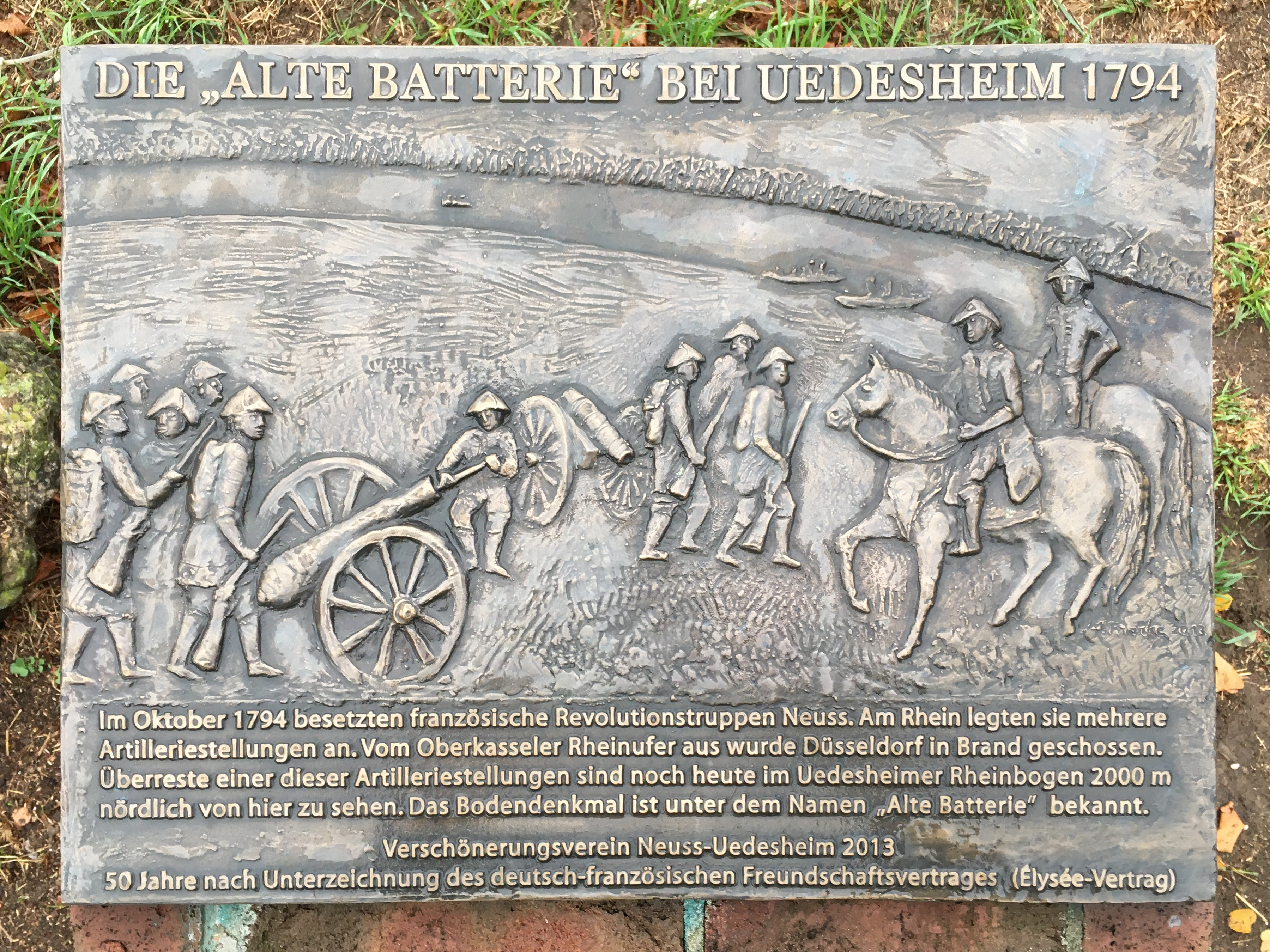
Gedenktafel an der „Alten Batterie“ in Neuss-Uedesheim

Der 1792 ausgebrochene Erste Koalitionskrieg zwischen den meisten westeuropäischen Staaten einerseits und Frankreich andererseits erreichte 1794 den linken Niederrhein. Im Spätsommer 1794 begann die kurpfälzische Verwaltung in Düsseldorf sich auf kriegerische Aktionen der französischen Truppen vorzubereiten. Beispielsweise wurden ab Mitte September bis Anfang Oktober dieses Jahres die Gemälde der Düsseldorfer Gemäldegalerie vorübergehend ausgelagert und über Unna und Hamm nach Osnabrück transportiert.
Obwohl der Kurfürst sich an diesen Krieg anfangs nicht beteiligte, wurde Düsseldorf trotzdem am 5. Oktober 1794 vom linken Rheinufer aus kurz durch die französische Artillerie beschossen. Der Beschuss begann eine Stunde vor Mitternacht und dauerte nur etwa 2 Stunden, trotzdem wurden große Schäden verursacht. In der Stadt wurden der Marstall, das Kloster der Cölestinerinnen, 25 Häuser und das Schloss durch das Bombardement der Franzosen in Feuer gesetzt. Das Schloss brannte zu drei Vierteln aus und der Nordflügel stürzte ein.

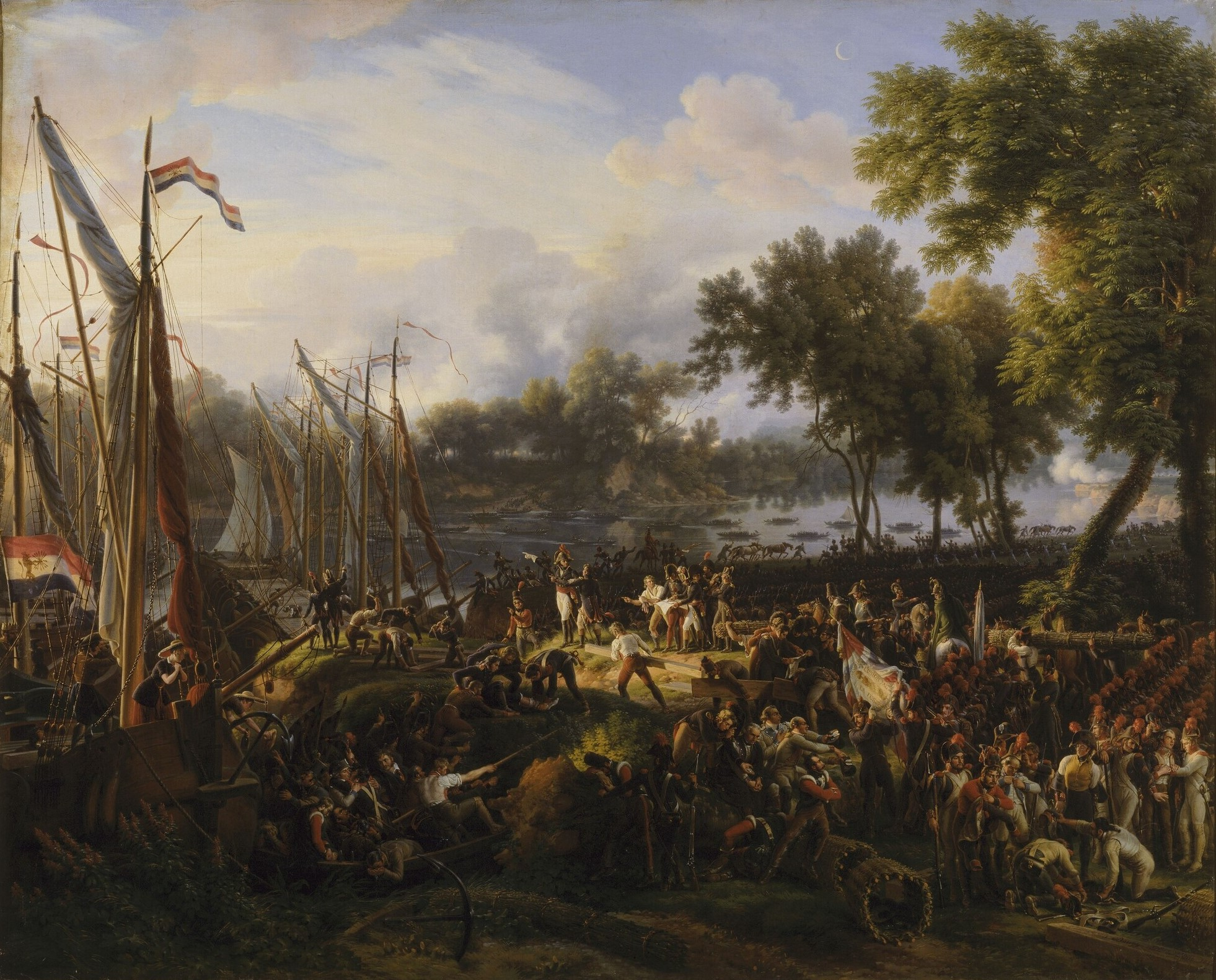
Louis-François Lejeune: Die Rheinüberquerung der französischen Armee am 6. September bei Düsseldorf, 1824

1795 begannen die Franzosen auch rechtsrheinische Gebiete zu besetzen. In der Nacht vom 5. auf den 6. September überschritten sie unter Gegenwehr der Österreicher den Rhein zuerst bei Uerdingen. Die Truppen der Österreicher, die in der südlichen Neustadt vor der Festung stationiert waren, konnten den fast zeitgleichen Übergang bei Hamm und im Bereich der Lausward trotz Gegenwehr ebenfalls nicht verhindern. Die von den Franzosen danach geforderte Kapitulation der Stadt wurde von den Kurpfälzern unter Minister von Hompesch akzeptiert und die Festungsstadt praktisch kampflos übergeben. Während die aus der Neustadt in Richtung Grafenberg abziehenden Österreicher von den Franzosen weiter bekämpft wurden, konnten die in der Festung befindlichen Pfälzer Truppen kampflos abziehen. Bis auf ihre Kanonen, die vor der Stadt abgegeben werden mussten, konnten sie ihre Ausrüstung weitgehend mitnehmen. Die nun besetzte Stadt verließen die Franzosen erst 1801 wieder.
In der französischen Besatzungszeit ab 1795 wurden die Verteidigungsanlagen der Stadt ertüchtigt und das Gelände vor den Bastionen von die Sicht störenden Bäumen und Häusern geräumt. Hierdurch sollten die Verteidigungsmöglichkeiten bei einem Angriff auf die Stadt verbessert werden. Das Hofgartenhaus wurde beispielsweise auch bei diesen Aktionen 1796 gesprengt und dessen Reste eingeebnet.
Nach 1795 beteiligten sich auch die Herzogtümer Bayern und Berg aktiv am Krieg gegen die Franzosen, mussten aber bereits im September 1796 den Waffenstillstand von Pfaffenhoven abschließen. Die vereinbarte Kontribution über 16 Millionen Gulden hätte auch für Düsseldorf ungünstige finanzielle Folgen gehabt. Da sich aber die kriegerische Situation der Gegner der Franzosen etwas verbesserte, wurde die Kontribution nicht bezahlt. Auf dem Kongress von Rastatt 1797 bis 1799, wurde „vorläufig“ das gesamte Gebiet Linkes Rheinufer an Frankreich abgetreten. Damit verlor der inzwischen kranke und zeitweise nach Sachsen geflüchtete Kurfürst Karl Theodor seine beiden Herzogtümer Kurpfalz und Jülich, wodurch auch die Jahrhunderte alte Vereinigung der Herzogtümer Jülich und Berg endete. Es war der Beginn vom Ende dieser beiden Herzogtümer. Am 16. Februar 1799 starb Kurfürst Karl Theodor und damit war seine für Düsseldorf überwiegend positive Regentschaft beendet.

#### Adelshaus Pfalz-Birkenfeld
Nach dem Tode von Kurfürst Karl Theodor, der ohne direkten Erben starb, wurde sein entfernter Vetter, Herzog Maximilian Joseph, am 16. Februar 1799 als Kurfürst Maximilian IV. von Bayern Nachfolger. Er stammte aus einer Seitenlinie der Wittelsbacher, dem Adelshaus Pfalz-Birkenfeld. Bereits 1795 war dieser Herzog von Pfalz-Zweibrücken geworden und Erbberechtigter für das Kurfürstentum Pfalz-Bayern und hatte damit Anspruch auf die Nachfolge. Er erbte damit auch das Herzogtum Jülich-Berg, von dem 1799 aber Jülich bereits seit 1797 von Frankreich annektiert und Düsseldorf in Berg von französischen Truppen seit 1795 besetzt war.

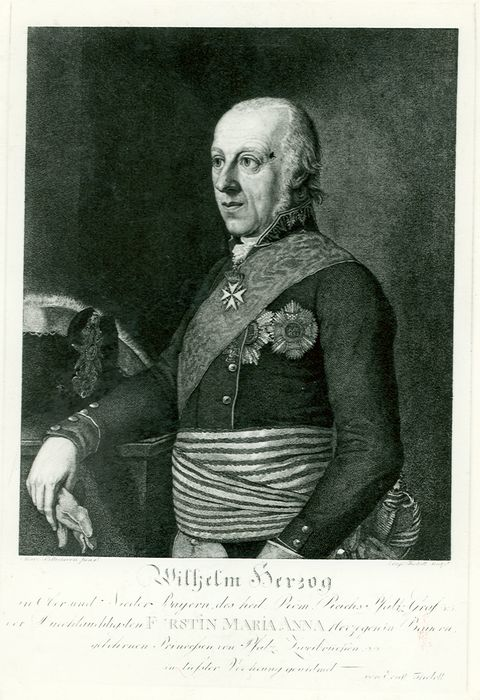
Wilhelm in Bayern

Nach dem Frieden von Lunéville 1801 wurde das Herzogtum Berg und damit auch Düsseldorf von den Franzosen freigegeben und die französischen Truppen zogen sich auf linksrheinisches Gebiet zurück. Maximilian Josephs Aktivitäten für Berg und Düsseldorf waren im Wesentlichen auf die Ausführung der Vorgaben für dieses Gebiet entsprechend dem Text der Friedensvereinbarung ausgerichtet. Schwerpunkte seiner Tätigkeit lagen jedoch in Bayern mit Einführung einer neuen Verfassung, Umorganisation der Verwaltung und der Aufstellung einer handlungsfähigen bayrischen Armee. Ab 30. November 1803 bis zur Abtretung des Herzogtums Berg an die Franzosen war der vom Kurfürsten zum Statthalter ernannte Schwager, Wilhelm in Bayern, sein Vertreter in Berg. Da das Stadtschloss zerstört war, residierte Wilhelm in Düsseldorf zuerst in Gasthäusern und der Residenz, von 1804 bis 1806 dann in Schloss Benrath.
Im Friedensvertrag war durch dessen Art. VI die Wiederherstellung der bei Abzug der Franzosen gesprengten Festungsanlagen von Düsseldorf verboten worden. Der Kurfürst entschloss sich daher zur Schleifung der nutzlos gewordenen Festungsruinen und zur Umgestaltung ihrer Flächen. Um dies durchzuführen, ordnete er per Dekret vom 28. Januar 1802 die Bildung einer Kommission an. Leiter dieser Kommission wurde der Hofrat Georg Arnold Jacobi, der Sohn des Philosophen. Weitere Mitglieder waren unter anderem der Hofbaumeister Kaspar Huschberger und der Wasserbaumeister Christian Wilhelm Bauer, später auch der Gartenarchitekt Maximilian Friedrich Weyhe. Deren Aufgabe war eine sinnvolle Umwandlung der Bastionen mit deren Schutzgewässer zwecks einer Öffnung der Stadt zu dem zum Teil schon bebauten Umland und den südlichen außerhalb der Stadtbefestigung gelegenen Stadtteilen.
Um die Altstadt einschließlich der neueren Carlstadt wurden zwischen 1802 und 1804 die ersten Grünanlagen im Bereich der ehemaligen Bastionen angelegt. Der Ältere Hofgarten wurde um den Neuen Hofgarten erweitert und das planierte ehemalige Hofgärtnerhaus 1802 neu errichtet. 1803 wurde der in Köln tätige Maximilian Friedrich Weyhe als zusätzlicher Hofgärtner neu eingestellt. Dieser brachte viele Impulse für die Ausbildung der Parks als Englische Gärten mit. Zwischen Stadt und dem südlichen Teil des Hofgartens wurde begonnen, eine Allee anzulegen, die heutige Heinrich-Heine-Allee. Südöstlich davon entstand 1804 der Stadtgraben mit einer baumbestandene Promenade vor dessen östlichem Ufer, der damaligen Allee außerhalb der Stadt, der Vorläuferin der späteren Königsallee. Die Umgestaltung der Schutzgewässer im Bereich südlich vor Zitadelle und Carlstadt zum Spee’schen Graben und Schwanenspiegel mit Kaiserteich erfolgte erst später in den 1830er und 1840er Jahren. Der Wasserzufluss durch die südliche Düssel blieb bestehen aber auf eine Weiterführung dieser Gewässer bis zum Wassergraben der späteren Königsallee wurde verzichtet.
Durch den Verlust von Gebieten ihres Herrschaftsbereiches an Frankreich hatten einige Territorialherren umfangreiche Gebietsverluste erlitten. Zur Kompensation diente die in Frankreich bereits eingeführte Säkularisation. Hierdurch wurden kirchliche Stifte, Abteien und Klöster enteignet und deren Ländereien, Gebäude und Vermögen gingen weitgehend ohne Entschädigung in den Besitz der Territorialherren über. In den annektierten linksrheinischen Gebieten erfolgte diese Säkularisation seit 1802, da die Franzosen bereits hier die Landesherren waren. In den rechtsrheinischen Gebieten war dies erst ein Jahr später möglich. Basierend auf Vereinbarungen im Vertrag von Lunéville wurde auf der letzten Sitzung des Immerwährenden Reichstages am 25. Februar 1803 beschlossen, die Säkularisation auch auf die Reichsgebiete zu übertragen. Dieses Gesetz trat am 27. April 1803 in Kraft. Damit erfolgte die weitgehende Enteignung des kirchlichen Besitzes im Herzogtum Berg und damit auch in Düsseldorf. Dies führte besonders für katholische Einrichtungen in der Stadt zu vielen Änderungen. Die Kloster wurden aufgelöst, deren Besitz verkauft oder versteigert und die Verwendung der Gebäude den Erfordernissen der neuen Besitzer angepasst. Von den Kirchen wurden neben der Garnisonskirche St. Anna nur die Marienkirche, nun mit Namen St. Lambertus da der Marienstift aufgehoben war, und St. Antonius weiter als Kirchen in der Kernstadt betrieben. Letztere wurde allerdings erst nach Widerstand der Bevölkerung gegen eine Entweihung auf Anordnung vom Kurfürst Maximilian 1805 als zweite Pfarrkirche nicht säkularisiert und in St. Maximilian umbenannt.
Beispiele für die geänderte Verwendung kirchlicher Liegenschaften sind:
- die Kreuzherrenkirche wurde zuerst ein Pferdestall
- das Kloster der Karmelitinnen wurde zeitverzögert zum Theresien-Hospital
- das Kloster der Cölestinerinnen, nach 1794 überwiegend Ruine, wurde versteigert und auf dem Gelände neue Bürgerhäuser errichtet;
- vom Kloster der Kapuziner wurde die Kirche abgerissen und die restlichen Gebäude einschließlich Klosterbrauerei verkauft.

Am 25. September 1805 schloss Kurfürst Maximilian im Bogenhausener Vertrag ein Bündnis mit Frankreich und beendete das mit Österreich und Russland im 3. Koalitionskrieg. Dieser Krieg endete am 26. Dezember 1805 mit dem Frieden von Pressburg. Bayern erhielt für seinen Verzicht auf Kurpfalz und Herzogtum Jülich österreichische Gebiete und die Königswürde. Der Kurfürst war damit als Maximilian I. Joseph von Bayern ab dem 1. Januar 1806 der erste bayerische König und war kurzzeitig formal ein regierender Fürst im Heiligen Römischen Reich.
Das Herzogtum Berg wurde im Vertrag von Schönbrunn am 15. Dezember 1805 zwischen Frankreich und Preußen um die rechtsrheinischen Gebiete des ehemaligen Herzogtums Kleve erweitert und wurde kurze Zeit später in ein von Frankreich verwaltetes Großherzogtum Berg umgewandelt. Die Wittelbacher Phase für Berg und Düsseldorf stand damit kurz vor ihrem Ende.
Bevor diese Änderungen in Kraft traten, wies der Kurfürst Maximilian noch 1805 seine Verwaltung in Düsseldorf an, die Bilder der Gemäldegalerie Düsseldorf auszulagern und in sein Territorium zu bringen. Die Sammlung, die von Herzog Wolfgang Wilhelm begonnen und den Kurfürsten Jan Wellem und Karl Theodor erweitert worden war, wurde aus Düsseldorf abtransportiert und sollte später nicht mehr zurückkommen.

### Zeitperiode Großherzogtum Berg

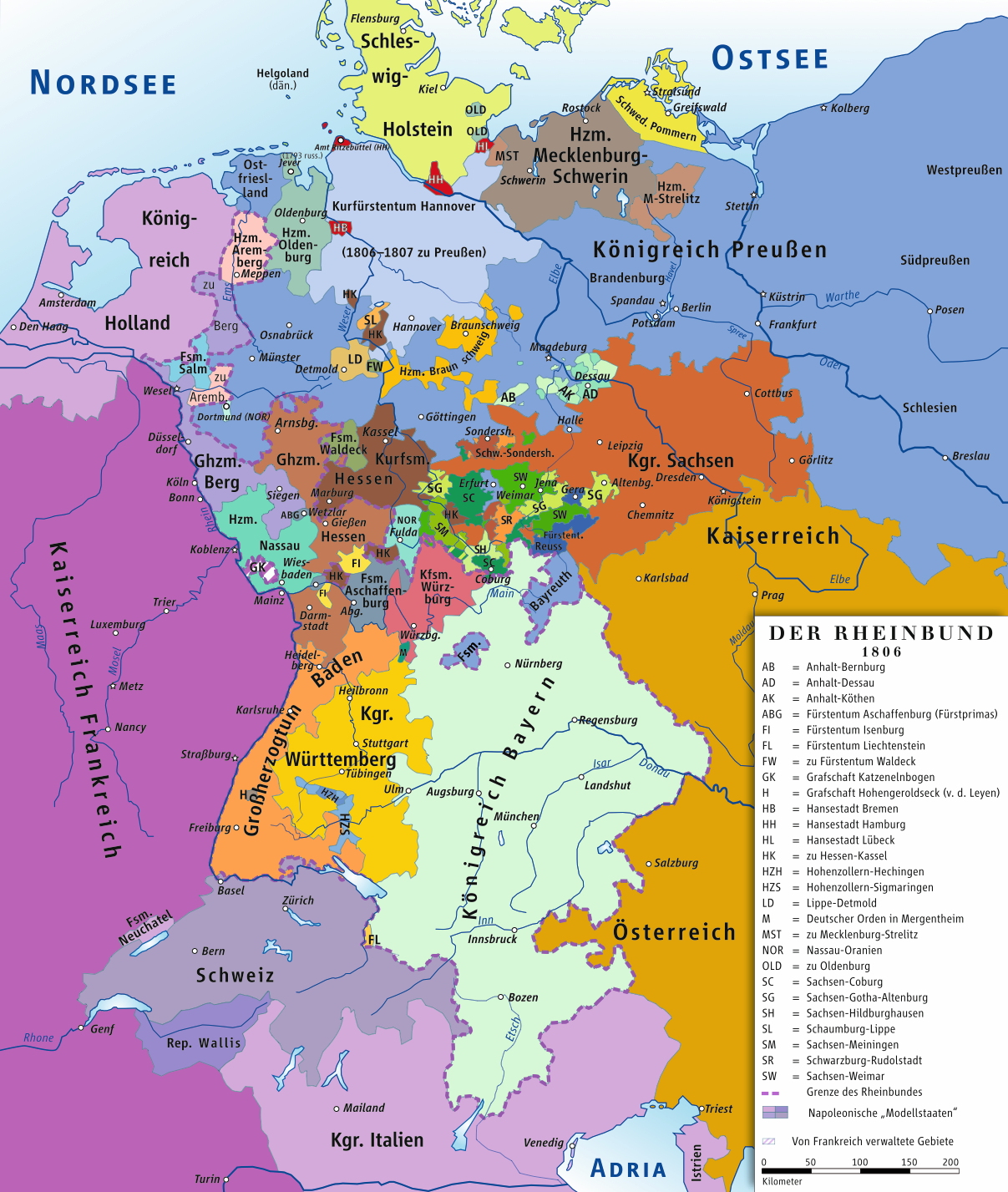
Staaten des Rheinbundes 1806 vor der Niederlage der Preußen

Entsprechend den Vereinbarungen vom Preßburger Frieden wurde am 1. Januar Kurfürst Maximilian zum König von Bayern. Am 15. März 1806 verzichtete er auf seine Regentschaft für das Herzogtum Berg und überließ es Frankreich. Am selben Tag ernannte Napoléon Bonaparte seinen Schwager Joachim Murat zum neuen Herzog des Herzogtums. Dieser sandte seinen General Dupont zur Machtübernahme nach Düsseldorf und folgte selbst mit feierlichem Einzug am 24. März 1806. Am 12. Juli 1806 wurde Murat per kaiserlichem Dekret zum Großherzog befördert.
Zum neuen Großherzogtum Berg gehörten zu diesem Zeitpunkt die ehemaligen Gebiete des Herzogtums Berg einschließlich der kurkölnischen Enklaven, die rechtsrheinischen Gebiete des Herzogtums Kleve, vier münsteranische Herrschaften und die oranischen Teile der Grafschaft Nassau-Diez. Insgesamt 536.802 Einwohner lebten 1806 in diesem Gebiet. Hauptstadt für das Großherzogtum war Düsseldorf. Nach der Niederlage der Preußen von 1807 wurden noch zusätzlich die Grafschaft Mark und das Münsterland angeschlossen. Weitere Einzelheiten und zusätzliche Gebietsänderungen: Siehe hierzu Großherzogtum Berg.
Düsseldorf wurde somit 90 Jahre nach Jan Wellems Tod wieder eine Residenzstadt. Als Gründungsmitglied des Rheinbundes, der am 12. Juli 1806 in Paris gegründet worden war, trat unter Murat das Großherzogtum Berg am 1. August aus dem Deutschen Reich aus. Mit der Abdankung des letzten Deutschen Kaisers Franz II. am 6. August 1806 endete formal das Deutsche Reich.
Murat weilte als einer der wichtigsten Generäle Napoleons überwiegend außerhalb seines Großherzogtums bei den französischen Truppen und war nach seinem feierlichen Einzug nur noch einmal von Juli bis Oktober 1806 in Düsseldorf. Als Residenz wählte er neben dem Statthalterpalais überwiegend das Schloss Benrath. Die eigentliche Führung des Großherzogtums in Düsseldorf übernahm bereits unter Murat Graf Beugnot, der zwar nicht zu einem Statthalter ernannt wurde, der aber praktisch vergleichbare Rechte hatte. Einer der wichtigsten Minister im Großherzogtum war Graf Johann Franz Joseph von Nesselrode-Reichenstein, dem in Personalunion Innen-, Justiz- und Kriegsministerien unterstanden. Präfekt im Département Rhein war Heinrich von Borcke, und Maire von Düsseldorf Maximilian August von Scharfenstein genannt von Pfeil.
Nennenswerte Aktivitäten und Änderungen in Düsseldorf und Berg konnten in der Zeit unter Murat nur begonnen werden, da er schon am 15. Juli 1808 von Napoleon zum König von Neapel befördert wurde. Napoleon selbst übernahm ab diesem Zeitpunkt die Regentschaft im Großherzogtum. Bereits am 3. März 1809 ernannte Napoleon seinen in Frankreich lebenden 5-jährigen Neffen Prinz Napoléon Louis Bonaparte zu seinem Nachfolger als Großherzog. Er führte aber weiterhin für diesen die Regentschaft aus.

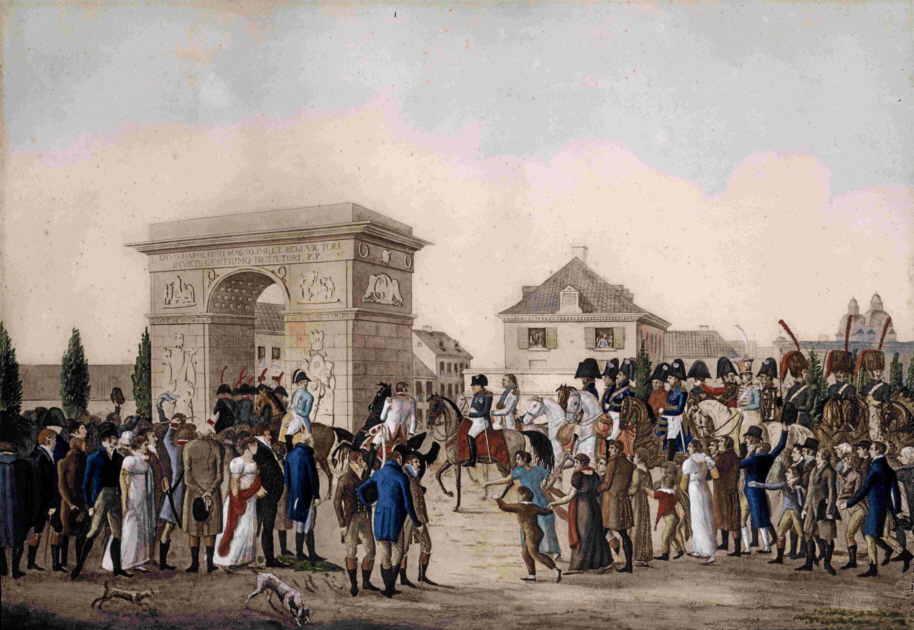
Einzug Napoleons in Düsseldorf am 2. November 1811. Blick auf den eigens für ihn aufgestellten Triumphbogen in der Elberfelder Straße, entworfen von Adolph von Vagedes
(J. Petersen, Aquarell, Stadtmuseum Düsseldorf)

Durch die Franzosen wurden viele gravierende Änderungen im Großherzogtum Berg und damit auch in Düsseldorf durchgeführt. Das alte Feudalsystem mit Lehnswesen und Leibeigenschaft wurde aufgehoben, das Gerichtswesen reformiert und der Code civil eingeführt. Die Verwaltung wurde modernisiert. Das Großherzogtum war in vier Départements aufgeteilt, und zwar in 1. Rhein, 2. Sieg, 3. Ruhr und 4. Ems. Diese wiederum bestanden aus je vier Arrondissements mit insgesamt 79 Kantonen. Zum Département Rhein gehörten die Arrondissements Düsseldorf, Elberfeld, Essen und Mülheim am Rhein. Das Arrondissement Düsseldorf umfasste die Kantone Düsseldorf, Mettmann, Opladen, Ratingen, Richrath und Velbert, wobei der Kanton Düsseldorf aus der Stadt Düsseldorf bestand, die Hauptort des Departements und des Arrondissements war.
Durch neue Vorschriften wurde die Verwaltung verbessert, viele alte Privilegien aufgehoben und zum Beispiel Vorschriften für die Qualität der Nahrungsmittel eingeführt und deren Einhaltung überwacht. Durch diese Maßnahmen waren die Franzosen anfangs bei der Bevölkerung nicht unbeliebt. Frankreich erhob zur Finanzierung seiner Kriege aber hohe Steuern und führte zur genaueren Erfassung erstmals Kataster für die Grundsteuer ein. Da die neue Wehrpflicht viele junge Männer zum Dienst in den Armeen der mit Frankreich verbündeten Staaten des Rheinbundes zwang, verschlechterte sich das Ansehen der Franzosen mit zunehmender Dauer. Persönlich besuchte Napoleon zusammen mit seiner Ehefrau nur einmal vom 2. bis 5. November 1811 Düsseldorf. Sie übernachteten dabei im Schloss Jägerhof. Er wurde von den Düsseldorfern freundlich empfangen.
Soweit in Düsseldorf Baumaßnahmen in dieser Periode erfolgten, wurden diese besonders durch ein kaiserliches Dekret von 1811 gefördert. Dieses enthielt die Bestimmungen, dass je Jahr 100.000 Franken für die Verschönerung und Entwicklung der Stadt ausgegeben werden sollten und weiterhin die Stadt Eigentümer aller Grundstücke im Bereich der ehemaligen Bastionen wurde. Hierdurch konnte um Altstadt einschließlich Carlstadt ein Ring von Parkanlagen angelegt werden, der der Stadt später die Bezeichnung Gartenstadt einbrachte.
Im Einzelnen wurden durchgeführt oder begonnen:
- um 1806 Trockenlegung des Carlstadter Sumpfes im Bereich der südlichen Hohestraße
- von 1808 bis 1810 Abriss des Flingertores und Errichtung der ersten Häuser am Boulevard Napoleon, der heutigen Heinrich-Heine-Allee,
- 1811 Anlegung eines neuen Sicherheitshafens nördlich der Stadt und Verlängerung der Rheinwerft bis zu diesem; der anfallende Erdaushub wurde zum Napoleonsberg im Hofgarten aufgeschüttet,
- ab 1811 Baubeginn eines neuen Ratinger Tores vor der Altstadt durch Adolph von Vagedes, das aber erst nach dem Abzug der Franzosen fertiggestellt werden konnte und
- um 1811 Anlegung der Rue de l’Émpereur, der heutigen Kaiserstraße außerhalb der Kernstadt.

Bereits unter Murat war geplant durch Zusammenfassung einiger Düsseldorfer Fachschulen eine Universität zu gründen. Durch ein kaiserliches Dekret vom 2. November 1811, ausgestellt während des Besuches von Napoleon in der Stadt, sollte die Gründung dieser Universität am 1. März 1812 erfolgen. Aus Geldmangel konnte aber dieser Termin nicht eingehalten werden und war danach durch den Feldzug nach Russland und dessen Folgen nicht mehr durchführbar.
Wirtschaftlich erlebte die Stadt zu Beginn des 19. Jahrhunderts auch noch nach der Vertreibung der Franzosen bis in die Preußenzeit Jahre des Niederganges. Bedingt durch die kurzen Regierungszeiten mit zweimal den Franzosen, einmal den Bayern und danach den Preußen, änderten sich ständig Vorschriften und Gesetze. Die häufigen Kriege bis nach der endgültigen Verbannung von Napoleon waren ebenfalls Ursache zusätzlicher Probleme. Das generelle gesetzliche Umfeld verbesserte sich zwar ab Beginn des Großherzogtums, da die Privilegien für Kaufleute, Zünfte und Innungen am 3. Dezember 1809 aufgehoben wurden. Dafür erging 1803 ein Einfuhrverbot für englische Kolonialwaren, gefolgt 1806 von einem generellen Handelsverbot aller englischen Waren. Ab 1810 mussten alle englischen Waren abgeliefert werden, bei Unterlassung wurden diese beschlagnahmt und öffentlich verbrannt. Weiterhin behinderten die Zölle, die sowohl bei der Lieferung von Waren in andere deutschen Staaten wie auch nach Frankreich zu zahlen waren, den Handel. All dies führte zu Störungen und Behinderungen des Handels.
Auch die Ansiedlung von Gewerbebetrieben in der Stadt änderte sich gegenüber der Vergangenheit kaum. Zwar hatte sich die Anzahl kleiner Betriebe in der Stadt bis 1812 auf etwa 35 erhöht, aber deren wirtschaftliche Bedeutung für die Stadt war unverändert nur gering. Zum Besuch des Kaisers Napoleon 1811 nach Düsseldorf wurde in der Alten Kanzlei am Marktplatz eine Gewerbeausstellung mit Waren der Textil- und der Metallindustrie von 14 Firmen aus dem Großherzogtum durchgeführt. Man hoffte über den Kaiser durch diese Ausstellung günstigere Zölle für die Lieferung von Waren nach Frankreich zu erreichen. Obwohl der Kaiser die Qualität der Waren positiv bewertete, wurden die Zollsätze nicht vermindert. Von den Gewerbebetrieben aus Düsseldorf wurden in dieser Ausstellung nur die Produkte Senf und Punsch gezeigt, ein deutlicher Hinweis auf eine fehlende Industrie in der Stadt.
Die drückenden Steuerabgaben bei sich verschlechternden wirtschaftlichen Verhältnissen für die Finanzierung der französischen Militärausgaben und die extrem hohe Todesrate für die Teilnehmer des gescheiterten Russlandfeldzuges Ende 1812 führten zu einem rasch stark ansteigenden Unmut über die Franzosen. Es kam im Januar 1813 im Großherzogtum zum sogenannten Aufstand der Knüppelrussen, im bergischen Bereich auch „Speckrussen“ genannt. Hieran beteiligten sich besonders die jungen Männer, deren Zwangsrekrutierung für den Armeedienst bei den kriegerischen Aktionen der Franzosen mit hoher Wahrscheinlichkeit in den Tod führte. Schwerpunkt des Aufstandes war der Südostbereich des Bergischen Landes. Aber auch in Düsseldorf sollen bei der gewaltsamen Niederschlagung des Aufstandes durch die französische Armee über 100 Personen exekutiert worden sein. Der kurzen Phase der Konsolidierung nach der Niederschlagung des Aufstandes folgte bereits am 16. bis 19. Oktober 1813 in der Völkerschlacht bei Leipzig die Niederlage der Franzosen. Danach begann deren Rückzug aus dem alten Reichsgebiet. Bereits am 4. November reiste der Statthalter des Großherzogtums, der Graf Beugnot, aus Düsseldorf ab.
Die französischen Truppen der Düsseldorfer Garnison unter General Rigoud wollten zuerst die alliierten Truppen an einer Rheinüberquerung im Bereich der Stadt hindern. Als aber die Kosaken am 12. November bereits den Bereich Elberfeld erreicht hatten, versuchten sowohl Minister der bisherigen Regierung wie auch Düsseldorfer Bürger einen Kampf um Düsseldorf zu verhindern. Nach Zahlung einer Summe von 30.000 Franc waren die Franzosen dazu bereit und räumten am 13. November die Stadt und zogen sich auf linksrheinisches Gebiet zurück. Am nächsten Tag, den 14. November 1813, übernahmen russische Truppen die Garnison in Düsseldorf. Einen Tag später verkündete der russische General Graf von Priest die Befreiung des Großherzogtums von den Franzosen. Die kurze französische Episode für Berg und damit auch Düsseldorf war beendet.

### Zeitperiode der Preußen

#### Preußische Periode bis 1871

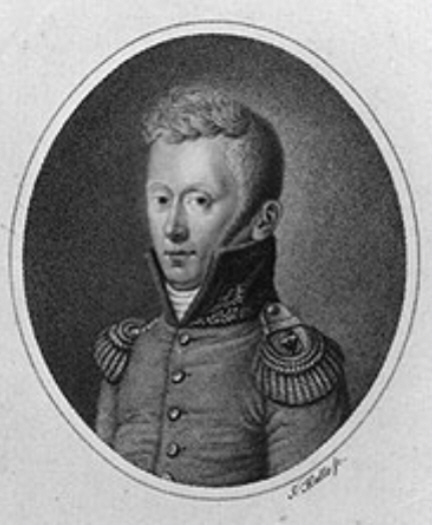
Justus von Gruner

Nach dem Abzug der Franzosen wurde am 25. November 1813 per Dekret von Freiherr vom Stein das Generalgouvernement Berg formal gegründet. Düsseldorf hatte als Dienstsitz für die Verwaltung noch eine Residenzfunktion. Oberster Dienstherr war zu diesem Zeitpunkt die Zentralverwaltungsbehörde für die von den Franzosen befreiten Gebiete. Diese Behörde unterstand einem Diplomatenrat der Alliierten, deren Hauptmitglieder von Russland, Österreich und Preußen ernannt worden waren.
Zum ersten General-Gouverneur war bereits am 19. November 1813 der kaiserlich russische Staatsrat Justus Gruner von der Zentralverwaltungsbehörde ernannt worden. Der Gebietsumfang entsprach dem Großherzogtum jedoch ohne die Altpreußischen Gebiete.

Jülich-Kleve-Berg (rot), Gebiet ab Mai 1815, Preußen (blau)

Am 20. November erreichte Justus Gruner Düsseldorf und übernahm sofort die Leitung des Generalgouvernements. Zu den ersten Maßnahmen von Justus Gruner gehörte neben der Aufhebung der Kontinentalsperre für den Handel eine Mobilisierung des Volkes zur Stärkung der Wehrkraft. Eine Bergische Brigade wurde aufgestellt, die an der Vertreibung der im Bereich des linken Niederrheins noch vorhandenen französischen Truppenreste Anfang 1814 beteiligt war. Für die Verwaltungsstruktur des Generalgouvernements wurde weitgehend die unter den Franzosen eingeführte Munizipalorganisation übernommen, mit der Verwendung von deutschen statt französischen Bezeichnungen für Funktionen und Namen. Am 27. Januar 1814 wurde Berg in vier Kreise und zwar: Elberfeld, Düsseldorf, Mülheim a/Rhein und Wipperfürth unterteilt.
Bereits am 2. Februar 1814 übernahm Justus von Gruner das neue Generalgouvernement Mittelrhein und wurde in Düsseldorf von Prinz Alexander von Solms-Lich als Nachfolger abgelöst. Nach dem Pariser Frieden wurde am 15. Juni 1814 Preußen vorläufig für die Verwaltung im Generalgouvernement Berg zuständig und löste die bisherige Zentralverwaltungsbehörde ab. Nach diesem Zeitpunkt wurden alle Erlasse und Vorschriften nicht mehr im „Namen der Zentralverwaltungsbehörde“, sondern im „Namen des Königs der Preußen“ erlassen und die alten Siegel aus der Franzosenzeit durch neue ersetzt.
August Sack übernahm die Leitung des aus den zwei Generalgouvernements Mittel- und Niederrhein zusammengefassten neuen Generalgouvernements Nieder- und Mittelrhein zum 16. Juni 1814 mit Sitz in Aachen. Justus Gruner wurde wieder Generalgouverneur in Berg und hatte damit seinen Amtssitz erneut in Düsseldorf. Bereits am 30. April 1815 wurde für die gesamten rheinischen Territorien von Preußen eine neue Organisation in Kraft gesetzt. Es wurden zwei Provinzialbehörden, und zwar Provinz Jülich-Kleve-Berg mit dem Hauptsitz in Köln unter August Sack und Provinz Nieder- und Mittelrhein mit dem Hauptsitz in Koblenz gebildet. Da Justus Gruner für Jülich-Kleve-Berg nicht zuständig war, reiste er am 15. Mai 1815 aus Düsseldorf ab. Damit war endgültig auch die letzte Residenzfunktion von Düsseldorf beendet. Die Provinzialbehörde Jülich-Kleve-Berg war für die Gebiete der ehemaligen Herzogtümer Jülich, Kleve und Berg zuständig. Allerdings gehörten südwestliche Gebiete des ehemaligen Herzogtum Jülich einschließlich der Stadt Jülich nicht mehr dazu. Dafür waren aber alle ehemaligen Gebiete von Kurköln nördlich von Köln territorialer Bestandteil. Das Herrschaftsgebiet „Jülich-Berg“, das über Jahrhunderte bestanden hatte, war damit nun Vergangenheit und durch neue Verwaltungsstrukturen abgelöst worden.
Mit Ende des Wiener Kongresses am 9. Juni 1815 wurde das gesamte Rheinland endgültig ein Bestandteil des Königreich Preußen. Die beiden General-Gouvernements Mittel- und Niederrhein und Jülich-Kleve-Berg wurden im März 1816 aufgelöst, es blieb aber vorerst bei der Unterteilung in die zwei Provinzen Großherzogtum Niederrhein und Jülich-Kleve-Berg. Das Oberpräsidium für die Provinz Jülich-Kleve-Berg übernahm Friedrich Graf zu Solms-Laubach mit Sitz in Köln. Unterteilt war diese Provinz in die drei Regierungsbezirke Düsseldorf, Kleve und Köln. Der Regierungsbezirk Düsseldorf wurde nach einer amtlichen Verfügung vom 24. April 1816 in vier linksrheinische und acht rechtsrheinische Kreise aufgeteilt, darunter den Stadtkreis Düsseldorf und den Landkreis Düsseldorf. Der Stadtkreis bestand aus der Oberbürgermeisterei Düsseldorf, während der Landkreis die Bürgermeistereien Angermund, Benrath, Eckamp, Gerresheim, Hilden, Hubbelrath, Kaiserswerth, Mintard und Ratingen umfasste.

Karte des Kaiserreiches mit der Rheinprovinz (rot)

Die nächste und letzte größere Organisationsänderung im Rheinland erfolgte nach dem Tode von Graf zu Solms-Laubach am 22. Februar 1822. Die beiden preußischen Provinzen Großherzogtum Niederrhein und Jülich-Kleve-Berg wurden zur Rheinprovinz mit dem Hauptsitz Koblenz zusammengefasst. Diese neue Rheinprovinz umfasste 5 Regierungsbezirke und der Regierungsbezirk Düsseldorf war einer dieser fünf. Der Regierungsbezirk Kleve war bereits vorher am 1. Januar 1822 aufgelöst und mit dem Bezirk Düsseldorf zusammengelegt worden. Mit dieser Umorganisation kamen die vielen kurzzeitigen Umstrukturierungen nach der französischen Periode des Rheinlandes zu einem Ende.
Die in der Rheinprovinz gültige preußische Verwaltungsordnung fußte im Wesentlichen auf der Kommunalreform von 1808. Diese war entsprechend den Leitlinien der Preußischen Reformen für die Verwaltung von 1805 modernisiert worden. Die Stadt erhielt eine Selbstverwaltung, da die Bürger ein Wahlrecht für die Wahlen der Stadtverordneten bekamen. Allerdings beruhte das Wahlrecht auf einem Zensus und war ein Dreiklassenwahlrecht. Voraussetzungen für das Wahlrecht waren städtischer Grundbesitz oder ein höheres Einkommen oder Zahlung einer Gebühr. Durch diese Voraussetzungen waren ärmere Stadtbewohner von der Beteiligung an einer Wahl weitgehend ausgeschlossen. Die Verwaltungsreformen für die Kommunen von 1831 und 1850 brachten zwar einige Verbesserungen änderten aber nur wenig am Zensus. Hierdurch waren weiterhin praktisch nur Handwerker, Kaufleute und begüterte Stadtbewohner wahlberechtigt.
Erster Oberbürgermeister unter den Preußen in Düsseldorf war ab dem 2. Dezember 1813 der von Gruner eingesetzte Franz Schnabel. Bereits am 18. April 1814 folgte für etwa ein Jahr der Tribunalrichter Degreck, der seinerseits von Engelbert Schramm abgelöst wurde. Dieser wurde als Erster am 25. Januar 1818 von der Bürgerschaft in einer Wahl bestätigt und führte das Amt bis Juni 1820 aus.
Mit Beginn der preußischen Periode begann für Düsseldorf eine schwierige Phase. Die Missernte von 1816 führte zu einer großen Hungersnot in ganz Deutschland, die zwangsläufig auch die Bewohner von Düsseldorf betraf. Durch den Verlust der Residenzfunktionen waren viele Verwaltungsstellen überflüssig mit entsprechend verringertem Personalbedarf. Die inzwischen geringere Bedeutung von Düsseldorf ist am Verlust der Kreisfreiheit erkennbar. Durch eine Regierungs-Verordnung vom 27. Juli 1820 wurde der Stadtkreis Düsseldorf wieder aufgelöst und die Stadt Düsseldorf in den Kreis Düsseldorf eingegliedert.
Aus Geldmangel war die Bautätigkeit zwischen 1814 und 1820 nur gering. Das neue Ratinger Tor vor der Altstadt, mit dessen Bau 1811 begonnen worden war, wurde als eines der wenigen Bauvorhaben bis 1815 fertiggestellt. Das Tor wurde für die Erhebung einer städtischen Akzise auf Nahrungsmittel, die in die Stadt eingebracht wurden, als Zollstation benötigt. Weitere wichtige Ereignisse zu Beginn der preußischen Periode in Düsseldorf waren:
- 1815 brannte der Kirchturm des St. Lambertus; bei der nachfolgenden Wiederinstandsetzung entstand der Schiefe Kirchturm, eines der auch aktuell noch vorhandenen Wahrzeichen der Stadt,
- 1817 wurde eine Preußische Münzstätte eröffnet, die bis 1848 bestand und
- 1819 wurde die Kunstakademie Düsseldorf als „Königlich-Preußische Kunstakademie“ unter dem Direktor Peter von Cornelius neu gegründet und begann 1822 wieder mit dem Lehrbetrieb.

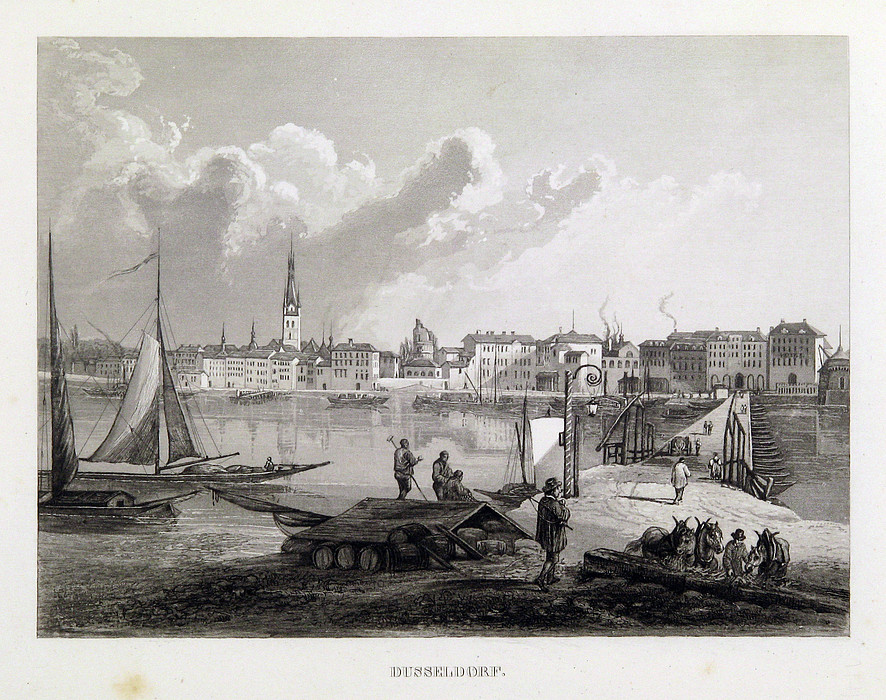
Schiffbrücke über den Rhein und Blick auf Düsseldorf um 1830, zeitgenössischer Stahlstich

Die politischen Umwälzungen und Kriegsfolgen verursachten in Düsseldorf ungünstige Verhältnisse. Der Handel per Rheinschiffstransport über den Düsseldorfer Hafen wurde durch das Kölner Stapelrecht stark behindert. Zusätzlich verlor die Stadt das Privileg eines Freihafens, obwohl dieses bereits 1465 erteilt und zuletzt am 30. Oktober 1805 per kurfürstlich bayrischer Verordnung bestätigt worden war. Schon unter Justus Gruner war über Berlin die Aufhebung dieses Kölner Umschlagrechtes für die Düsseldorfer beantragt worden, es blieb aber bis 1831 bestehen. Durch eine Gewerbeausstellung, die 1817 in Düsseldorf und Elberfeld durchgeführt wurde, versuchte man den Handel zu verbessern. Die neuen Zollgesetze von 1818 in Preußen verschlechterten jedoch die Bedingungen für den Handel noch zusätzlich, so dass durch die Ausstellung keine positiven Impulse erreicht wurden.
Zu Beginn der Machtübernahme durch die Preußen in Düsseldorf waren viele Armee-Einheiten im Stadtgebiet von Düsseldorf stationiert. Beispielsweise erfolgten für den Zeitraum vom 1. Juli bis 31. Dezember 1824 insgesamt 44.865 Einquartierungen der Armee im Stadtgebiet. Der überwiegende Teil davon war mit 31.702 Personen im Bereich der Kernstadt untergebracht. In den übrigen Außenbezirken, die zur Oberbürgermeisterei von Düsseldorf gehörten, betrug die Anzahl 13.125. Die 44.865 Einquartierungen in Düsseldorf waren damit sehr hoch, da der Anteil der zivilen Düsseldorfer Bürger in der Stadt nur bei etwa 25.000 lag.
Unter Joseph von Fuchsius, der von 1833 bis 1848 Oberbürgermeister war, kam es in der Stadt zu Spannungen. Ursache für soziale Probleme war der Niedergang der Textilindustrie nach Mitte der 1840er Jahre in Düsseldorf, da wegen hoher Zölle einige Manufakturen geschlossen und teilweise nach Belgien verlegt wurden. Zusätzlich gab es religiöse Spannungen, da die Bevölkerung überwiegend katholisch war, die preußischen Beamten aber, bis auf wenige Ausnahmen, evangelisch.
Erste Verbesserungen der generellen Situation für Düsseldorf begannen in den 1820er Jahren mit folgenden Ereignissen:
- 1824 wurde Düsseldorf Sitz des Provinziallandtags der Rheinprovinz.
- 1825 wurden sowohl eine Stadt-Sparkasse wie auch ein Leihhaus gegründet und es folgte

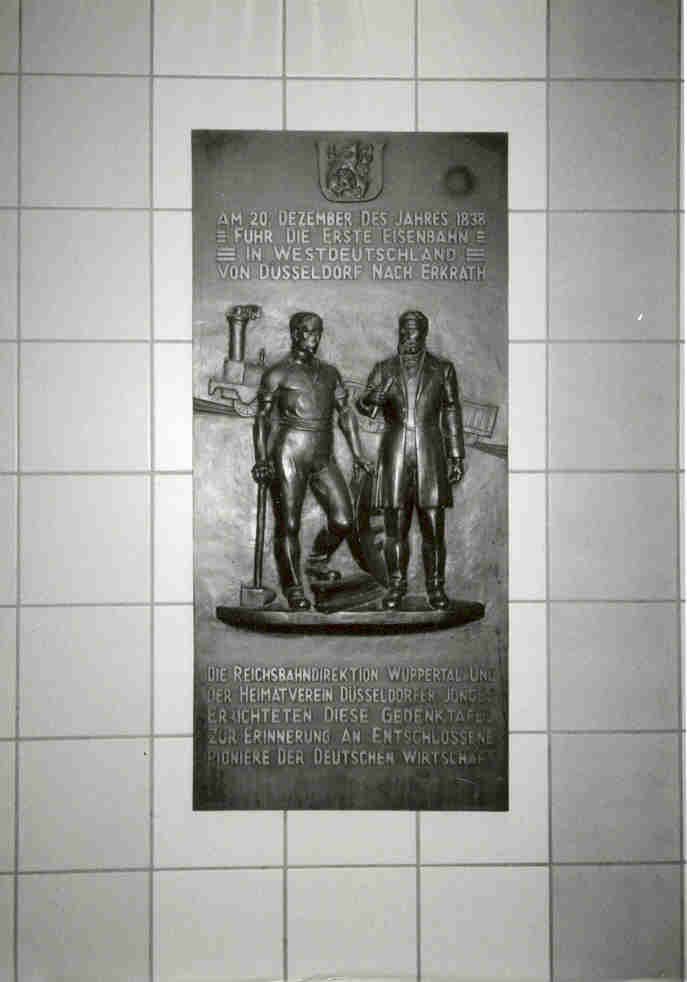
Gedenktafel zum Bau der Düsseldorf-Elberfelder Eisenbahn im Hauptbahnhof Düsseldorf (Nordtunnel)

- 1826 der Bau der Departemental-Irrenanstalt zu Düsseldorf in der Neustadt am Rhein, spätere Anschrift Fürstenwallstraße 1.

Ab den 1830er Jahren begann eine merkbare Verbesserung der wirtschaftlichen Situation. 1831 wurde die Düsseldorfer Handelskammer gegründet. Zu diesem Zeitpunkt war aber die industrielle Produktion in Düsseldorf immer noch gering. In einer Untersuchung für den Oberpräsidenten vom 3. April 1836 gab es zu dieser Zeit in Düsseldorf nur 28 Fabriken mit insgesamt 850 Beschäftigten. Die Beschäftigten waren zudem noch größtenteils Kinder.
1831 wurden durch die Rheinschifffahrts-Convention alle Privilegien und Zölle, die bisher für den Handel per Schiff bestanden hatten, für den deutschen Bereich des Rheines ungültig. Die Handelsbehinderungen für die Rheinschifffahrt waren dadurch weitgehend aufgehoben. 1834 wurde mit Genehmigung der Berliner Finanzbehörden ein neuer Freihafen im Bereich des ehemaligen Rheintores eingerichtet. Ab 1851 wurden auch die letzten Abgaben für den Warenverkehr im holländischen Bereich des Rheines beendet. Mit der revidierten Rheinschifffahrtsakte von 1868 endeten alle ehemaligen Handelshemmnisse für den Transport auf dem gesamten Rhein. Zusätzlich war wieder ein Freihafen in Düsseldorf vorhanden.
Ab 1832 stieg das Handelsvolumen, das über Düsseldorf abgewickelt wurde, deutlich an. Der Deutsche Zollverein, der ab 1. Januar 1834 in weiten Gebieten des Reiches die innerdeutschen Handelszölle vereinfachte und teilweise abschaffte, verbesserte ebenfalls das Umfeld für den Handel. Eine erneute Gewerbeausstellung wurde 1837 im „Casino“ des Hauses Nr. 20 auf der Flinger Straße durchgeführt. Es beteiligten sich 113 Aussteller, die überwiegend aus dem Bergischen Land und vom Niederrhein kamen. Diese Ausstellung war erfolgreich und war der Grundstein für die spätere Entwicklung von Düsseldorf zu einer Messestadt.
Diese günstige Entwicklung des Handels wurde durch die Inbetriebnahme der ersten westdeutschen Eisenbahnstrecke zwischen Düsseldorf und Erkrath 1838, Weiterführung bis Elberfeld 1841, weiter begünstigt. 1839 folgte die Errichtung der ersten ständigen Schiffsbrücke zwischen Altstadt und dem linken Rheinufer, wodurch der Handel weiter erleichtert wurde. Wie stark der Anstieg des Handels nach 1831 war zeigen die nachfolgenden Daten für den Düsseldorfer Hafen:
- 1831: Gütermenge in „Centner“ = ..142.126; Anzahl Frachtschiffe: ?
- 1832: Gütermenge in „Centner“ = ..738.407; Anzahl Frachtschiffe: 1.425
- 1840: Gütermenge in „Centner“ = 1.160.952; Anzahl Frachtschiffe: 2.763

1836 wurde die Düsseldorfer Dampfschiffahrts-Gesellschaft für den Nieder- und Mittelrhein gegründet, die neben dem Gütertransport auch Personenschifffahrt durchführte. Diese Gesellschaft vereinbarte 1853 mit einer Kölner Dampfschifffahrts-Gesellschaft eine Betriebsgemeinschaft. Daraus entstand 1867 die „Köln-Düsseldorfer Deutsche Rhein-Schiffahrts AG“. Dies war der Vorläufer der aktuellen „Köln-Düsseldorfer“ auch kurz „KD“ genannt.
Auch die Bautätigkeit lebte wieder auf. Besonders im Bereich der neuen Straßen und Alleen am Rande der Altstadt wurden neue Adelspalais und Wohnhäuser errichtet. Das bis Ende der 1830er Jahre nur wenig bebaute Umland vor den inzwischen niedergelegten Bastionen wurde durch die Anlegung von Straßen wie: Schadowstraße, Jägerhofstraße, Hofgartenstraße, Haroldstraße und Schwanenmarkt für eine Bebauung erschlossen. Bereits bestehende ältere kleine Siedlungskerne im Umland wurden damit an das Straßennetz der Stadt angeschlossen. Das Gebiet im Bereich von Schloss Jägerhof wurde 1854 offiziell zum Stadtteil Pempelfort ernannt. In der zweiten Hälfte des 19. Jahrhunderts hatten hier viele aus der Oberschicht und von den Künstlern ihre vornehmen Stadthäuser. Im Bereich der Kastanienallee, der späteren Königsallee, wurden ab 1840 die ersten Häuser errichtet.

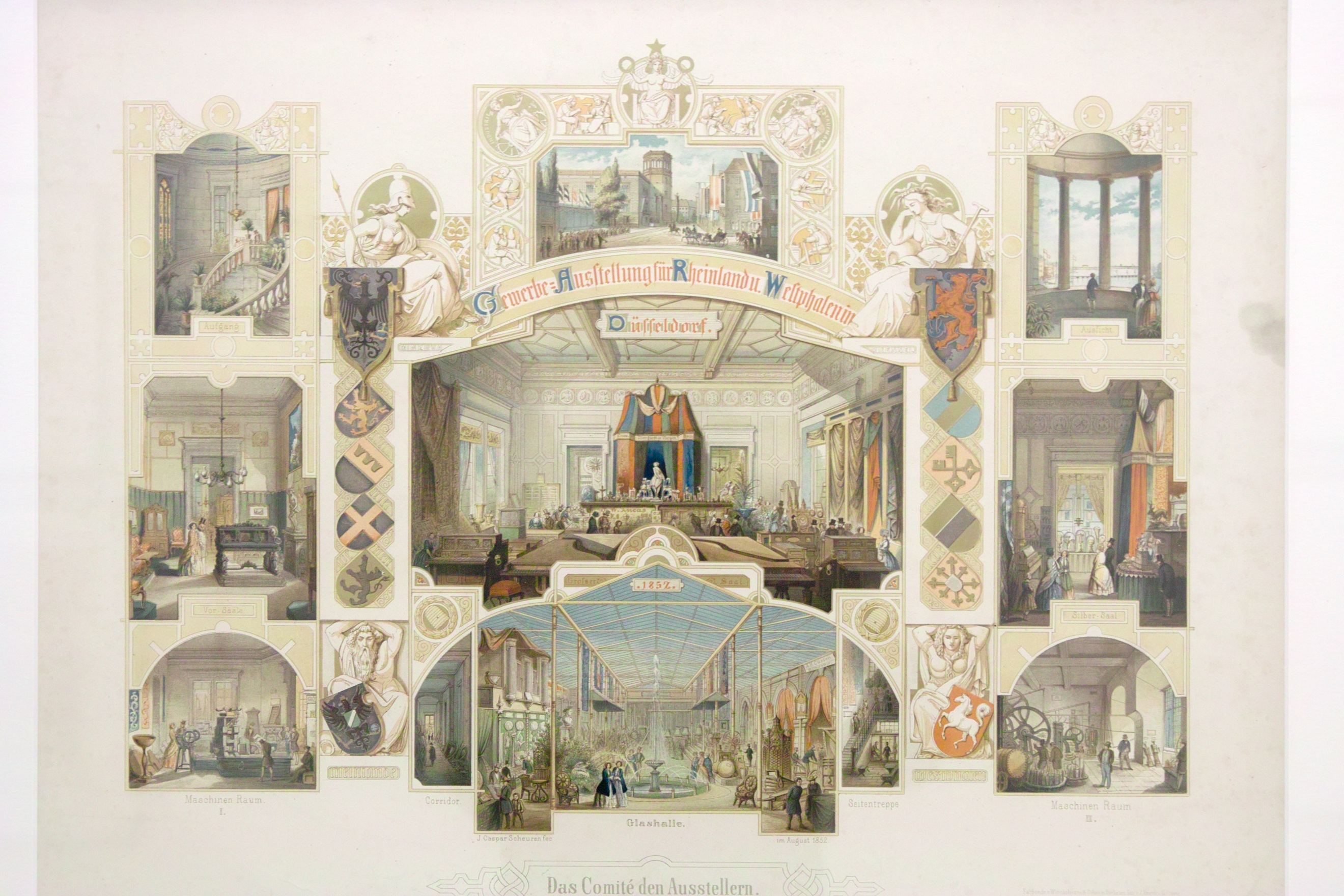
Gewerbeausstellung, 1852

Der bereits 1811 unter Napoleon beabsichtigte Wiederaufbau des weitgehend zerstörten Düsseldorfer Schlosses wurde ab 1845 vom Architekten Friedrich August Stüler durchgeführt. Der Provinziallandtag und die Kunstakademie Düsseldorf bezogen den instand gesetzten Gebäudekomplex. In den fertiggestellten 24 Sälen des Schlosses fand bald nach der ersten Sitzung des Provinziallandtags als erste größere Gewerbeausstellung die Provinzial-Gewerbe-Ausstellung für Rheinland und Westphalen vom 15. Juli bis 1. Oktober 1852 statt. 756 Firmen stellten Waren aller Art aus und die Besucherzahl lag bei über Sechzigtausend. Die Ausstellung war sehr erfolgreich und festigte den Messestandort Düsseldorf.
Zu Beginn der „Preußenzeit“ in Düsseldorf erschienen an Druckausgaben folgende Zeitungen und regelmäßige Veröffentlichungen: Täglich: „Düsseldorfer Zeitung“, „Düsseldorfer Abendblatt“ und „Niederrheinische Blätter“, wöchentlich: „Amtsblatt der königlichen Regierung“ und „Wochen- oder Intelligenzblatt“ sowie einmal im Monat „Monats-Rosen“.
Für einen neuen Stadtteil wurde ab 1846 ein sumpfiges Gelände südlich der Carlstadt erschlossen und 1854 dort mit dem Bau neuer Gebäude begonnen. Es entstand die Friedrichstadt, benannt nach dem zu dieser Zeit regierenden Preußenkönig Friedrich Wilhelm IV.

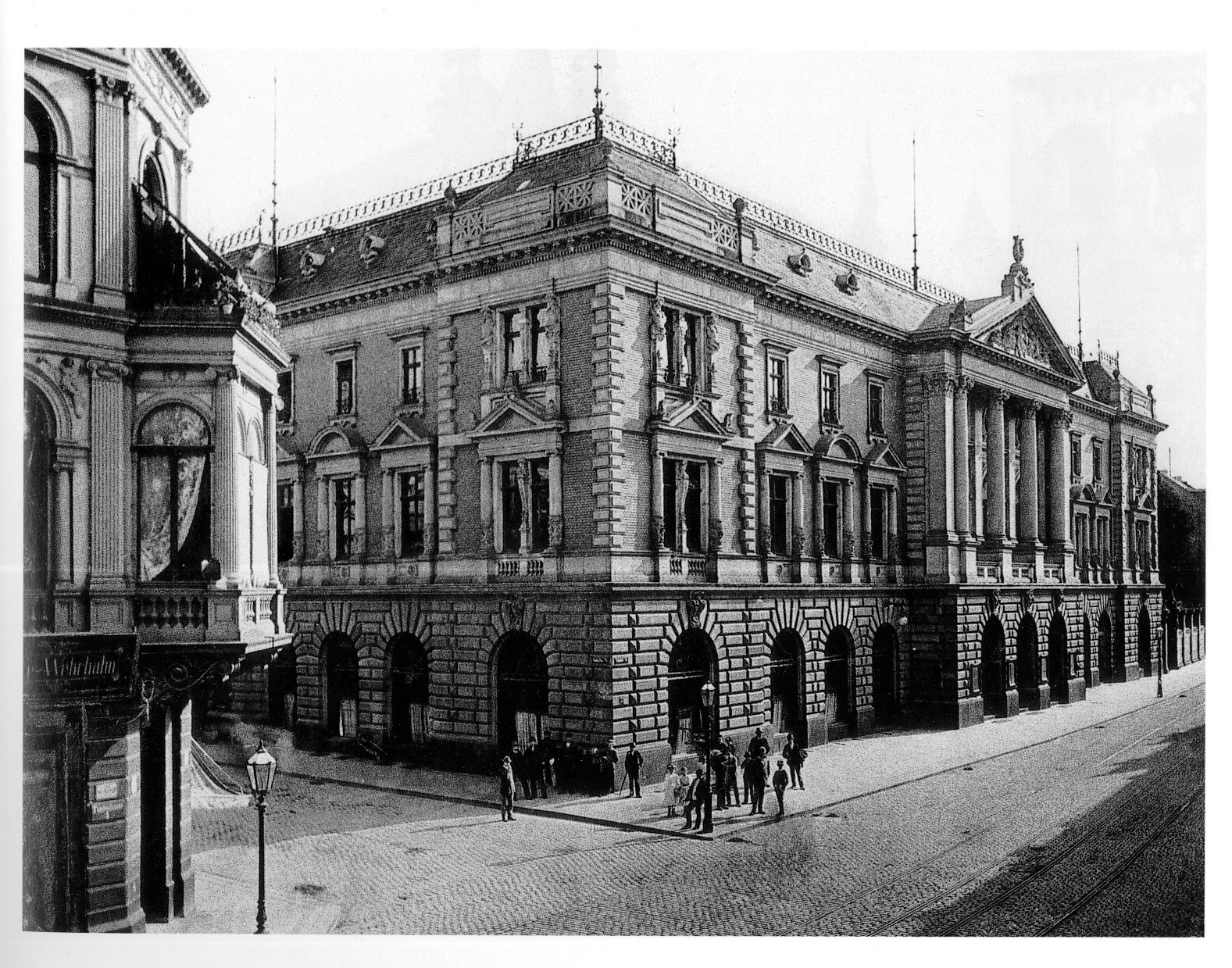
Alte Tonhalle

Das kulturelle Leben in der Stadt lebte zunehmend wieder auf. Nachfolgend einige zugehörige Daten: Karl Immermann gründete 1832 den Theaterverein. Das Theater am Rathausplatz wurde im selben Jahr von Vagedes umgebaut. Von 1833 bis 1835 waren Felix Mendelssohn Bartholdy und von 1850 bis 1854 Robert Schumann städtische Musikdirektoren. Die Düsseldorfer Malerschule begann sich herauszubilden und viele später überregional bekannte Maler waren Schüler an der Königlich-Preußischen Kunstakademie. Das alte Wohnhaus der Familie Jacobi und ein zum Schloss Jägerhof gehörendes Gartengrundstück wurden 1860 mit Hilfe der Stadt erworben und 1864–1867 um ein Festhaus, den Malkasten erweitert. Dieses Gebäude wurde zu einem Mittelpunkt für Festveranstaltungen der Düsseldorfer Gesellschaft. Der Betreiber, die Düsseldorfer Malkasten-Gesellschaft, war eine Organisation von Düsseldorfer Künstlern, die bereits 1848 im Umfeld der Märzunruhen gegründet worden war. 1818 hatte das erste Niederrheinische Musikfest in einem Düsseldorfer Gartenlokal in Golzheim stattgefunden. Diese Lokalität entwickelte sich in den nächsten Jahrzehnten zu einem Zentrum für Musikveranstaltungen und wurde bereits Tonhalle genannt. 1863 wurde das Grundstück von der Stadt erworben und 1865 hier die Alte Tonhalle errichtet.
Ein Abbild der wirtschaftlichen Situation in der Stadt ist die Entwicklung der Bevölkerung. Die nachfolgenden Daten zeigen die anfangs ungünstigen Verhältnisse, die sich nach 1830 deutlich verbesserten. Die Zahlen geben sowohl die Anzahl der Bewohner in der Kernstadt als auch insgesamt mit den Außenbezirken in Klammern an:
- 1809 = 13.263 (20.263)[196]
- 1812 = 14.472 (fehlen)[197]
- 1817 = 15.587 (22.587)[198]
- 1841 = 24.000 (32.000)[199]

Für die wachsenden Bevölkerung in der Stadt wurden ab Ende der 1830er Jahre entweder Schulen von der Stadt neu errichtet wie 1838 die Humboldt-Realschule, das spätere Humboldt-Gymnasium oder vom Bürgertum über eine Schulsozietät errichtet, wie beispielsweise 1837 die evangelische Luisen-Schule für Mädchen. 1842 wurde St. Andreas für die Altstadt ohne Carlstadt zur zweiten Pfarrkirche ernannt.
Etwa Mitte des 19. Jahrhunderts begann in Düsseldorf die Erzeugung und Verwendung von Stadtgas. Bereits 1840 ist eine erste Gasbeleuchtung nachweisbar. 1851 wurde diese auch im Rathaus und dem Stadttheater eingebaut. 1866 folgte die Inbetriebnahme des städtischen Gaswerkes. Im Zusammenhang mit dem Bau des Gaswerkes wurden gegen den damaligen Oberbürgermeister Ludwig Hammers Korruptionsvorwürfe erhoben, die jedoch nicht nachweisbar waren.
Die in der ersten Hälfte des 19. Jahrhunderts beginnende Industrialisierung in den Deutschen Staaten brachte neben den Handels- und Produktionsverbesserungen besonders für die einfache Bevölkerung auch Nachteile. Viele Hand- und Heimwerker verloren ihre wirtschaftliche Basis und verarmten, da sie nun nur als schlecht bezahlte Arbeiter in der Industrie ihren Lebensunterhalt verdienen konnten. Die Missernten von 1846 in vielen Reichsgebieten vergrößerte durch Preissteigerungen für Nahrungsmittel die Probleme, die sich im folgenden Jahr noch steigerten. Weitere Faktoren für die Unzufriedenheit mit den Verhältnissen in den vielen deutschen Einzelstaaten einschließlich Preußen war sowohl das aufkommende deutsche Nationalbewusstsein wie auch der Wunsch nach einer Demokratisierung der politischen Verhältnisse in Bereichen der bürgerlichen Gesellschaft.

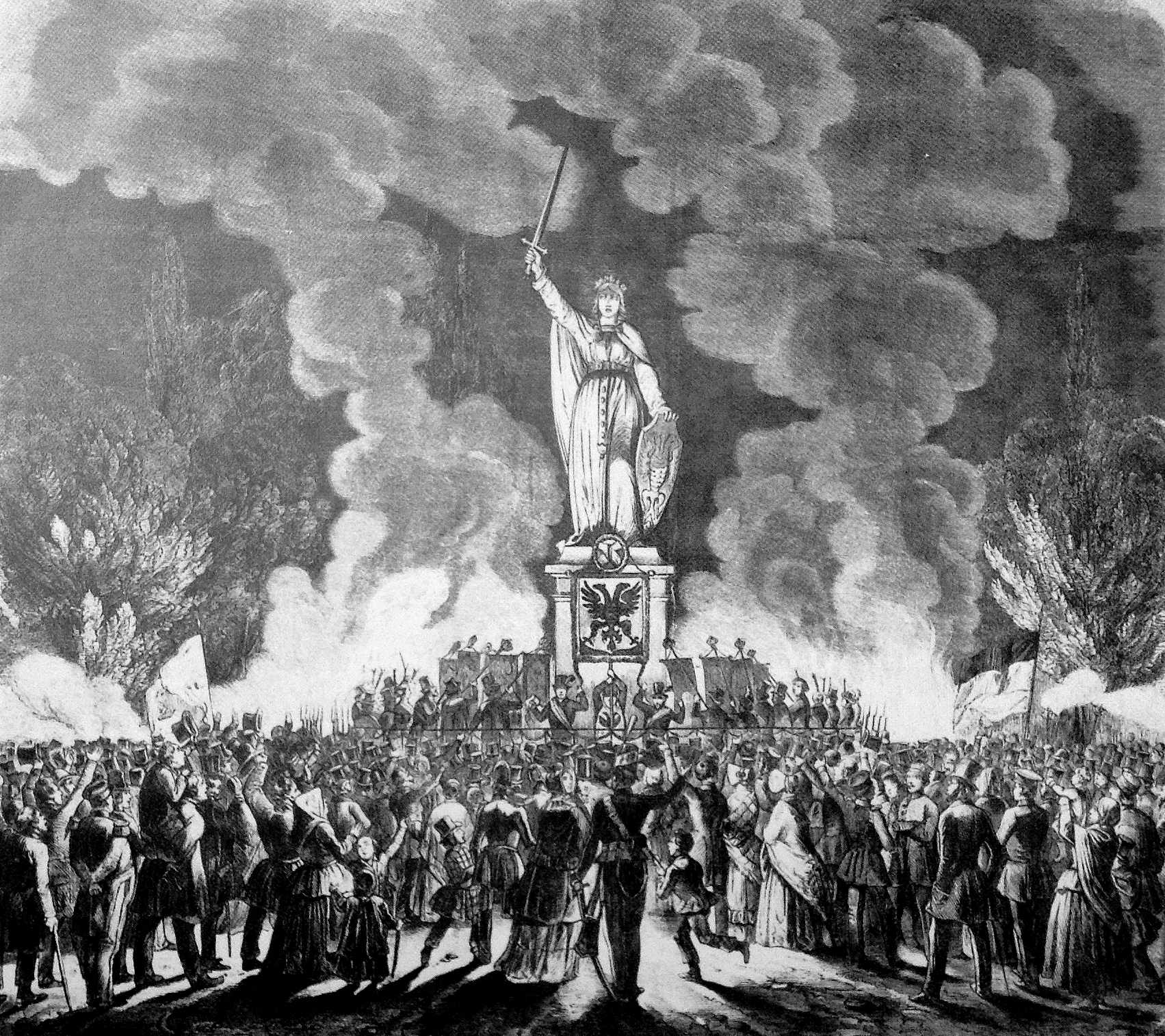
Zeitgenössische Abbildung des Festes des deutschen Einheit am 6. August 1848 auf dem Friedrichsplatz in Düsseldorf

Ein Unbehagen über die Verhältnisse und die regierende preußische Obrigkeit war in Düsseldorf weit verbreitet. Dies äußerte sich bereits im Jahr 1843 beim Köln-Düsseldorfer Verbrüderungsfest, als Düsseldorfer Bürger die Zurückweisung eines Entwurfes zur Einführung eines preußischen Strafgesetzbuches durch die Abgeordneten des 7. Provinziallandtages der Rheinprovinz, die damals im Statthalterpalais an der Mühlenstraße tagten, gemeinsam mit herbeigereisten Kölner Bürgern durch ein Freudenfest begrüßten. Der Eindruck, dass Düsseldorf ein „Hauptherd der Anarchie und Unordnung für die Rheinprovinz“ sei, wurde König Friedrich Wilhelm IV. am 14. August 1848 höchstpersönlich vermittelt, als er im Zusammenhang mit dem Kölner Dombaufest den in Düsseldorf residierenden Prinzen Friedrich besuchen wollte und auf der damaligen Kastanienallee mit antipreußischen Protesten empfangen und – wie eine Anekdote überliefert – mit Pferdekot beworfen wurde. Wenige Tage zuvor, am 6. August 1848, hatte die Stadt, die ein Zentrum der demokratischen Bewegung war, das Fest der deutschen Einheit gefeiert und so der Hoffnung auf eine demokratische Neuordnung Deutschlands, der sich auch die preußische Krone unterordnen sollte, Ausdruck gegeben. Die antipreußische Stimmung in der Stadt und die Vorkommnisse vom 14. August führten dazu, dass in Berlin sogar kurzzeitig über eine Schließung und Verlegung der Garnison in Düsseldorf nachgedacht wurde.
Die allgemeinen Unzufriedenheit mit den politischen Verhältnissen war im ganzen Reichsgebiet verbreitet. Es kam ab 1848 zur Märzrevolution, die im Großherzogtum Baden ab 1848 begann. Diese erfasste alle Deutschen Staaten und wurde in Preußen im Sommer 1849 von der Armee niedergeschlagen. In der Rheinprovinz in der näheren Umgebung von Düsseldorf brachen besonders in Elberfeld, Siegburg, Solingen und Prüm lokale starke Unruhen aus.
Auch Düsseldorf war von den Unruhen betroffen. Unter der Führung von Lorenz Cantador gründete sich eine Bürgerwehr, der bis November 1848 rund 2.500 Männer beigetreten waren. Die revolutionären Aktionen gipfelten im November 1848 in der Ausrufung eines Steuerboykotts, dem königlichen Verbot der Bürgerwehr, der Ausrufung des offenen Widerstands vom Hause Cantadors am Marktplatz sowie blutigen Barrikadenkämpfen am 9. Mai 1849 mit der Armee und 14 Toten, unter ihnen der junge Maler Ludwig von Milewski. Am Morgen des 10. Mai kam es zu weiteren Schießereien durch das Militär, obwohl kein weiterer Widerstand seitens der Bürgerwehr mehr vorlag. Nach Zeugenaussagen in einem Verleumdungsprozess Ende 1949 wurden dabei mindestens sieben an den Unruhen nicht beteiligte Bürger grundlos im Bereich des Rathausplatzes und den angrenzenden Straßen tödlich verletzt. Diese Vorfälle belasteten das Ansehen der Preußen in dieser Zeitperiode bei den normalen Bürgern in der Stadt zusätzlich. Weitere dramatische Ereignisse in der Stadt waren 1866 eine Choleraepidemie mit 111 Toten und 1871 eine Pockenepidemie mit 524 Toten.
Nach den Unruhen wurde 1849 Ludwig Hammers kommissarisch zum Oberbürgermeister ernannt. Bei den nächsten Wahlen 1850 wurde er auch von den Bürgern gewählt und war bis 1876 im Amt.

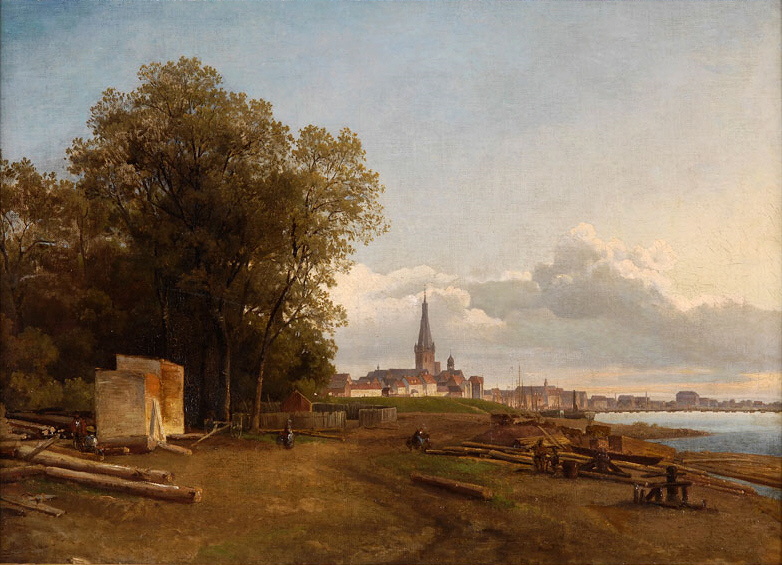
Ansicht von Norden um 1850

Für die Betreuung und Behandlung Kranker, Armer und Waisen in der Stadt und zur Anpassung an die wachsende Bevölkerung wurden Pflegehäuser wie auch Krankenhäuser sowohl in der Kernstadt wie auch in den Außenbezirken eröffnet oder gebaut. Im Einzelnen waren dies:
- 1831 das Theresienhospital in der Altestadt in den Gebäuden eines ehemaligen Klosters.
- 1859 ein St. Martinus Pflegeheim der Arme Dienstmägde Jesu Christi in Bilk, das Ende des Jahrhunderts zum Krankenhaus erweitert wurde.

Es folgten:
- 1860 eine Städtische Augenklinik mit Albert Mooren als ersten Leiter, dann ab
- 1864 Bau des Evangelischen Krankenhauses in der Friedrichstadt. Bereits 1849 war eine Stiftung für die Errichtung eines Hospitals durch evangelische Bürger in der Stadt gegründet worden. Ein im Pfarrhaus der Berger Kirche anfangs eingerichtetes kleines Hospital wurde durch den Neubau abgelöst. Weiterhin wurde
- 1865 von katholischen Bürgern der Stadt ein Verein für den Bau und Betrieb eines Krankenhauses gegründet. 1867 wurde ein Grundstück gekauft und mit dem Bau des Marienhospitals begonnen und bis 1872 fertiggestellt.[205]

Ab etwa Mitte des 19. Jahrhunderts begann durch die beginnende Industrialisierung von Deutschland auch für Düsseldorf eine stärkere Wachstumsperiode. Da in der dicht bebauten Kernstadt hierfür kein Platz vorhanden war, siedelten sich Fabriken im näheren Umfeld auf Gebieten, die zur Stadt gehörten, an. Neben der auch in Düsseldorf vorhandenen Textilindustrie wurden nun auch metallverarbeitende Werke gegründet. Ab 1852 wurden von belgischen Unternehmern wie die Gebrüder Richard, Gobiet, Bourouxhe und J. P. Piedbœuf erste stahlverarbeitende Werke nach dem Puddelverfahren in Düsseldorf-Oberbilk errichtet. Weitere bedeutende Unternehmensgründer für die Schwerindustrie war die Familie Poensgen. Diese verlegte ihre in der Eifel bestehenden älteren Fabriken nach Düsseldorf. Erster von den fünf Mitgliedern dieser Familie, die alle eigene Fabriken in Düsseldorf errichteten, war Albert Poensgen. Er baute 1860 in Oberbilk zunächst eine Stahl-Röhrenfabrik. Weitere Metall-, Stahl- und Walzwerke, auch von den Anderen dieser Familie, folgten bis 1870 ebenfalls in Oberbilk und in Lierenfeld. Der Grundstein für einen wichtigen Standort der Herstellung von Stahlprodukten und Röhren war damit in Düsseldorf gelegt.
Es folgten:
- 1864 der Bremer Jungunternehmer Ferdinand Heye, der die Gerresheimer Glashütte, damals noch außerhalb der Stadt, in Gerresheim gründete, die sich zu einem der größten Glasproduzenten im Reichsgebiet entwickelte, und
- 1866 der Ingenieur Ernst Schiess, der zuerst eine Werkstatt errichtete, in der 1870 die erste Werkzeugmaschine gebaut wurde. Hieraus entwickelte sich ein Unternehmen, das zu den wichtigen deutschen Herstellern für derartige Maschinen gehörte.[195]

Für den Transport der Materialien und Produkte von und nach Düsseldorf war ein weiterer Ausbau der Infrastruktur erforderlich. Wichtige Daten für den Ausbau des Eisenbahnnetzes mit einem Anschluss für Düsseldorf waren:
- Ab 1845 Inbetriebnahmen von Streckenabschnitten der Köln-Mindener Eisenbahn-Gesellschaft mit 1845 Köln-Deutz bis Düsseldorf, 1846 Düsseldorf bis Duisburg und 1847 Fertigstellung der Strecke über Hamm bis Minden.[207]

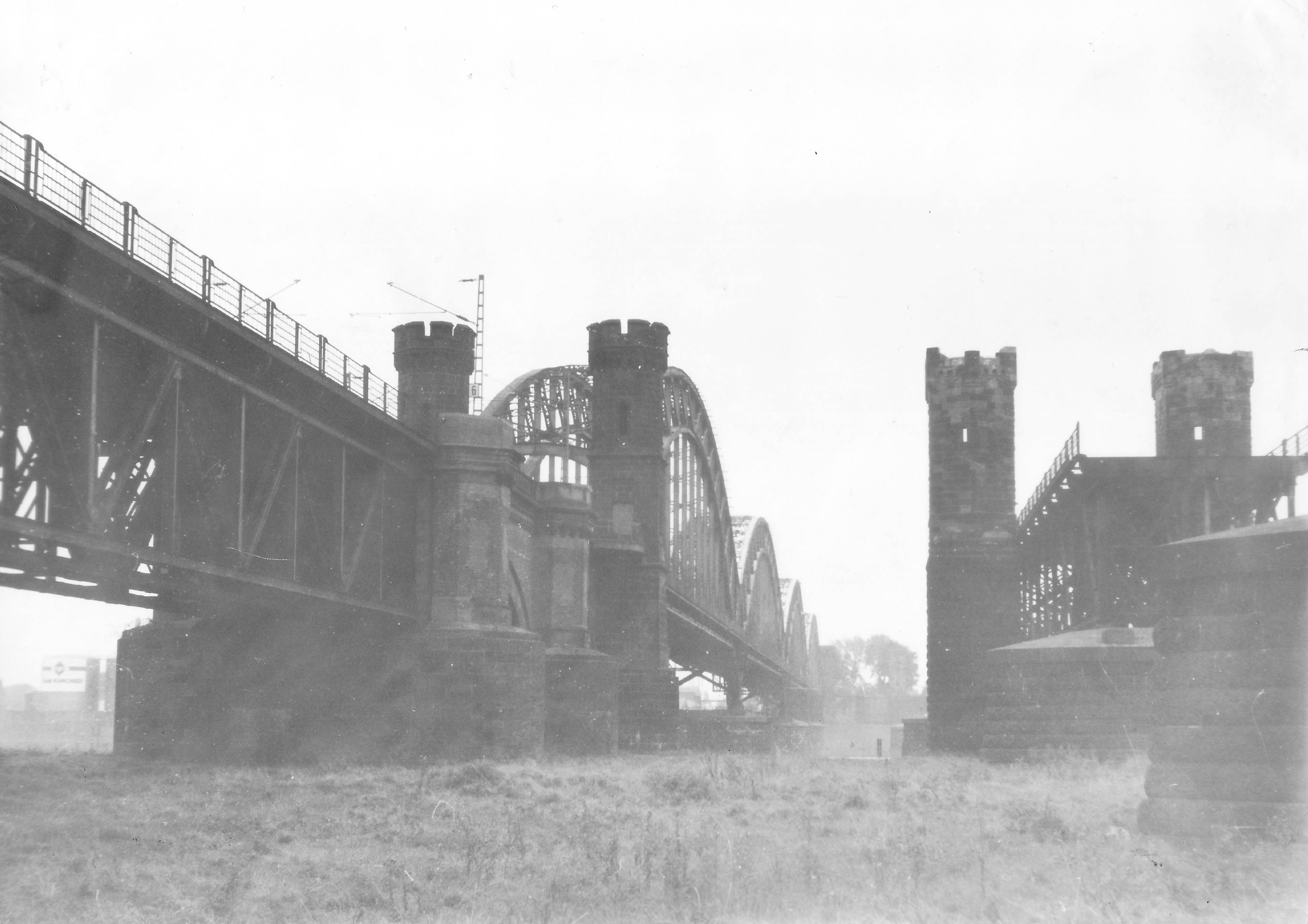
Foto von Ende der 1970er Jahre, rechts Ruine der ersten Brücke von 1870

- Seit Oktober 1847 war damit der Anschluss an ein bereits bestehenden Netz von Minden bis nach Berlin erfolgt. Weiterhin:
- 1852 war von Düsseldorf die Eisenstrecke nach Gladbach betriebsbereit. Es folgte die Fertigstellung bis Aachen im Januar 1853.[207]
- 1853 die Inbetriebnahme der Eisenbahnstrecke zwischen Neuss und Oberkassel.[195]
- 1857 wurde die Düsseldorf-Elberfelder mit der Bergisch-Märkischen Eisenbahngesellschaft zusammengelegt, nachdem durch Letztere bereits ab 1849 das Bergische Land weitgehend erschlossen worden war. Mit dem Bau der ersten festen Brücke über den Rhein bei Düsseldorf
- 1868 bis 1870, der Hammer Eisenbahnbrücke,[195]

war der Anschluss mit der Eisenbahn für den Güter- und Personentransport von Düsseldorf zum Umland und darüber hinaus weitgehend erreicht. Die Stadt war damit ein wichtiger Stapelplatz für den Handel und Transport von industriellen und landwirtschaftlichen Produkten für den Niederrhein und das Bergische Land geworden.
Mit der beginnenden Industrialisierung verstärkte sich der Zuzug von Personen nach Düsseldorf. Nach einer amtlichen Zählung vom 3. Dezember 1861 lebten zu dieser Zeit
- 37.902 katholische Personen
- 11.737 evangelische Personen
- 3.358 militärische Personen

und damit insgesamt 52.997 Personen in der Stadt. Die Zahl der militärischen Personen war damit im Vergleich zu den Zahlen der 1820er Jahre inzwischen stark verringert, wenn auch in Düsseldorf weiterhin noch einige kleinere preußische Armeeeinheiten stationiert waren.
Vom Deutschen Krieg 1866 und dem Deutsch-Französischen Krieg 1870/71 war Düsseldorf kaum betroffen, da diese nicht in der näheren Umgebung stattfanden. Allerdings haben in der Preußischen Armee auch Düsseldorfer gedient, von denen einige bei den kriegerischen Handlungen zu Tode kamen. Letzteres ist auf den öffentlichen Gedenktafeln zu diesen Kriegen dokumentiert. Die Folgen, besonders des Deutsch-Französischen Krieges, waren jedoch auch die weitere Entwicklung Düsseldorfs von Bedeutung. Bis 1871 war die Umstrukturierung für Düsseldorf von einer Residenz- und Verwaltungsstadt zu einer Industrie- und Handelsstadt bereits weitgehend eingeleitet. Obwohl diese Entwicklung anfangs relativ langsamen verlief, war spätestens ab Ende der 1860er Jahre bereits erkennbar, dass sie zu einem wichtigen und großen Handels- und Industriezentrum führen würde.

#### Preußische Periode von 1871 bis 1900

Stadtplan Düsseldorf, 1881

Bereits vor dem Vorvertrag von Versailles und dem Frieden von Frankfurt vom 10. Mai 1871 war das Deutsche Kaiserreich am 18. Januar 1871 gegründet worden. Für Düsseldorf ergaben sich keine direkten Änderungen, da die Rheinprovinz unverändert eine Provinz von Preußen blieb. Ein Ergebnis des Friedens war die Zahlung einer Reparationszahlung in Höhe von 5 Milliarden Goldfrancs durch Frankreich an das Reich. Es gab im Kaiserreich einen Boom in Industrie, Handel und Bautätigkeit im Kaiserreich. Dieser brach 1873 aber im Gründerkrach zusammen und die Große Depression (1873–1896) in Europa begann.

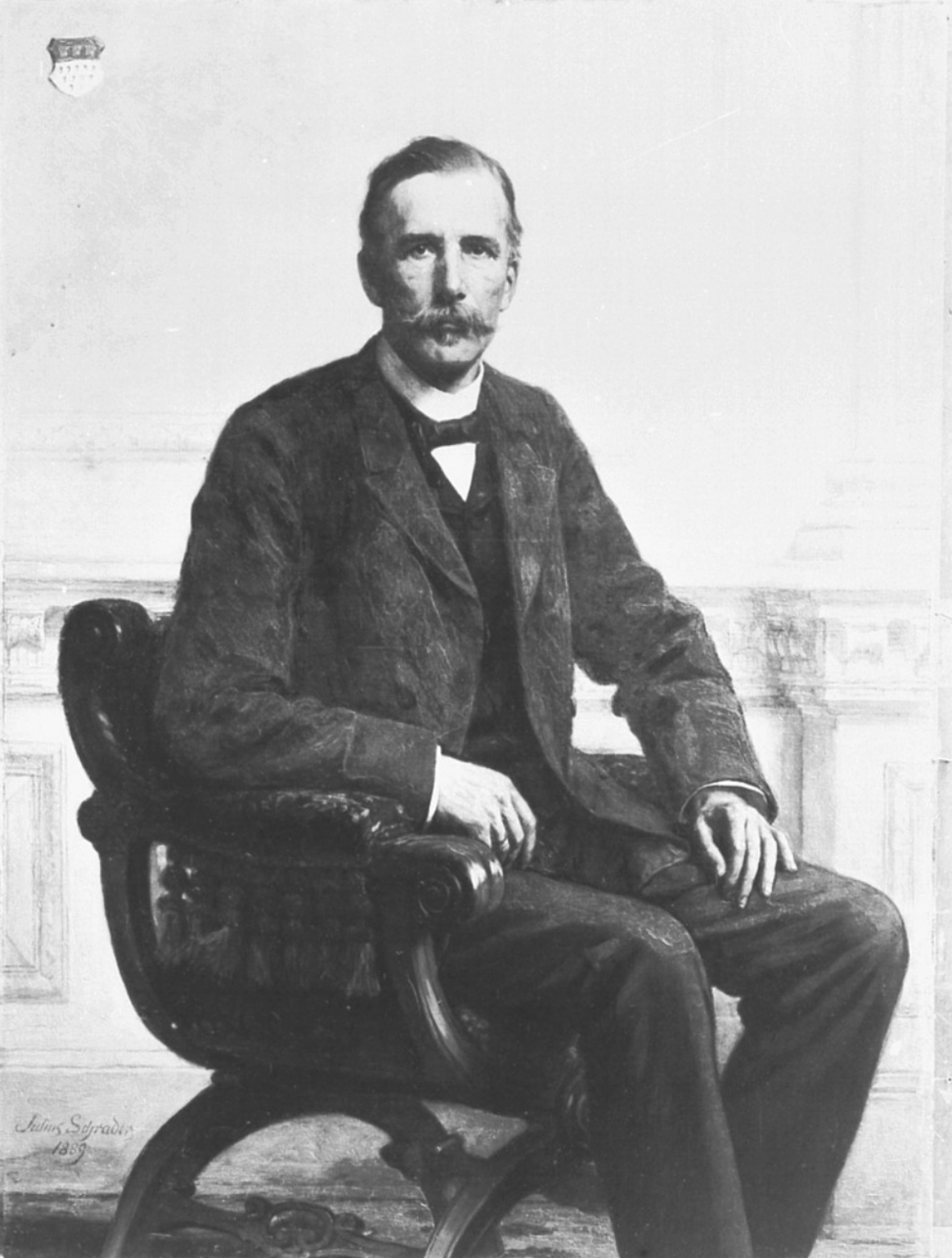
Wilhelm Becker, porträtiert von Julius Schrader (1889)

Auch Düsseldorf war von dieser allgemeinen Situation im Reich betroffen, allerdings wurde die Entwicklung der Stadt nur kurzfristig verlangsamt. Durch das Wachstum der Stadt ab Mitte der 1850er Jahre mit ansteigender Bevölkerungszahl, der Gründung von Industrieunternehmen im Stadtbereich und hohem Handelsvolumen, wurde Düsseldorf zu einem wichtigen Wirtschaftszentrum in der Rheinprovinz. Durch eine Kabinettsorder vom 20. April 1872 schied die Stadt Düsseldorf aus dem Kreis Düsseldorf aus und bildete wieder einen eigenen Stadtkreis.
1873 wurde Düsseldorf zum Amtssitz des Landeshauptmannes der Rheinprovinz. Dieser war in Preußen der höchste Beamte, der nach der neuen ab 1875 gültigen Verfassung für die Provinzen vom Provinzialverband gewählt wurde. Er leitete die provinziale Selbstverwaltung, während der vom König ernannte Oberpräsident der Rheinprovinz die Zentralregierung vertrat, dessen Dienstsitz in Koblenz war. Der Landeshauptmann wurde für minimal sechs und maximal zwölf Jahre in sein Amt gewählt.
Oberbürgermeister in der Stadt war noch bis 1876 der nach den Märzunruhen 1849 ernannte Ludwig Hammers. Für die letzte Wiederwahl 1874 erhielt er die vom Deutschen Kaiser erforderliche Anerkennung der Wahl nur zeitverzögert. Nachfolger war von 1876 bis 1886 Wilhelm Becker, der als erster Oberbürgermeister in Düsseldorf Protestant war. In dessen Amtszeit wurde die städtische Finanzverwaltung modernisiert, die große Gewerbeausstellung von 1880 im heutigen Stadtteil Düsseltal fand statt und von Stadtbaumeister Buch 1884/85 ein Bebauungsplan für Düsseldorf erstellt. Dieser Plan war für ein Stadtgebiet von 2.400 Hektar und einer Einwohnerzahl von 600.000 ausgelegt. Kernpunkte waren der Ausbau des Rheinufers, Anlegung von Ringstraßen, Bau eines neuen Rheinhafens und Bau eines Hauptbahnhofs, um die störenden Kopfbahnhöfe im Bereich des Graf-Adolf-Platzes zu entfernen. Dieser Entwicklungsplan war in den Grundzügen bis zum Zweiten Weltkrieg gültig. Als Oberbürgermeister folgten Wilhelm Becker von 1886 bis 1899 Ernst Heinrich Lindemann und ab 1899 Wilhelm Marx.
Für die bereits angeführte Gewerbeausstellung für das Rheinland und Westfalen von 1880 wurden erstmals über 100 Messebauten auf dem Messegelände neu errichtet. Neben dem benutzten Zoogelände, die hier untergebrachten Zootiere waren während der Messedauer ausquartiert, wurde ein östlich neben dem Zoo liegendes Waldgebiet neu erschlossen. 3049 Firmen stellten ihre Produkte aus. Die Zahl der Besucher mit über einer Million zeigt sowohl das große Interesse der Industrie und der Bevölkerung an dieser Messe wie auch den Erfolg dieser Veranstaltung. Zusammen mit der Gewerbeausstellung, deren Eröffnung am 9. Mai 1880 erfolgte, wurde auch eine Kunstausstellung in der Stadt durchgeführt.
Bis 1882 stieg die Einwohnerzahl in Düsseldorf auf über 100.000 an und wurde damit eine Großstadt. Mit den Industrieansiedlungen im Umland der Kernstadt und der dort auch ständig ansteigenden Bevölkerung, stieg auch der Bedarf an religiösen Versammlungsräumen in diesen bereits zu Düsseldorf gehörenden Vororten. Es entstanden neue örtliche religiöse Gemeinschaften, die Vorläufer der sich bildenden neuen Gemeinden außerhalb der Kernstadt. Zuerst fehlten für diese noch Gemeindekirchen. Zwischen etwa 1850 bis 1880 benutzten die Christen deshalb dort vorhandene Kapellen und kleinere Kirchen von Klöstern und religiösen Einrichtungen. Beispiele für die Abhaltung regelmäßiger katholische Gottesdienste außerhalb einer Gemeindekirche waren:
- ab 1850 in Derendorf in der Kapelle des Waisenhauses der Schwestern vom armen Kinde,
- ab 1853 an der Klosterstraße in Düsseldorf-Mitte in der Kirche der Franziskaner,
- ab 1859 an der Kaiserstraße in Pempelfort in der Kapelle des Ordens der Clarissen und
- ab 1872 im Marienhospital in der Kapelle der dort dienenden Franziskanerinnen.

Der Anteil der katholischen Christen an der Gesamtbevölkerung in Düsseldorf überwog Mitte der 1885er Jahre noch deutlich. Er betrug zu dieser Zeit etwa 100.000 von gesamt 130.000 Einwohnern. Für evangelischen Christen sind in der angeführte Zeit regelmäßige Gottesdienste außerhalb der beiden Kirchen in der Altstadt nur ab 1876 in der Kapelle des Evangelischen Krankenhauses in Unterbilk bekannt.

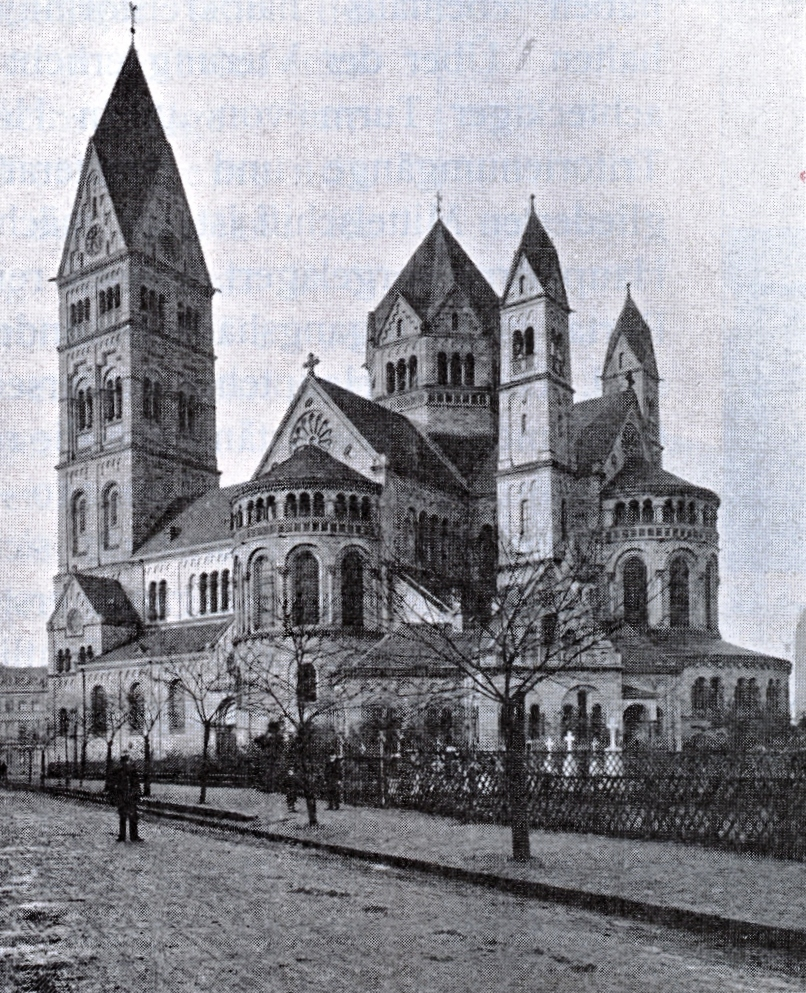
Ursprüngliche Rochuskirche bis zum Zweiten Weltkrieg

Mit der weiter anwachsenden Bevölkerung war der Neubau von größeren Kirchen außerhalb der Kernstadt erforderlich. Bereits 1865 wurde die Kapelle des Klarissenklosters an der Kaiserstraße zur Herz-Jesu-Kapelle umgebaut. Es folgte 1870/72 der Bau der Kirche St. Josef in Oberbilk, zunächst ohne Kirchturm, der 1880 fertiggestellt wurde. Weitere Neu- und Umbauten an katholischen Kirchen vor 1900 waren:
- 1879/81 Umbau/Erneuerung der seit 1812 nicht mehr benutzten Kirche Alt St. Martin in Bilk,
- 1890/92 Bau der Kirche St. Mariä Himmelfahrt in Flingern,
- 1892/93 Bau der Kirche Heilige Dreifaltigkeit in Derendorf als Ersatz für die alte Backsteinkirche von 1692,[Anm. 21] sowie
- 1894/96 Bau der Martinskirche in Unterbilk wie auch der Marienkirche in Düsseldorf-Mitte. Fast zur selben Zeit wurde in Pempelfort
- 1894/97 die Rochuskirche gebaut.

Da der Bevölkerungsanteil der evangelischen Christen deutlich geringer war als der der Katholiken, wurden vor 1900 nur wenige neue evangelische Kirchen in Düsseldorf errichtet. Der Baubeschluss für die
- 1875/81 errichtete Johanneskirche in Düsseldorf-Mitte erfolgte bereits 1859, die als neue evangelische Stadtkirche geplant worden war. Als weitere Kirche wurde
- 1896/99 die Friedenskirche in Unterbilk gebaut.

Auch die Anzahl der Juden war im 19. Jahrhundert in Düsseldorf angestiegen. Da die Synagoge an der Kasernenstraße, die 1792 errichtet worden war, für die Gemeinde inzwischen zu klein war, wurde sie 1873/75 umgebaut und vergrößert.

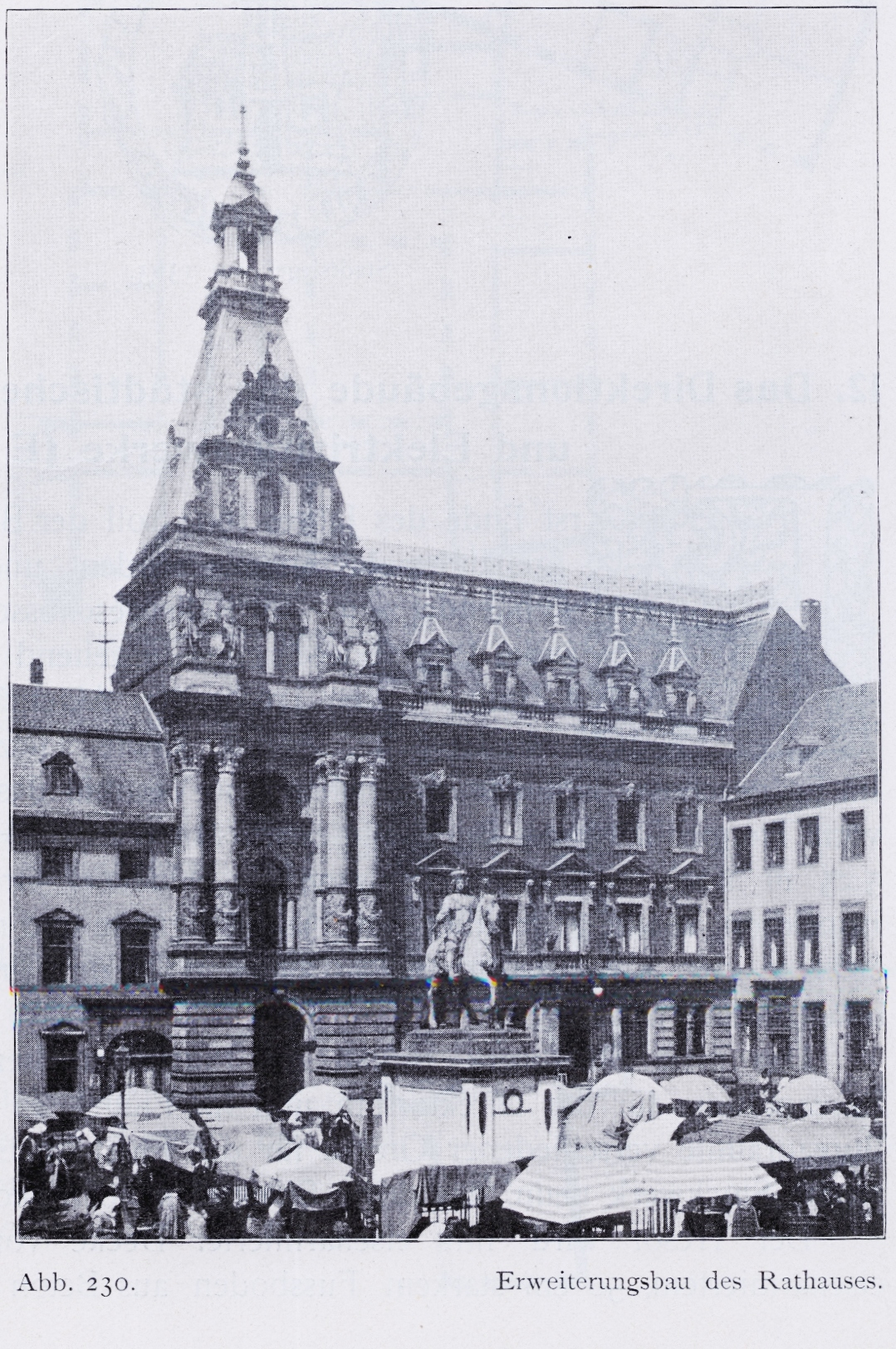
Neues Rathaus in Düsseldorf Teilansicht, vor dem Umbau des Turmes

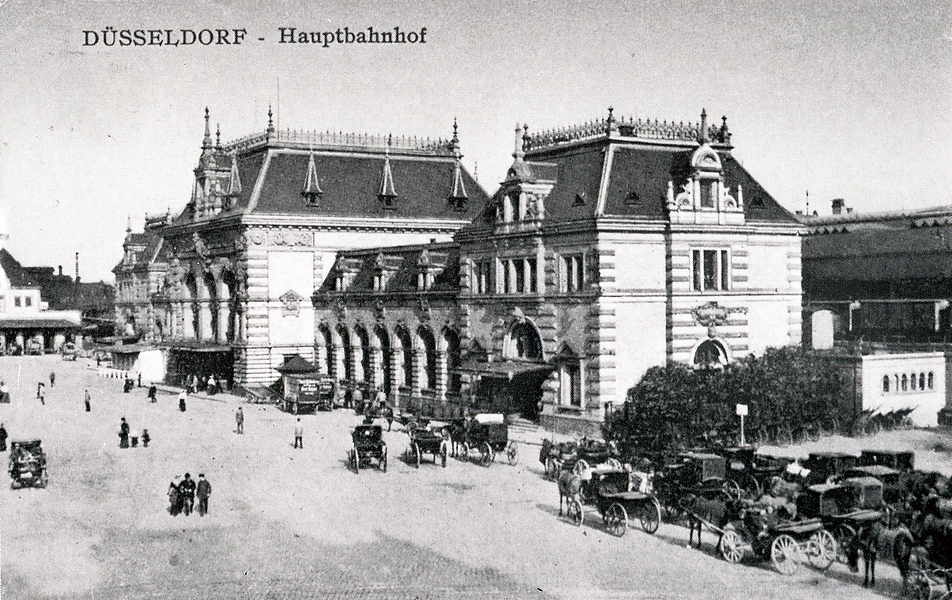
Alter Hauptbahnhof Düsseldorf um 1900

Das Düsseldorfer Schloss wurde 1872 bei einem Brand, verursacht durch Blitzeinschlag, endgültig bis auf das Galeriegebäude im Bereich des Südflügels weitgehend zerstört und bis 1892 abgetragen. Lediglich der von Rudolf Wiegmann bereits umgestaltete Schlossturm blieb erhalten. Dieser Brand führte im selben Jahr dazu, dass das Feuerwehrwesen professionalisiert und eine Berufsfeuerwehr in Düsseldorf gegründet wurde.
Im November 1882 und Ende Dezember bis in den Januar 1883 überschwemmten zwei ungewöhnlich starke Hochwasser des Rheins alle Gebiete seines Stromgebietes und damit auch des Regierungsbezirks Düsseldorf. Düsseldorf war von diesen Ereignissen zwangsläufig auch stark betroffen. Im Stadtgebiet stieg das Grundwasser stark an und flutete viele Keller und niedrige Häuser der Altstadt standen bis unters Dach unter Wasser. Der Wasserstand der Düssel setzte ebenfalls viele ufernahe Bereiche unter Wasser, dies betraf auch weite Teile des Hofgartens.
Bemerkenswerte nichtreligiöse Neubauten im und im näheren Umfeld der alten Kernstadt bis Ende des 19. Jahrhunderts waren:
- 1875 der Bau eines neuen Stadttheaters, der heutigen Oper, an der damaligen Alleestraße und
- 1876/80 der Neubau des Ständehauses am Kaiserteich in der Friederichstadt als Ersatz für den Gebäudeteil im abgebrannten Schloss. Ebenfalls als Ersatz für den Fortfall des Schlosses wurde
- 1878 eine neue Kunstakademie an der Eiskellerstraße errichtet. Es folgte
- 1878/81 der Bau der Alten Kunsthalle auf dem damaligen Wilhelmsplatz und
- 1883 die Errichtung der Kunstgewerbeschule südlich von der Schlossruine sowie
- 1884 die Erweiterung des Rathauses um das sogenannte Neue Rathaus an Stelle des 1882 abgebrochenen Alten Theaters am Marktplatz. Der große wuchtige Turm überforderte aber die Statik des Gebäudes und musste um 1900 verkleinert werden. Weitere städtische Baumaßnahmen waren
- 1888 die Inbetriebnahme des ersten Hallenbades der Stadt an der Grünstraße in der Nähe der Königsallee und die Errichtung eines neuen großen Bahnhofes für die Stadt, der aber nicht in der direkten Nähe der alten Kernstadt lag. Dessen Inbetriebnahme erfolgte
- 1891 als Hauptbahnhof und ersetzte drei ehemalige Sackbahnhöfe, die im Bereich des Graf-Adolf-Platzes gelegen hatten. Der
- 1877 eröffnete Personenbahnhof Düsseldorf RhE in Derendorf war für die Verbindung Düsseldorf nach Dortmund über Wuppertal angelegt worden. Dieser Bahnhof wurde nach 1890 zusätzlich um den Güterbahnhof Derendorf und 1889 um ein neues Empfangsgebäude für den Personenverkehr erweitert.[217][211]

Um die alte Kernstadt zum Rhein hin zu öffnen, wurde ab 1896 bis 1897 deren Rheinufer nach Westen vorverlegt. Zusätzlich war Gelände frei geworden durch den Abriss der Ruinen des Schlosses und der Häuser auf der Westseite der Krämerstraße. 1898 bis 1900 konnte dadurch eine neue Rheinuferstraße mit Promenade und tiefer gelegter Werft angelegt werden.
Mit der zunehmenden Bebauung der Gebiete außerhalb der ehemaligen Kernstadt lag das acht Hektar große Gelände mit den Kasernen und der Garnisonskirche St. Anna an der Kasernenstraße nun mitten im Stadtgebiet. Bereits 1870 hatte die Stadt dem Militär 250.000 Taler für die Übernahme dieses Gebietes geboten. Dieses Angebot wurde, ebenso wie ein weiteres Angebot 1872 von der Firma Killing & Co. für 900.000 Taler, vom preußischen Kriegsministerium abgelehnt. Als Begründung wurde angeführt, dass ein Neubau einer vergleichbaren Garnison am Rande der Stadt mindestens 1,4 Millionen Taler Kosten würde. Erst 1905 konnte die Stadt für eine urbane Nutzung das Gelände des Exerzierplatzes und das der Kasernen zwischen Königsallee und Kasernenstraße erwerben.
Die Industrialisierung mit der Gründung neuer Industriefirmen und der Fusion bereits bestehender Firmen ging in dem bereits zur Stadt gehörenden Umland in Bilk, Oberbilk, Lierenfeld und Derendorf weiter voran. Die Ansiedlung neuer Firmen war nicht auf das nähere Umfeld der alten Kernstadt beschränkt. Besonders südlich von der Stadt im Großraum Benrath entwickelte sich ab Mitte der 1870er Jahre ein weiteres großes Industriegebiet. Diese dortigen Firmen lagen aber erst Ende der 1920er Jahre nach den Eingemeindungen der südlichen Ortschaften auf Düsseldorfer Stadtgebiet. Eine der Folgen des sich deutlich steigernden Wirtschaftsvolumen und der Ansiedlung von Banken war die Gründung und Eröffnung die Düsseldorfer Börse 1884.
Nachfolgend einige der bedeutenderen Firmengründungen, Firmen die zum Teil noch heute bestehen, mit ihren Gründungsjahren:

Düsseldorfer Röhren- und Eisenwalzwerke AG: Stahlwerk und Röhrenwerke II und III in Lierenfeld

Die Düsseldorfer Röhren- und Eisenwalzwerke AG, die
- 1872 durch die Fusion diverser Werke der Industriellenfamilie Poensgen in Oberbilk und Lierenfeld und dem Röhrenwerk in Eller J. P. Piedboeuf & Co. entstand. Fast zeitgleich wurden an der Grafenberger Allee
- 1872/73 die Aktiengesellschaft für Lokomotivbau Hohenzollern und
- 1873 in Düsseltal die Maschinenfabrik Haniel & Lueg von Franz Haniel und Heinrich Lueg gegründet. Es folgte
- 1878 die Eröffnung einer Handelsfirma für Papier durch Ferdinand Emil Jagenberg. Diese begann 1890 mit der Fertigung von Schneidemaschinen für Papierrollen und entwickelte sich zu der bedeutenden Maschinenbaufirma Jagenberg in Bilk.

Bereits 1876 hatte Fritz Henkel in Aachen eine Firma für Waschmittelprodukte gegründet, die
- 1878 nach Düsseldorf in das Gebäude einer ehemaligen Seifenfabrik verlegt wurde. 1879/80 folgte der Bau einer neuen Fabrik in Oberbilk und um 1899 der Umzug in neue Gebäude nach Holthausen. Hieraus entwickelte sich der Henkel-Konzern eine der auch aktuell weltweit führenden Firmengruppe für Waschmittel und Klebstoffe.

Der Erfinder Heinrich Erhard hatte ein Verfahren für die Herstellung nahtlose Hohlkörper aus Metall entwickelt. Für den Einsatz dieser Erfindung wurde
- 1889 die Rheinische Metallwaren und Maschinenfabrik in Derendorf gegründet, die Vorläuferfirma der aktuellen Firma Rheinmetall.

Für die Herstellung nahtloser Stahlrohren nach einem von ihnen entwickelten neuen Verfahren gründeten die Brüder Max und Reinhard Mannesmann mehrere Röhrenwerke in Europa. Diese wurden wegen anfänglicher Probleme, das Herstellungsverfahren war noch nicht ausgereift, 1890 zu einer neuen deutsch-österreichischen Firma mit Sitz in Berlin zusammengefasst. Die Verwaltung dieser Firma wurde
- 1893 nach Düsseldorf verlegt und 1897 hier die Deutsche Röhrenwerke AG gegründet. 1897 wurde in Rath, zu diesem Zeitpunkt noch außerhalb von Düsseldorf, ein Werk für die Herstellung von Röhren gebaut. Hieraus entwickelten sich die Mannesmannröhren-Werke AG, eine der bis Ende des 20. Jahrhunderts weltweit erfolgreichsten Firmengruppe für die Herstellung von nahtlosen und geschweißten Rohren.

Neben der Errichtung von Industriewerken kam es auch zu einer zunehmenden Besiedlung des zu Düsseldorf gehörenden Umlandes. Hierfür waren zusätzliche Infrastrukturmaßnahmen erforderlich und hierzu gehörten insbesondere:
- Schulen:[221][222]

Ab 1870 wurden die Schulsysteme für die Volksschulen erweitert und einige neuen Gebäude hierfür errichtet. Bis 1884 erhöhte sich die Anzahl der Volksschulen im gesamten Stadtgebiet auf 26. Davon waren fünf evangelische Schulen und eine Hilfsschule. Der Kulturkampf in Preußen von 1871 bis 1886 führte in Düsseldorf 1875 zur zeitweisen Schließung des St.-Ursula-Gymnasiums, das erst 1888 wieder eröffnet wurde. Weiterhin wurde 1876 die gymnasiale Luisen-Schule aus der evangelischen privaten in die städtische Trägerschaft übernommen. An zusätzlichen höheren Schulen wurde 1872 eine „lateinfreie“ Bürgerschule eröffnet, das aktuelle Geschwister-Scholl-Gymnasium. 1878 wurde die Städtische Mädchen-Mittelschule an der Oststraße eröffnet und 1883 eine Kunstgewerbeschule.
- St. Vinzenz-Krankenhaus

Auch in Derendorf stieg Ende des 18. Jahrhunderts die Anzahl der Industriearbeiter stark an. Zur Verbesserung der örtlichen Verhältnisse rief die dortige katholische Gemeinde den Orden der Vinzentinerinnen aus Köln. Diese gründeten 1894 neben anderen karitativen Einrichtungen auch eine ambulante Kranken- und Altenpflegestation in der besonders arme Frauen unentgeltlich behandelt wurden. Diese Einrichtung wurde von 1898 bis 1914 zum St. Vinzenz-Krankenhaus durch Um- und Neubauten erweitert.
- Neuanlage von Friedhöfen:

Der kommunale Golzheimer Friedhof, der 1805 eröffnet worden war, erreichte nach Mitte des 19. Jahrhunderts seine maximale Kapazität und wurde in zwei Stufen 1884 und 1897 geschlossen. Als Ersatz wurden im Süden der Stadt 1879 der Stoffeler Friedhof und im Norden 1884 der Nordfriedhof angelegt und eröffnet.
- Grünanlagen:

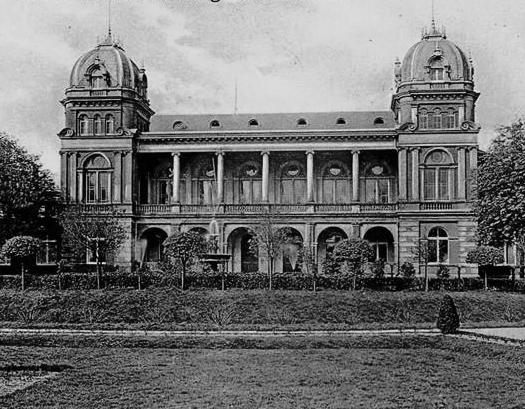
Florapark: ehemaliges Konzerthaus

Um 1870 wurde in Unterbilk von Privatleuten der Florapark angelegt. Das damals am Rande des Parks miterrichtete Konzerthaus, auch Tonhalle des Südens genannt, wurde nach seiner Zerstörung im Krieg durch das Karl-Arnold-Haus ersetzt.
Mit städtischer Beteiligung wurde 1876 der Zoologische Garten am Brehmplatz eröffnet. Weiterhin wurden zusätzliche öffentliche Parkanlagen errichtet und zwar 1891 der Volksgarten in Oberbilk und 1894 der Ostpark in Grafenberg. Zudem kaufte die Stadt 1892 die private Pferderennbahn, die 1876 auf der Lausward angelegt worden war. Es folgte 1897 der Erwerb des Grafenberger Waldes, der entgegen seinem Namen überwiegend in Ludenberg lag und damit zu diesem Zeitpunkt außerhalb der Stadtgrenze im Landkreis Düsseldorf. Dies führte zu einem Disput zwischen dem Düsseldorfer Regierungspräsidenten und dem Oberbürgermeister Ernst Heinrich Lindemann, der 1899 zum vorzeitigen Ruhestand des letzteren führte.
- Nahverkehr: Siehe mehr hierzu unter „Geschichte der Düsseldorfer Straßenbahn“

Die alte Oberkasseler Brücke (im Hintergrund) auf einer Postkarte von 1909

Für den Personentransport innerhalb des Stadtbereiches wurden ab 1876 private Straßenbahnen, die von Pferden gezogen wurden, in Betrieb genommen. 1892 kaufte die Stadt diese Bahnen und verpachtet sie. Die Elektrifizierung dieser Bahnen erfolgte zwischen 1896 und 1900. Im Zuge der Umstellung auf Elektrizität für den Antrieb wurde am 25. März 1896 von Heinrich Lueg die Rheinische Bahngesellschaft AG gegründet. Aufgabe dieser Gesellschaft war die Planung, der Bau und der Betrieb einer neuen elektrisch betriebenen Kleinbahn zwischen Krefeld und der Düsseldorfer Innenstadt. Hierfür war die Überquerung des Rheins notwendig. Es wurde deshalb der Bau der ersten Straßenbrücke über den Rhein in Düsseldorf für den allgemeinen Verkehr und für diese Straßenbahn geplant und umgesetzt. Die Inbetriebnahme der Brücke, Oberkasseler Brücke genannt, erfolgte am 12. August 1898. Die erste Straßenbahn fuhr über die Brücke am 15. Dezember desselben Jahres. Ebenfalls 1898 wurde Oberbilk durch eine Kleinbahn mit Vohwinkel und Ohligs verbunden. Betreiber dieser Linien war die Bergische Kleinbahn AG. Weiterhin nahm 1898 eine Straßenbahnlinie zwischen Innenstadt und Ratingen ihren Betrieb auf. Für eine Kleinbahn zwischen Innenstadt und Duisburg wurde 1896 die Gesellschaft Düsseldorf-Duisburger Kleinbahn gegründet, die diese Verbindung plante und baute. Ende Oktober 1899 wurde der Betrieb zwischen der Düsseldorfer Innenstadt und Kaiserswerth aufgenommen. Ab 26. August 1900 war die gesamte Strecke in Betrieb.
- Sonstige Einrichtungen:

Ende des 19. Jahrhunderts wurden in der Stadt für Bevölkerung und Industrie zusätzliche Einrichtungen benötigt. 1891 wurde auf dem Gelände des Gaswerkes in Flingern eine Dampfmaschine mit E-Generator von 720 kW Leistung in Betrieb genommen. Mit dem erzeugten E-Strom wurde sowohl das Gaswerk wie auch Abnehmer in der Stadt vom später Werk I genannten ersten E-Kraftwerk versorgt. Für die nach dem Brand des Düsseldorfer Schlosses 1872 gegründete Berufsfeuerwehr wurde eine große zentrale Feuerwache, die Feuerwache Nr. 1, auf der Hüttenstraße 1889 gebaut. Weitere Einzelheiten zur Entwicklung des Feuerwehrwesens in Düsseldorf sind unter „Feuerwehr Düsseldorf“ angeführt.

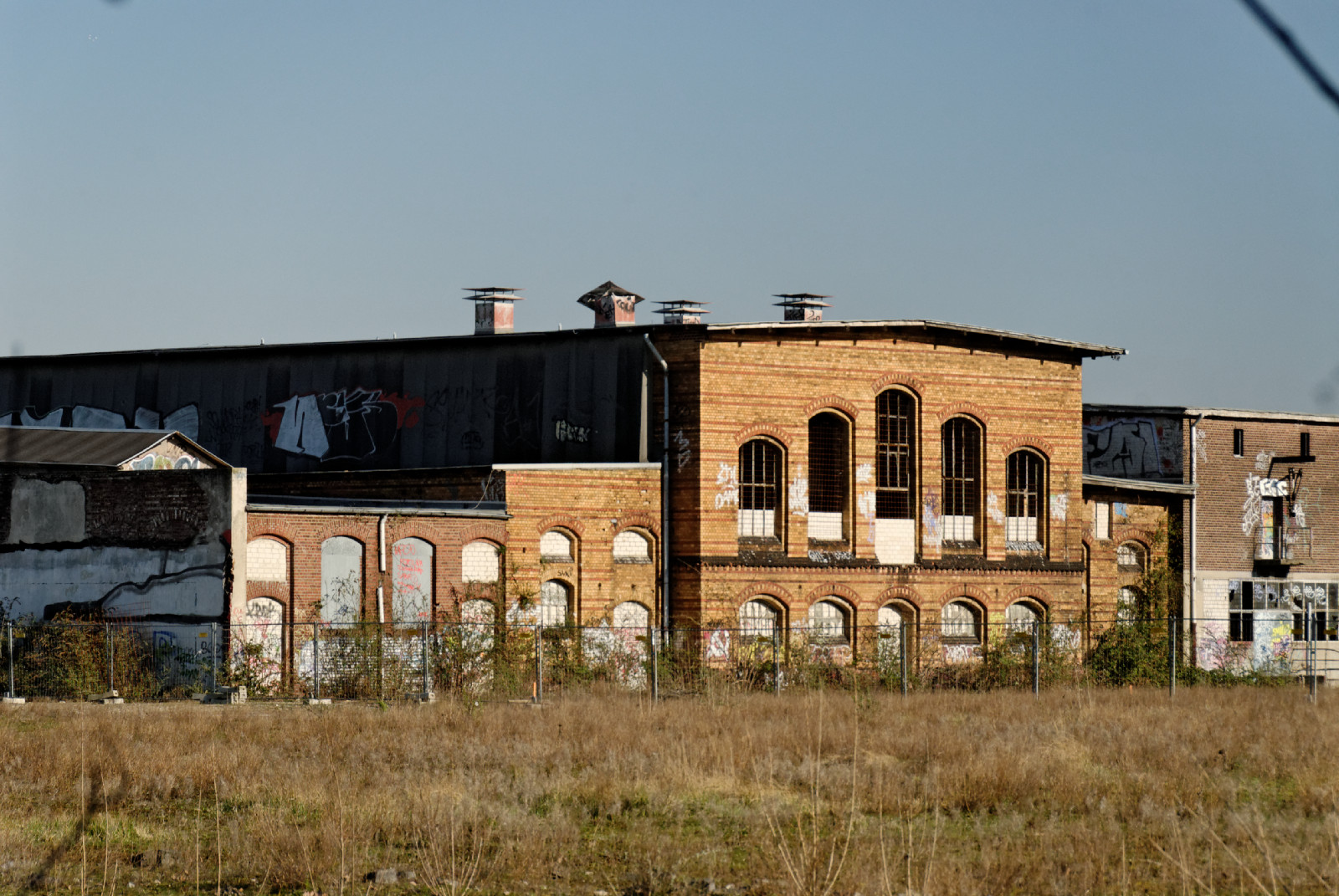
Gebäude des ehemaligen Schlacht- und Viehhofs

Mit dem ansteigenden Handelsvolumen reichte bald die Kapazität der Kaianlagen für die Schiffstransporte im unter Napoleon neu angelegten Sicherungshafen und am Rheinufer vor der Altstadt nicht mehr aus. Ab Ende 1886 wurde deshalb ein neuer Rheinhafen südlich der Altstadt auf dem Gebiet der Lausward geplant und gebaut. Die Eröffnung dieses neuen Hafens erfolgte am 30. Mai 1896.
Weiterhin wurde ab 1896 ein Schlacht- und Viehhof mit Markthallen in Derendorf geplant. Diese neuen Anlagen einschließlich des Schlachthofes für die Versorgung der Bevölkerung mit Fleisch wurde 1899 in Betrieb genommen. 1886 wurde in der Altstadt auf der Bolkerstraße das erste Düsseldorfer Kaufhaus, das Warenhaus Hartoch eröffnet, gefolgt vom Warenhaus Tietz 1899 auf der Schadowstraße.
Für die Bereitstellung von preiswerten Wohnraum für die minderbemittelten Einwohner in der Stadt wurden Wohnungsbaugenossenschaften gegründet. Eine der ersten war die Düsseldorfer Wohnungsgenossenschaft im Jahr 1898.

#### Preußische Periode ab 1900 bis 1918
In der ersten Dekade des 20. Jahrhunderts wuchs Düsseldorf bedeutend an. Wilhelm Marx, Oberbürgermeister von 1899 bis 1910, trat aus gesundheitlichen Gründen vor Ablauf seiner letzten Wahlperiode zurück. Sein Nachfolger war Oberbürgermeister Adalbert Oehler.

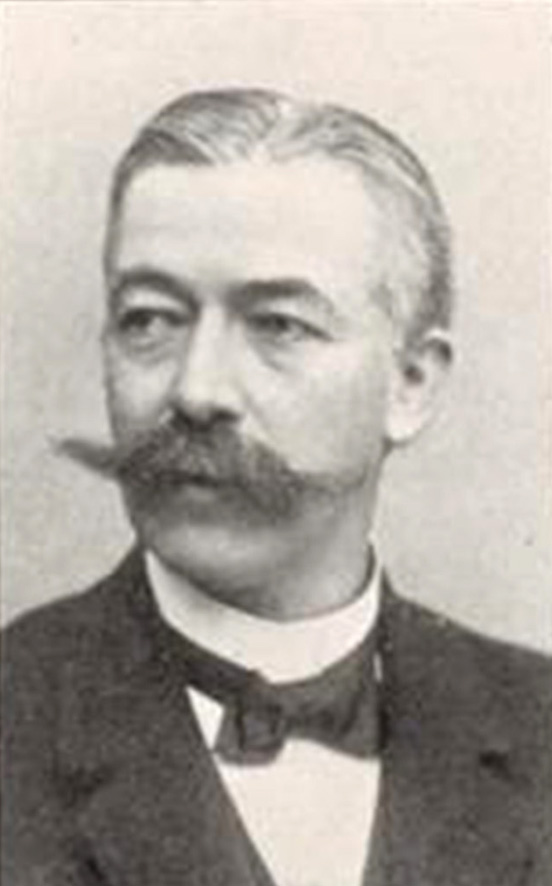
Oberbürgermeister Wilhelm Marx

Der Einwohneranstieg lag in der Erweiterungen bestehender Industriewerke und der zusätzlichen Neuansiedlungen von Firmen und den dadurch zusätzlich geschaffenen Arbeitsplätzen begründet. Die Anzahl der Bewohner wuchs von 1900 mit etwa 213.000 bis 1910 auf über 360.000 und erreichte im April 1913 die Zahl von 400.000. Gleichzeitig wurde durch die Eingemeindungen von 1908 und 1909 das Stadtgebiet erstmals seit dem Mittelalter vergrößert. Diese Eingemeindungen von Anfang des 20. Jahrhunderts betrafen die aktuellen Stadtteile Heerdt mit den zugehörigen Siedlungen Lörick, Ober- und Niederkassel sowie Eller, Gerresheim, Himmelgeist, Lichtenbroich, Ludenberg, Rath, Stockum, Unterrath und Vennhausen. Wersten war bereits 1908 und damit 1 Jahr früher auf eigenen Wunsch eingemeindet worden. Durch die Eingemeindung von Heerdt mit dessen zugehörigen Siedlungen umfasste das Stadtgebiet von Düsseldorf nun auch linksrheinische bis 1801 Kurkölner Gebiete. Die Eingemeindungen verdoppelten die Fläche der Stadt um zusätzliche 62,5 km² und ließen die Einwohnerzahl um 63.000 ansteigen.
Durch Wilhelm Marx wurde mit der Unterstützung durch bedeutende Düsseldorfer Persönlichkeiten wie Heinrich Lueg, August Bagel, Ernst Poensgen, Ernst Schiess und Hermann Heye als Stadtverordnete oder als Mäzene die Modernisierung der Stadt mit deren Infrastruktur stark beeinflusst. Folgende bedeutendere Bauten und Einrichtungen stammen aus dieser Periode und danach bis zum Ersten Weltkrieg:
- Bis 1896: Hafen auf der Lausward
- 1896–1898: Oberkasseler Brücke
- 1898–1902: Rheinufervorschiebung
- 1898–1902: Umgestaltung des Stadtgrabens an der Königsallee
- 1902: Stadtbad auf der Münsterstraße
- 1901–1903: Kreishaus Düsseldorf, der Verwaltungssitz des Landkreises Düsseldorf
- 1903: Große Synagoge (1904 eingeweiht)

In Betrieb genommen wurden
- 1904 der Südfriedhof,
- 1905 die erste Mittelschule für Jungen, 1905 bis 1907 das neu errichtete Gebäude für die gymnasiale Luisen-Schule für Mädchen, 1912 das Gymnasium in Oberkassel, 1913 die Lessing-Realschule und 1914 das Lyzeum an der Lindemannstraße
- 1906 auf dem ehemaligen Kasernengelände zwischen Stadtgraben und Kasernenstraße, das neu errichtete Schauspielhaus, das unter der Führung von Louise Dumont und Gustav Lindemann überregional bekannt war, und der Stahlhof, der von dem bereits 1904 gegründeten Stahlwerksverband von 1906 bis 1908 errichtet wurde und noch aktuell vorhanden ist und der zwischen Breite Straße und Kasernenstraße liegt. Es folgten
- 1907 das Regierungsgebäude an der Cecilienallee und im selben Jahr in Bilk die Allgemeinen Städtischen Krankenanstalten und Akademie für praktische Medizin,

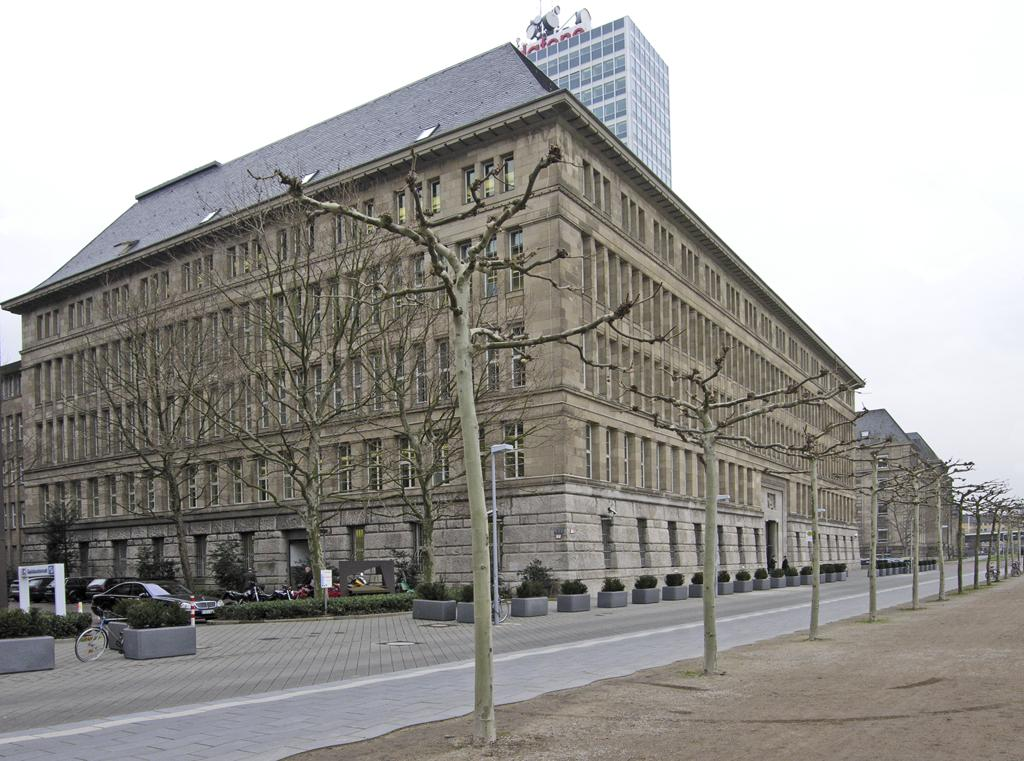
Mannesmann-Verwaltungsgebäude, alter Gebäudeteil von 1912, der Behrensbau

- 1908 die Einweihung der Oberpostdirektion auf der Karl-Theodor-Straße,
- 1909 sowohl die Inbetriebnahme einer Vergrößerung des Hafengeländes auf der Lausward, wie auch der neuen Rennbahn im Grafenberger Wald. Weitere Ereignisse waren
- 1910 der Bau des Luftschiffhafens auf der Golzheimer Heide und die Eröffnung des Volksbildungshauses auf der Flinger Straße Nr. 11 sowie die Eröffnung des Oberlandesgerichts an der Cecilienallee. Von
- 1911 bis 1912 wurde für die Mannesmann-Röhrenwerke im Bereich des damaligen Berger Ufers an der Rheinpromenade ein für diese Zeit modernes Verwaltungsgebäude, nach seinem Architekten Behrensbau genannt, errichtet.

Die Große Industrie-, Gewerbe- und Kunstausstellung von 1902 war, wie die Messe von 1880, ein großer Erfolg. Für die Ausstellung wurden 37 Hektar Gelände auf der Golzheimer Insel im Norden der Stadt aufgeschüttet, erschlossen und ab April 1900 neue Pavillons und Hallen aufgebaut. Für die Messe wurde 1901 auch mit dem Bau des überregional bekannten Parkhotels am Hofgarten neben der Oper begonnen, das 1902 fertiggestellt war.
Die vom 1. April bis 20. Oktober dauernde Messe zählte 5 Millionen Besucher, darunter viele Besucher aus dem Ausland. Der für die Kunstausstellung errichtete neue Kunstpalast wurde nach Ende der Messe nicht abgebaut und weiter als Messegebäude benutzt. Bemerkenswerte Ausstellungen im Kunstpalast waren: die Internationale Kunstausstellung 1904, eine Buchausstellung 1905, die Internationale Städtebau-Ausstellung Düsseldorf 1910 und die Städte-Ausstellung Düsseldorf 1912. Besonders Letztere war auch bezogen auf die Eingemeindungen von 1909 und Lösungsvorschläge zu deren sinnvollem Anschluss. Eine weitere erfolgreiche Ausstellung war die Große Kunstausstellung von 1913, die am 3. Mai eröffnet wurde und bis zum 12. Oktober dauerte.

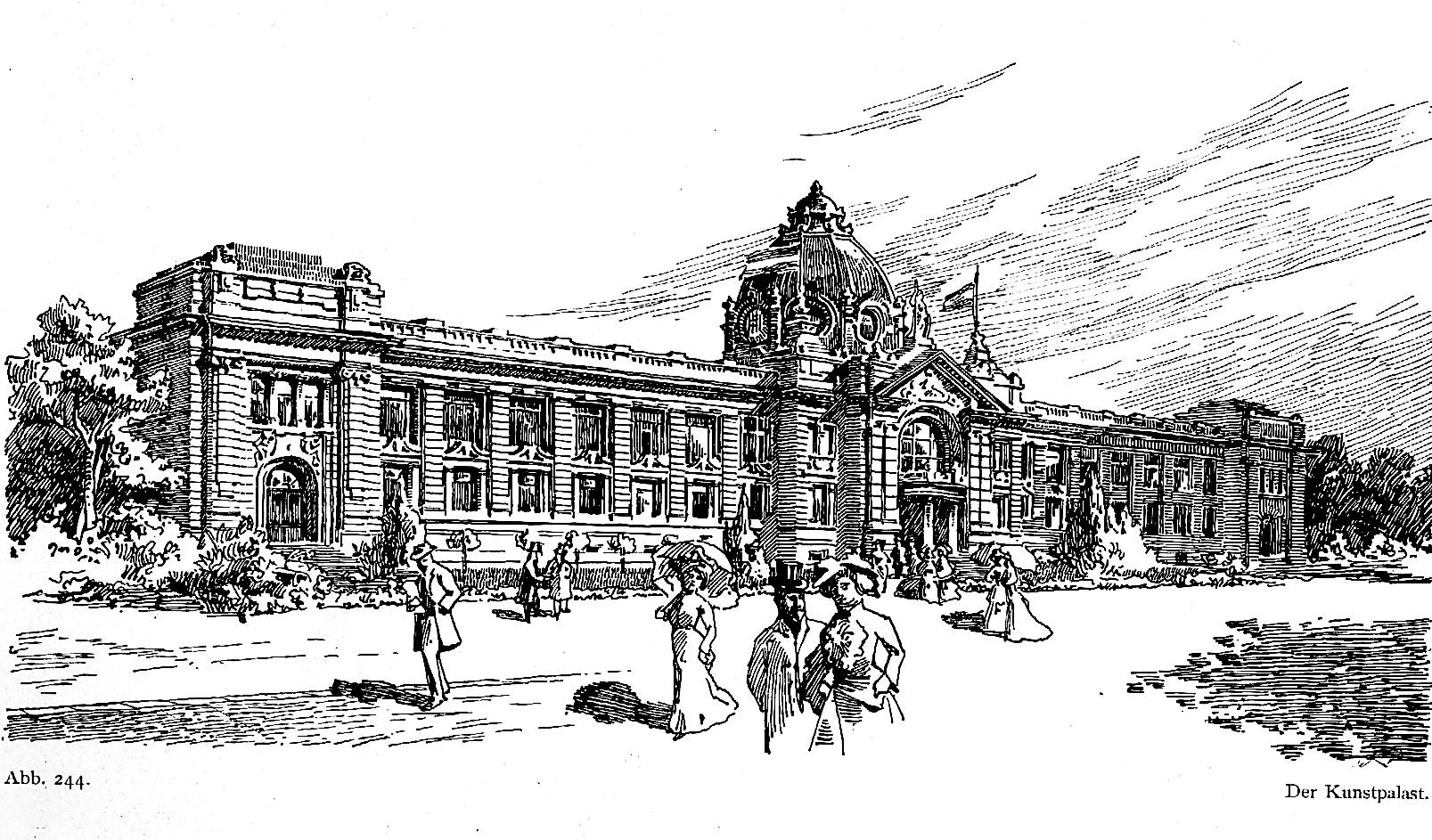
Kunstpalast (Zeichnung)

Neben den periodisch stattfindenden großen Ausstellungen fanden seit Ende des 19. Jahrhunderts zunehmend immer mehr Tagungen, Kongresse, Hauptversammlungen und kulturelle Ereignisse von staatlichen, kommunalen und gewerblichen Verbänden und Vereinen in Düsseldorf statt. Als Beispiele für die Periode von Anfang 1900 bis in die Zeit des Ersten Weltkrieges stehen die Festspiele des Düsseldorfer Goethevereins, die Jahreshauptversammlungen des Vereins deutscher Eisenhüttenleute, dessen erste Treffen und Gründung bereits 1860 in Düsseldorf erfolgte, und die Durchführung des Rheinischen-Provinzial-Landtages.
Weitere Baumaßnahmen in dieser Periode vor Beginn des Ersten Weltkrieges betrafen die Verbesserung und Anpassung der Infrastruktur für die anwachsende Bevölkerungszahl. Dies betraf neben zusätzlichen staatlichen wie auch privaten Verwaltungsgebäuden sowohl Volksschulen, Einrichtungen für den Feuerschutz, Erweiterungen von Krankenhäusern, Ausbau des Straßenbahnnetzes wie auch die Errichtung weiterer Kirchen außerhalb der alten Kernstadt. 1909 wurden die kommunalen Fuhrpark- und Straßenreinigungsbetriebe zur neuen Einrichtung Städtischer Fuhrpark zusammengefasst.
Während die innerstädtischen Straßenbahnen bereits seit 1899 von der Stadt Düsseldorf betrieben wurden, besaßen Privatfirmen die Bahnen, die Linien zu den Städten Krefeld, Duisburg, Ohligs und Vohwinkel bedienten. 1907 kaufte die Stadt ein größeres Aktienpaket der Rheinischen Bahngesellschaft AG und bekam dadurch Einfluss auf die Geschäftspolitik dieser Gesellschaft, deren Linien überwiegend linksrheinische Ziele mit Düsseldorf verbanden. Weiterhin erwarb die Stadt 1910 das schmalspurige Benrather Straßenbahnnetz, das von den südlichen Stadtteilen aus nach Vohwinkel und Ohligs führte.
Um den Bedarf an Kirchen für die stark ansteigende Bevölkerungszahl zu decken, wurden bis zum Ausbruch des Ersten Weltkrieges etwa 16 neue katholische und fünf neue evangelische Kirchen außerhalb der alten Kernstadt gebaut. Die Zahl der katholischen Bevölkerung war höher als die der Protestanten, vor allem in denjenigen Stadtteilen, in denen sich nicht viele Industriebetriebe angesiedelt hatten. Für die evangelischen Christen wurden in einigen Stadtteilen statt einer Kirche, wie beispielsweise 1911 in Wersten und 1913 in Unterrath, nur evangelische Gemeindehäuser mit angeschlossenem Betsaal errichtet. Die Namen der neuen Kirchen mit Einweihungsjahr sind in der Düsseldorfer Kirchenliste angeführt.
Durch die zunehmende Bebauung des Stadtgebietes außerhalb der alten Kernstadt wurde ein Ausbau für einen effektiven Feuerschutz des gesamten Stadtgebietes immer wichtiger. Es wurden deshalb in dieser Zeitperiode weitere große Feuerwachen errichtet: die „Feuerwache Nr. II“ 1902 in Golzheim auf dem damaligen Ausstellungsgelände, die „Feuerwache Nr. III“ 1911 auf der Münsterstraße und die „Feuerwache Nr. IV“ 1914 auf der Behrenstraße.
Die Kapazität der bereits bestehenden Krankenhäuser, des Theresienhospitals in der Altstadt und des Marienhospitals in Pempelfort, wurde durch Neubauten vergrößert. Das Theresienhospital wurde dabei von 1910 bis 1912 umgebaut und um den aktuell noch vorhandenen Doppelbau auf Altestadt Nr. 2 und 4 zusätzlich erweitert.

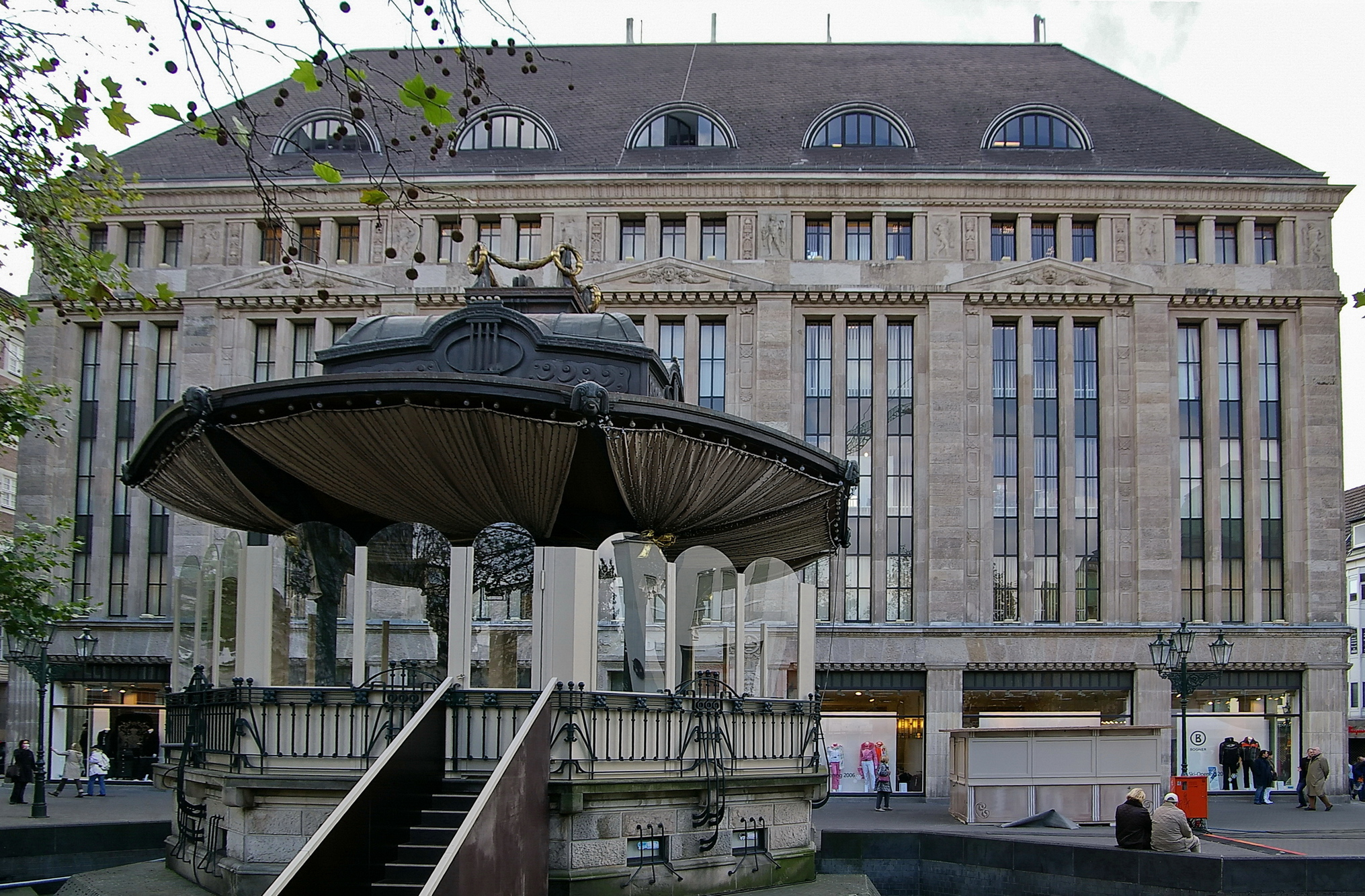
Carsch-Haus mit Musikpavillon des Wilhelm-Marx-Hauses

Mit der Mobilmachung vom 2. August 1914 für den Ersten Weltkrieg wurde die Jahrzehnte dauernde Wachstums- und Entwicklungsphase der Stadt zuerst abgebremst und kam dann nach dem Auslaufen der noch in der Friedenszeit begonnenen Projekte für viele Jahre zum Stillstand. Beispielsweise wurden das Carsch-Haus, Bauzeit 1913 bis März 1915, und das Straßenbahndepot in Wersten, Eröffnung 1916, während der ersten Kriegsjahre in Betrieb genommen. Obwohl Düsseldorf örtlich weit entfernt von den kriegerischen Handlungen lag, wurde am 8. Oktober 1914 durch einen englischen Fliegerangriff das Luftschiff LZ 25 in der Luftschiffhalle des Flugplatzes in Golzheim zerstört. Düsseldorf wurde ein Nachschubzentrum für den Krieg und ein Standort für viele Lazarette, die in Krankenhäusern, Schulen und größeren Lokalen eingerichtet wurden.
Um die Versorgung der Bevölkerung zu sichern, gab man bereits Anfang 1915 Lebensmittelkarten aus. Trotzdem verschlechterte sich Anfang 1916 die Versorgungslage mit Nahrungsmitteln und Heizmaterial in der Stadt merkbar. Zur Unterstützung der ärmeren Bevölkerung begann am 26. Juli 1916 die Ausgabe von Mittagessen durch Kriegsküchen an den Straßenbahndepots der Erkrather und der Münsterstraße. Da sich die Situation weiter verschlechterte, waren viele Düsseldorfer mit der Versorgungslage in der Stadt unzufrieden und lasteten dies der kommunalen Verwaltung und besonders auch dem Oberbürgermeister Adalbert Oehler als Missmanagement an. Mitte 1917 kam es zu ersten Hungerrevolten und Plünderungen. Am 8. November 1918 begannen auch in Düsseldorf revolutionäre Unruhen und es wurde ein der USPD nahestehender Arbeiter- und Soldatenrat gebildet. Es folgte am 4. Dezember die Besetzung der linksrheinischen Stadtteile durch Belgische Truppen.

## 1918–1945

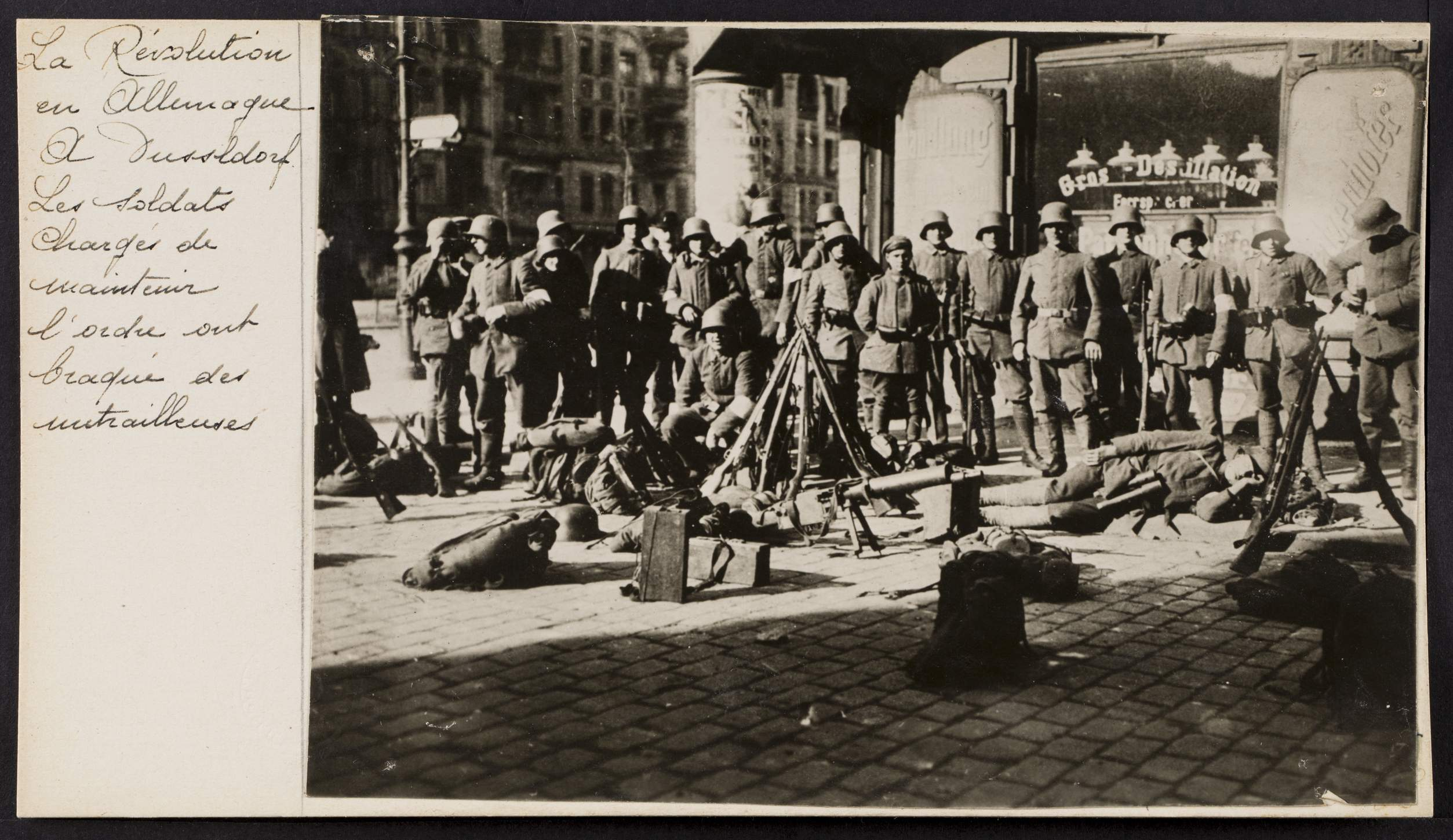
Novemberrevolution: revolutionäre Soldaten mit Maschinengewehren an einer Straßenecke in Düsseldorf

### Von der Novemberrevolution bis zum Ende der Weimarer Republik
Die am 8. November 1918 in Düsseldorf beginnende Novemberrevolution wurde durch aus Köln kommende Matrosen ausgelöst. Parallel zur Besetzung des Hauptbahnhofs, der Kasernen und Befreiung von Gefangenen aus dem Gefängnis Ulmer Höh’ entstand ein Provisorischer Arbeiter- und Soldatenrat. Nach einer Umbildung am 11. November 1918 wurde ein sechzigköpfiger Rat paritätisch von MSPD und USPD und Soldaten gebildet. Aufgrund des Waffenstillstandsabkommens von Compiègne und des Versailler Vertrags, das Düsseldorf zum Teil einer Zone machte, die deutsches Militär zu verlassen hatte, schieden die Soldaten aus dem Arbeiter- und Soldatenrat aus und der Rat gründete sich als Arbeiterrat neu. Wegen Unstimmigkeiten über die Modalitäten einer Neuwahl zog sich auch die MSPD aus dem Rat zurück. Sie war in Düsseldorf seit der Parteispaltung 1917 minoritär und stützte sich fast nur noch auf die Bürokratie in den freien Gewerkschaften. Der Arbeiterrat wurde nunmehr aus Vertretern der USPD und des noch innerhalb der USPD arbeitenden Spartakusbundes gebildet (Verhältnis 50:10). Zwischen 7. und 9. Januar 1919 kam es nach Streiks, Zeitungsbesetzungen und einer Massendemonstration gegen die Regierung Ebert-Scheidemann zur Übernahme der Macht durch einen Vollzugsrat des Arbeiterrates, der aus Mitgliedern des Spartakusbundes und linken USPDlern zusammengesetzt war. Während einer bürgerlichen Demonstration gegen den Vollzugsrat wurden am 10. Januar 1919 bei Schießereien 15 Menschen getötet.
Ab dem 4. Dezember 1919 wurden die linksrheinischen Stadtteile von den Alliierten besetzt. Als oberster Zivilbeamter amtierte dort seit dem 27. November der Düsseldorfer Beigeordnete Nikolaus Knopp als Leiter eines vorsorglich eingerichteten eigenständigen Bürgermeisteramts, das in Abstimmung mit der Besatzungsmacht bis zum 31. Januar 1926 die wesentlichen Funktionen einer Stadtverwaltung erfüllte.

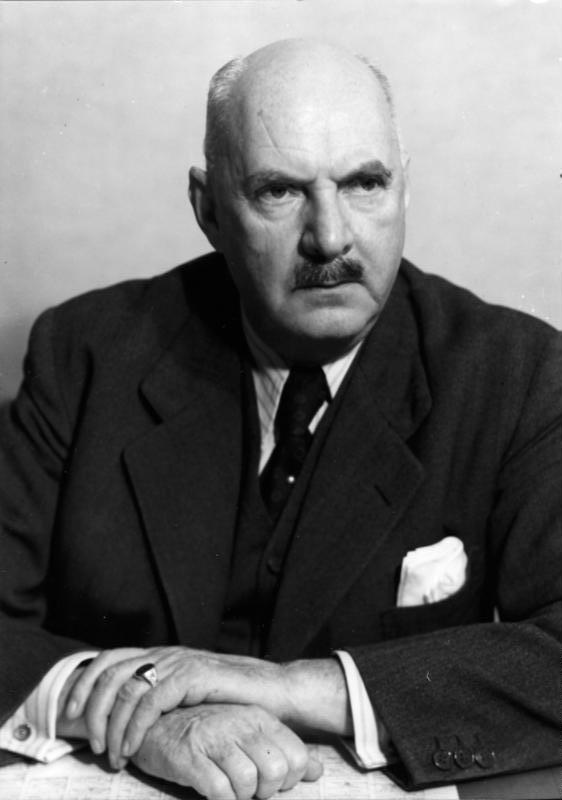
Robert Lehr (1950)

Der bis zur Bildung des Arbeiterrats amtierende Oberbürgermeister, Adalbert Oehler, floh zusammen mit dem Düsseldorfer Polizeidezernenten Robert Lehr und dem Düsseldorfer Regierungspräsidenten Francis Kruse am 10. Januar aus der rechtsrheinischen Stadt in das von Belgiern besetzte Oberkassel. Daraufhin wurde der Oberbürgermeister vom Arbeiterrat der Stadt für abgesetzt erklärt und durch Karl Schmidtchen als stellvertretenden Oberbürgermeister ersetzt. Am 28. Februar 1919 wurde Düsseldorf von reaktionären Freikorps-Truppen erobert und der Vollzugsrat abgesetzt. Karl Schmidtchen und diverse Anführer der Spartakisten entkamen rechtzeitig vor der Eroberung aus der Stadt.
Auch der Arbeiterrat wurde auf eine machtlose Rolle reduziert. In Düsseldorf kam es infolge der Generalstreiksbewegung an der Ruhr vom 8.–13. April noch einmal zu Massenkämpfen und Straßenschlachten durch Arbeiter, bei denen die Freikorps auch Artillerie einsetzten und am 13. April wurde der Markt im Arbeiterviertel Oberbilk gestürmt.
Auch infolge der Novemberrevolution war Düsseldorf bis 1933 eine „rote Stadt“, in der zuerst die USPD, dann die KPD immer stärker ist als die SPD war. Bei den Reichstagswahlen 1930, im Juli und November 1932 blieb die KPD stärkste Partei in Düsseldorf.
Der kurzzeitig nach Oberkassel geflohenen Oberbürgermeister Adalbert Oehler, der zudem bei vielen Düsseldorfern unbeliebt war, wurde an einer Wiederaufnahme seiner Tätigkeit gehindert und musste am 1. Juli 1919 in den vorzeitigen Ruhestand treten. Der von den Stadtverordneten daraufhin Ende September als Nachfolger gewählte Koch wurde aber von der preußischen Regierung nicht bestätigt. Ende Oktober wurde deshalb Emil Köttgen gewählter und bestätigter neuer Oberbürgermeister der Stadt.
Am 3. März 1921 rückten französische Truppen wegen ausstehender Reparationen in die Städte Düsseldorf, Duisburg, Mülheim und Oberhausen ein. Mit der Besetzung sicherte sich Frankreich eine Schlüsselstellung für eine mögliche spätere Besetzung des Ruhrgebiets. Die Versammlungsfreiheit wurde aufgehoben, und die Presse unterlag einer Zensur. In Düsseldorf wurden von der Besatzung in der Folgezeit viele öffentliche Gebäude und Wohnungen beschlagnahmt. Weiterhin wurden viele Düsseldorfer von den Franzosen ausgewiesen. Insgesamt verließen über 10.000 Bewohner die Stadt. Trotz dieser politisch ungünstigen Verhältnisse begannen sich die allgemeinen Verhältnisse wieder zu normalisieren. Mittels einer 1921 gegründeten Bürohausgesellschaft initiierte die Stadt ehrgeizige Bürohausprojekte, etwa das Industriehaus Düsseldorf, das Wilhelm-Marx-Haus und das Stummhaus. Am 1. Januar 1922 verpachtete die Stadt die von ihr betriebenen Straßenbahnen an die Rheinische Bahngesellschaft. Mit der Eröffnung der Großen Kunstausstellung (27. Mai), der Düsseldorfer Musterschau (13. August) und der Landwirtschaftlichen Ausstellung (9. September) wurden 1922 wieder erste größere Ausstellungen durchgeführt.
Ende 1922 kam es zwischen Frankreich und der Reichsregierung wegen der Reparationsleistungen zu ernsten Meinungsunterschieden. In der Folge wurde von den Brückenköpfen Duisburg und Düsseldorf aus vom 11. bis 16. Januar 1923 das gesamte Ruhrgebiet durch französische und belgische Truppen besetzt. Hierauf kam es auch in Düsseldorf zu Aktionen durch Anhänger der Separatisten. Diese wollten das Rheinland von Preußen und damit Deutschland abtrennen und einen selbstständigen Staat bilden. Diese Separatisten veranstalteten am 30. September 1923 in der Stadt einen Umzug, der zum Protest von vielen Düsseldorfern führte. Hierbei kam es zu einem Schusswechsel mit der Polizei, bei dem über 70 Personen verletzt wurden. Die beteiligten Polizisten wurden dabei von französischen Truppen entwaffnet und interniert. Dies führte zu weiteren Unruhen und Plünderungen im Oktober des Jahres.
Die Besetzung des Ruhrgebietes führte zu starken Spannungen zwischen den Deutschen und den Besatzern, da Reparationslieferungen mit Billigung der Reichsregierung sabotiert wurden. Ab Ende Januar 1923 wurden deshalb auch in Düsseldorf viele deutsche Amtspersonen von den Franzosen verhaftet und ausgewiesen. Da der Oberbürgermeister Emil Köttgen sich ebenfalls weigerte die Vorgaben der Franzosen zu erfüllen, wurde er am 19. Februar verhaftet und aus der Stadt verbannt. Weiterhin wurden vielfach Gelder bei Ämtern und Firmen beschlagnahmt. Zum Beispiel wurden am 21. März sowohl Gelder der Stadtkasse wie auch die Lohngelder der Oberpostdirektion eingezogen.
Da sich Sabotageaktionen im gesamten besetzten Gebiet häuften, wurden zur Abschreckung verstärkt Teilnehmer derartiger Aktionen verhaftet und verurteilt. Ein besonderes Ereignis war das Urteil gegen das Freikorps-Mitglied Albert Leo Schlageter, der in Düsseldorf am 9. Mai 1923 wegen Teilnahme an Sabotageaktionen zum Tode verurteilt wurde. Das Urteil wurde am 26. Mai vollstreckt, wodurch der Widerstand in der Bevölkerung weiter anwuchs. Es kam in der Folge im Spätsommer und Herbst des Jahres zu weiteren Unruhen in der Stadt.

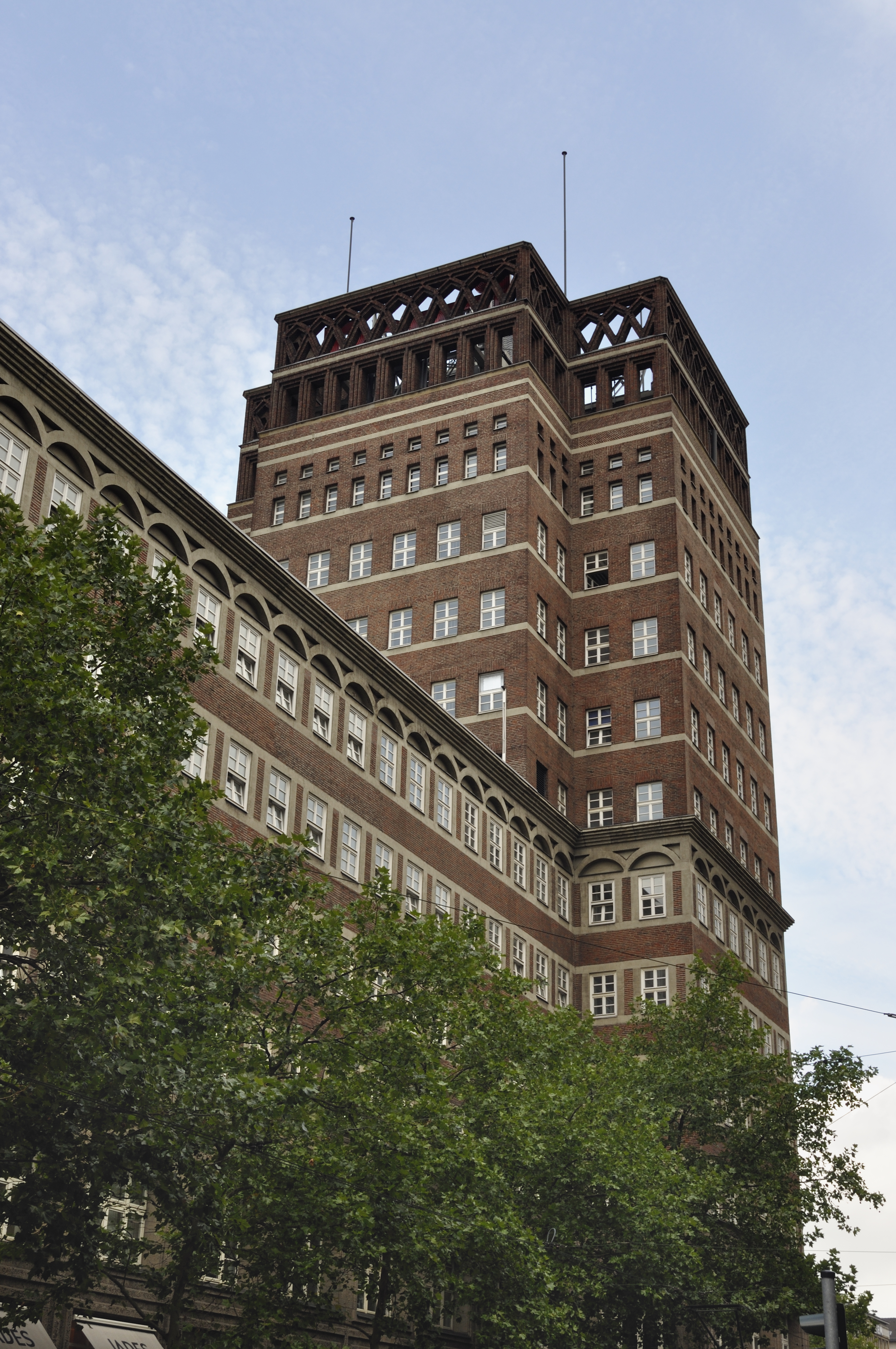
Das Wilhelm-Marx-Haus im Jahr 2010

Da dem Oberbürgermeister Emil Köttgen die Rückkehr in die Stadt verboten worden war, wurde er am 5. Mai 1924 in den vorzeitigen Ruhestand versetzt. Als Nachfolger wurde Robert Lehr am 6. Juni gewählt und von der Preußischen Regierung auch bestätigt. Auch 1924 kam es bis zum Spätherbst des Jahres zu vielfachen Auseinandersetzungen zwischen den Besatzern und Ämtern, Firmen und besonders den Beschäftigten bei Post, der Eisenbahn und der Schutzpolizei. Auf den Höhepunkt der Beschlagnahmen Mitte 1924 waren neben etwa 3700 Wohnungen, 26 öffentliche Gebäude, 18 Schulen und 30 Fabriken in der Stadt ganz oder zum Teil eingezogen worden. Dazu waren 90 % der Hotelzimmer ebenfalls beschlagnahmt.

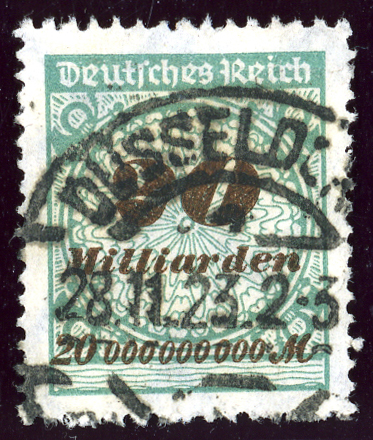
Hyperinflation: 20-Milliarden-Briefmarke, abgestempelt am 28. November 1923

Durch die nach 1918 beginnende verstärkte Inflation, die sich bis zum November 1924 zu einer Hyperinflation steigerte, war neben den politischen Problemen auch das wirtschaftliche Umfeld für eine weitere Entwicklung der Stadt in den ersten Jahren nach Kriegsende ungünstig. Trotzdem wurde vom Architekten Wilhelm Kreis von 1922 bis 1924 eines der ersten Bürohochhäuser Deutschlands, das Wilhelm-Marx-Haus, errichtet.
Ab Ende November 1923 bis September des folgenden Jahres wurde von der französisch-belgischen Kommission mit der Schwerindustrie in den besetzten Gebieten das MICUM-Abkommen vereinbart. Hierdurch konnte die seit der Besetzung des Ruhrgebietes praktisch ruhende Produktion in der Schwerindustrie wieder aufgenommen werden. Durch diese Verhandlungen wurde eine Beruhigung der allgemeinen Situation erreicht. Beispielsweise wurde am 15. November 1924 der Düsseldorfer Hauptbahnhof wieder freigegeben. Es folgte am 25. August 1925 der Abzug der französischen Truppen aus den rechtsrheinischen Stadtteilen Düsseldorfs und die französische Kontrolle endete dort offiziell um 24:00 Uhr desselben Tages. Diese „Befreiung“ führte zu einer großen Feier am 30. August auf dem Marktplatz vor dem Rathaus. Allerdings blieben die linksrheinischen Stadtteile bis zum 31. Januar 1926 weiter besetzt.
Neben der positiven politischen Entwicklungen ab 1925 gab es in diesem Jahr zwei Hochwässer in der Stadt, die größere Schäden verursachten. Bereits am 25. Februar war durch ein Hochwasser der Düssel besonders der Stadtteil Eller betroffen. Es folgte am 31. Dezember der Rhein mit einem Wasserstand von > 8 m. Der Höchststand wurde am 1. Januar mit 9,10 m erreicht. Besonders in der Altstadt und auf dem Ausstellungsgelände wurden durch die Überflutung starke Schäden verursacht.
Nach dem Ende der Besetzung erlebte die Wirtschaft auch in Düsseldorf einen starken Aufschwung. Diese Periode gehörte zu den „Goldenen Zwanzigern“. Die Verbesserung der allgemeinen Verhältnisse führte 1927 zur Wiederaufnahme der Durchführung eines „Rosenmontagszuges“. Ein erwähnenswertes Ereignis war 1926 der Beginn des Betriebes des ersten Rundfunkstudios in Düsseldorf. Außerdem belebte sich die Bautätigkeit in der Stadt. Folgende größeren Neubauprojekte wurden zu dieser Zeit durchgeführt:
- 1925 bis 1926 das Rheinstadion,
- 1926 Ausbau des Luftschiffplatzes in Lohausen zu einem zivilen Flughafen mit Beginn der Personenbeförderung durch die Deutsche Luft Hansa 1927. Danach
- Ende 1926 Inbetriebnahmen eines neuen Gaswerkes gefolgt von einem neuen Fernheiz- und Elektrizitätswerk in den ersten Tagen des folgenden Jahres in Flingern und
- 1927 bis 1929 die Südbrücke als zweite Rheinbrücke für den öffentlichen Personenverkehr. Weiterhin wurde
- 1928 bis 1930 das Wasserwerk „Am Staad“ gebaut und am
- 19. Oktober 1930 erfolgte die Einweihung des Stadtbades auf der Kettwiger Straße und im folgenden Jahr am 17. Oktober die Inbetriebnahme eines neuen Güterbahnhofes in Reisholz.

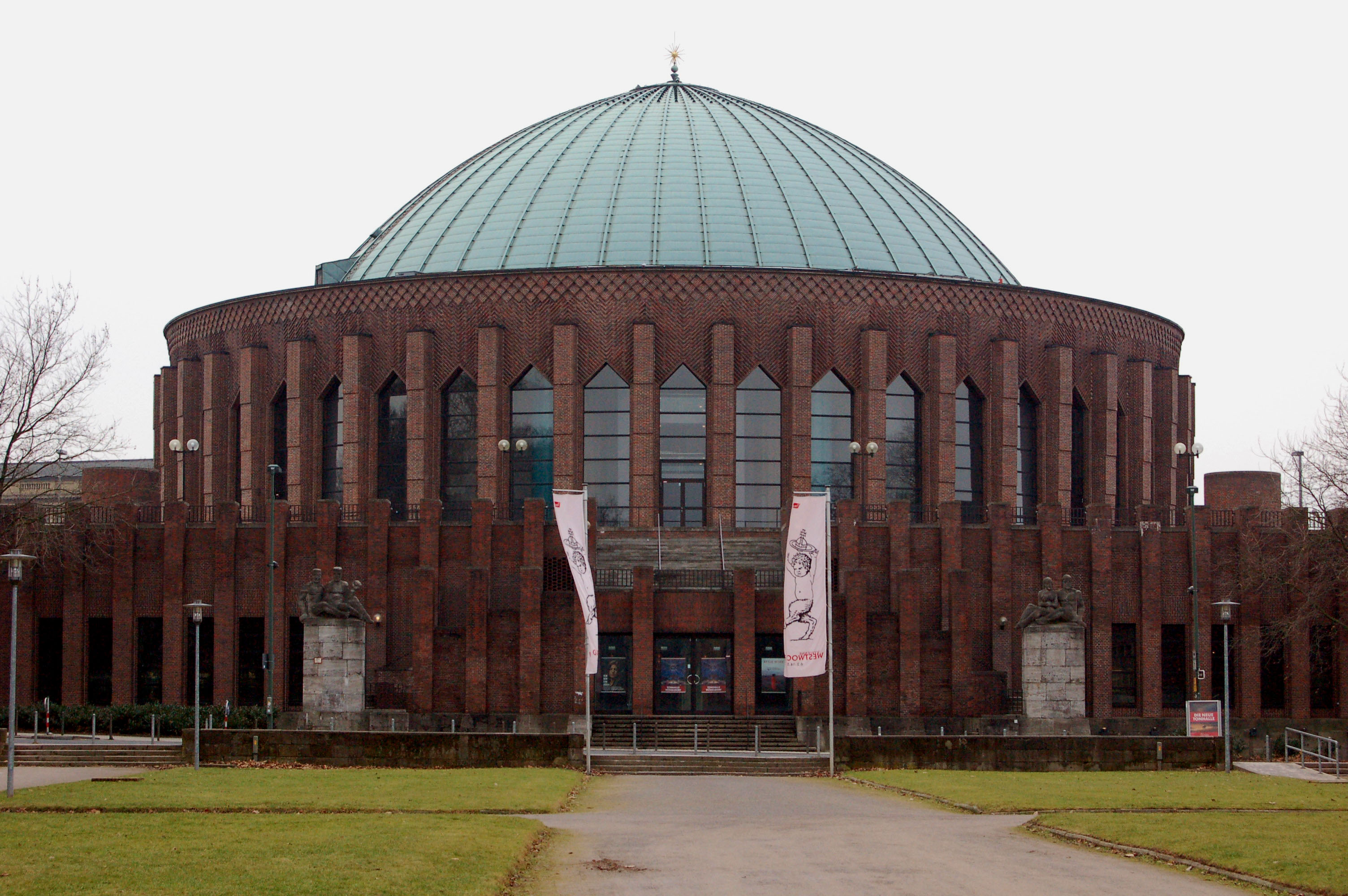
Tonhalle Düsseldorf, Blick vom Ehrenhof

Für die 1926 durchgeführte GeSoLei, eine große Ausstellung mit etwa 7,5 Millionen Besuchern über den Themenbereich „Gesundheit“, wurden von 1925 bis 1926 umfangreiche neue Bauten im Messegelände errichtet. Sowohl der Ehrenhof mit Umbau des Kunstpalastes, die Rheinterrasse wie auch eine große Mehrzweckhalle wurden hierfür gebaut. Die Mehrzweckhalle, damals Rheinhalle genannt, war das spätere Planetarium und wurde Ende der 1970er Jahre zur Tonhalle umgebaut.
Am 10. Juli 1929 stimmte der Preußische Landtag in dritter Lesung der zweiten großen Eingemeindung von Nachbargemeinden nach Düsseldorf zu. Dabei wurden zum 1. August 1929 36.400 Einwohner auf einer Fläche von 47,8 km² in das Stadtgebiet aufgenommen. Folgende aktuellen Stadtteile im Norden und Süden der Stadt betraf diese Neuordnung: Kaiserswerth, Lohausen, Benrath mit dessen Ortschaften Garath, Hassels, Holthausen, Itter, Reisholz und Urdenbach. Die große Eingemeindung ließ die Stadt wachsen und steigerte die Einwohnerzahl auf fast 500.000 Menschen. Die Großgemeinde Benrath mit einem hohen Steueraufkommen durch die dortige umfangreiche Industrie hatte vergebens versucht, diese Eingemeindung zu verhindern.
1929 wurde die Aufbruchstimmung der Goldenen Zwanziger In Düsseldorf durch die Mordserie des „Vampir von Düsseldorf“ jäh beendet. Angesichts der Erfolglosigkeit der polizeilichen Ermittlungen brach eine beispiellose Gewalt und Massenhysterie aus. Die Stimmung, die entstand, wirkte wie ein Vorgriff auf den Nationalsozialismus: Bürger forderten die Todesstrafe, obwohl der Täter noch nicht gefasst war, Nachbarn denunzierten einander und in den ländlichen Stadtteilen formierten sich Bürgerwehren.
In den ersten Monaten des Jahres 1930 zogen ausländische Kreditgeber verstärkt Gelder aus Deutschland ab. Die weltweite Weltwirtschaftskrise führte nun in Deutschland und damit auch in Düsseldorf zu einem schnellen Niedergang der Produktion in Industrie und Gewerbe und dadurch zu einer rasch ansteigenden großen Arbeitslosigkeit und Werktätige in Armut stürzte. Diese Massenkrise führte zu einer politischen Radikalisierung. Die Stadt galt beispielsweise als regelrechte Hochburg der Kommunisten. Noch bei den Reichstagswahlen 1930 und im November 1932 wurde die KPD stärkste Partei in Düsseldorf. Seit 1930 war Düsseldorf „Hauptstadt“ des Gaus Düsseldorf, einer regionalen Verwaltungseinheit der NSDAP für große Teile des Niederrheins und des Bergischen Landes, die ab 1933 auf staatliche und kommunale Stellen zugriff und sie im Sinne des Nationalsozialismus dirigierte. Der neue Gauleiter Friedrich Karl Florian schürte mit Hassparolen in der eigenen Zeitung die „Volksparole“ gegen die etablierten Parteien. Die radikalen Rechtsparteien DNVP und NSDAP erhielten immer stärkeren Zulauf, da viele Bürger mit den Reichsregierungen und dem Parlament zunehmend unzufrieden wurden. Da sich sowohl viele militante Anhänger der Rechtsparteien wie der Linksparteien verstärkt an Demonstrationen beteiligten, begannen auch in Düsseldorf öffentliche gewaltsame Auseinandersetzungen mit Straßenschlachten. Zudem waren wichtige Industrielle inzwischen bereit die NSDAP als Partei zu akzeptieren. Dies führte am 26. Januar 1932 zur Hitlers Rede vor dem Industrie-Club Düsseldorf.
Mit der Ernennung von Hitler zum Reichskanzler am 30. Januar 1933 begann das Ende der ersten parlamentarischen Regierungsperiode in Deutschland. In Düsseldorf erfolgte kurzfristig danach bereits am 10. und 11. März die Gleichschaltung der städtischen Verwaltung durch die Beurlaubungen vom ersten Bürgermeister und einigen Beigeordneten.

### Die Zeit des Nationalsozialismus

#### Unmittelbar nach der Machtübernahme

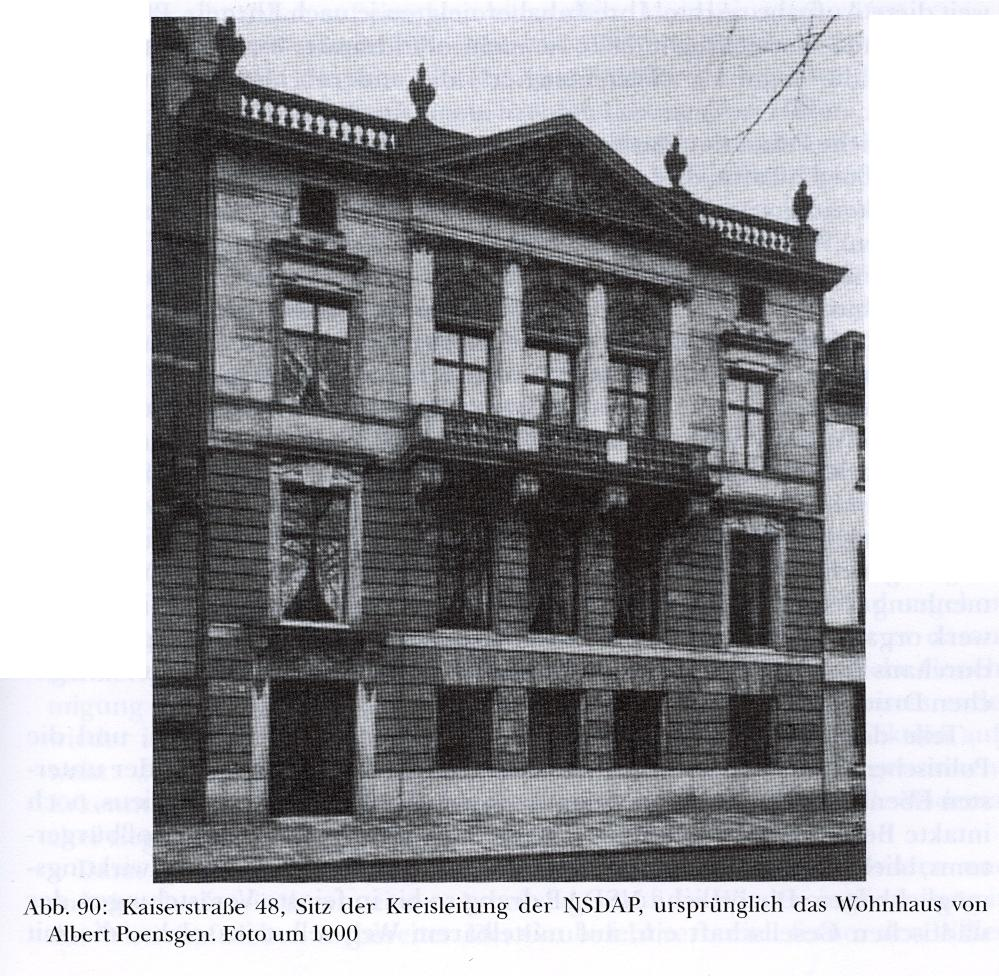
NSDAP-Kreisleitung in der Kaiserstraße 48

Unmittelbar nach der Machtübernahme durch die Nationalsozialisten setzte in Düsseldorf die Verfolgung Andersdenkender ein. Das schon 1931 errichtete monumentale Schlageter-Nationaldenkmal auf der Golzheimer Heide wurde von den Nazis zum Wallfahrtsort hochstilisiert. Am 26. Mai 1933 fand zum 10. Jahrestag der Erschießung Leo Schlageters durch die Franzosen ein riesiger Aufmarsch in der Golzheimer Heide in Anwesenheit von Hermann Göring statt. 300.000 Nazis waren aus allen Teilen des Reiches gekommen. Gefördert wurde die Inszenierung des Schlageter-Kults maßgeblich von der Gauleitung Düsseldorf.
Ausgehend vom „Schlageterheim“ auf der Haroldstraße 26 zogen die Trupps der SA zu Razzien und Hausdurchsuchungen auf. Es gab von Januar bis zum Sommer 1933 überall Übergriffe, Misshandlungen, Folter und Morde. Zunächst wurden vor allem politische Gegner eingeschüchtert und gedemütigt. Zu Hilfspolizisten ernannte Mitglieder von SA, SS und des rechtsradikalen Verbands Stahlhelm starteten auch persönliche Rachefeldzüge gegen Kommunisten, Sozialdemokraten und Gewerkschafter. Zahlreiche Menschen wurden in die Folterkeller der STAPO im Polizeipräsidium auf der Mühlenstraße 29, der Reuterkaserne (SS-Foltergefängnis), dem „Schlegelkeller“ unter der Schlegelbrauerei auf der Bismarckstraße 44 oder in die früheren Tresorräume der Mitteldeutschen Bank an der Königsallee 21–23 (Standort der heutigen Trinkaus-Bank) verschleppt und misshandelt.
Die Stadtverwaltung wurde gleichgeschaltet. Der Gauleiter Friedrich Karl Florian ließ Oberbürgermeister Robert Lehr mitten aus einer Stadtverordnetensitzung heraus festnehmen, ebenso Beigeordnete und den Sparkassendirektor. Versierte Beamte wurden versetzt und stattdessen Nazis, die schon vor 1933 in der Partei waren, engagiert. Der neue Polizeipräsident wurde der 29 Jahre alte Schlossergeselle Fritz Weitzel, unerfahren, aber verdientes NSDAP-Mitglied und in Düsseldorf Leiter des SS-Sicherheitsdiensts.
Mehrere Wochen vor den ersten reichsweiten Aktionen führen Düsseldorfer Nazis bereits Boykottmaßnahmen gegen jüdische Geschäfte. Morde gab es nicht nur aus politischen, sondern auch schon aus rassistischen Gründen. Bereits am 11. April 1933 fand vor dem Planetarium, der heutigen Tonhalle, eine erste Verbrennung „unerwünschter Literatur“, darunter Bücher von Heinrich Heine, durch die Hitlerjugend statt und die linksorientierte Presse wurde verboten. Auch die Kulturschaffenden wurden durch die Nationalsozialisten drangsaliert. Sie entließen Kunstprofessoren, beschlagnahmen Bilder aus Galerien und erteilen Malverbote.
Im Stadtteil Gerresheim, einer kommunistischen Hochburg, überfielen in der „Razzia von Gerresheim“ 3000 Mann von SA, SS, Polizei, Stahlhelm, Feuerwehr und Baubehörde das Arbeiterviertel rund um die Gerresheimer Glashütte.

#### Die Zeit vor dem Zweiten Weltkrieg
Durch den Einmarsch in die Entmilitarisierte Zone 1936 übernahm Düsseldorf wieder seine Funktion als Garnisonsstadt. Die in Düsseldorf stark vertretene Rüstungsindustrie, unter anderen Rheinmetall, erlebte einen Aufschwung. Starke Impulse für die Stadtgestaltung gingen sodann von der „NS-Reichsausstellung Schaffendes Volk“ im Jahre 1937 aus. Diese Ausstellung wurde von der Deutschen Arbeitsfront errichtet, einer Organisation, in der seinerzeit nach der Zerschlagung der Gewerkschaften alle Arbeitnehmer Zwangsmitglied waren. Die Reichsausstellung wurde im Bereich der „Golzheimer Heide“ angelegt. Als NS-Mustersiedlungen entstanden in ihrem Rahmen die Golzheimer Siedlung und die Nordparksiedlung. Unter Leitung von Friedrich Karl Florian, dem Leiter des Gaus Düsseldorf, entstanden weitere ambitionierte Planungen zum Ausbau Düsseldorfs als „Gauhauptstadt“. Ende der 1930er Jahre rief er hierzu die Stadtplanungs GmbH ins Leben, die einen Generalbebauungsplan nach Berliner Muster für die gesamte Innenstadt aufstellte. Die Planungen wurden auch während des Krieges weitergeführt und erhielten mit zunehmender Zerstörung der Stadt neue Nahrung. Noch im Jahre 1943 wurde ein Architektenwettbewerb für die große Tagungs- und Kongresshalle am südlichen Ende der Königsallee ausgeschrieben. Die zum Teil erhalten gebliebenen Entwürfe zeigen, dass diesen gigantischen Baumaßnahmen große Teile der Innenstadt geopfert werden sollten.
Am 16. und 17. November 1938 herrschte Ausnahmezustand in Düsseldorf. Am 17. November 1938 fand auf dem Nordfriedhof das Staatsbegräbnis von Ernst vom Rath im Beisein von Adolf Hitler statt. Er war neun Tage zuvor von dem 17-jährigen Juden Herschel Grynszpan in Paris angeschossen worden und an seinen Verletzungen gestorben. Den Nationalsozialisten hatte diese Tat den Vorwand für das Pogrom am selben Abend verschafft. Dass die pompöse Zeremonie in Düsseldorf stattfand, obwohl Rath nie in der Stadt gelebt hatte, war dem Engagement des NSDAP-Gauleiters Friedrich Karl Florian geschuldet. Der sah die Novemberpogrome als Chance, seine Position in der Partei zu festigen und sich einen glanzvollen Auftritt an der Seite des Führers zu verschaffen.

#### Verfolgung von Juden und anderen Gruppen und Zwangsarbeiter
Schon 1933 wurden Hetzkampagnen gegen jüdische Geschäfte gestartet. Die etwa 5000 jüdischen Einwohner der Stadt wurden ab 1935 systematisch ausgegrenzt, zunächst, indem jüdische Organisationen und Einrichtungen aufgelöst wurden, dann durch zwangsweise Umsiedlung, Enteignung und den Zwang, jüdische Vornamen anzunehmen. Ab 1938 wurden Verhaftungen häufiger. Am 10. November 1938 wurden in der Reichspogromnacht die Synagogen in Düsseldorf niedergebrannt, die jüdische Bevölkerung der Stadt wurde verfolgt, jüdische Wohnungen zerstört, und mindestens 18 Personen wurden ermordet.
Zentraler Sammlungsort der Juden in Düsseldorf war der Schlacht- und Viehhof Düsseldorf. Von hier aus wurden die Juden deportiert. Am 27. Oktober 1941 fuhr der erste Zug mit Düsseldorfer Juden vom Güterbahnhof Derendorf in die deutschen Konzentrationslager im besetzten Polen. Vom Derendorfer Bahnhof wurden 6.000 Juden aus dem gesamten Regierungsbezirk deportiert (siehe Staatspolizeileitstelle Düsseldorf). Zahlreiche Düsseldorfer Sinti, die seit 1937 in einem Zwangslager am Höherweg interniert waren, wurden über Köln-Deutz nach Auschwitz deportiert und dort ermordet.
1944 lebten in den etwa 400 Lagern Düsseldorfs rund 35.000 ausländische Zivilarbeiter, mehrere tausend Kriegsgefangene sowie KZ-Häftlinge, die Zwangsarbeit leisten mussten. Beispielsweise bestand von Oktober 1942 bis März 1943 in Düsseldorf-Stoffeln am Stoffeler Kapellenweg nordöstlich der Gaststätte „Haus Kolvenbach“ ein Lager mit der halben SS-Baubrigade I des KZ Sachsenhausen, die zum Trümmerräumen eingesetzt wurde.
An die Zeit des Nationalsozialismus erinnern die Mahn- und Gedenkstätte Düsseldorf in der Mühlenstraße 29 sowie zahlreiche Düsseldorfer Gedenkorte für Opfer des Nationalsozialismus.

#### Der Zweite Weltkrieg

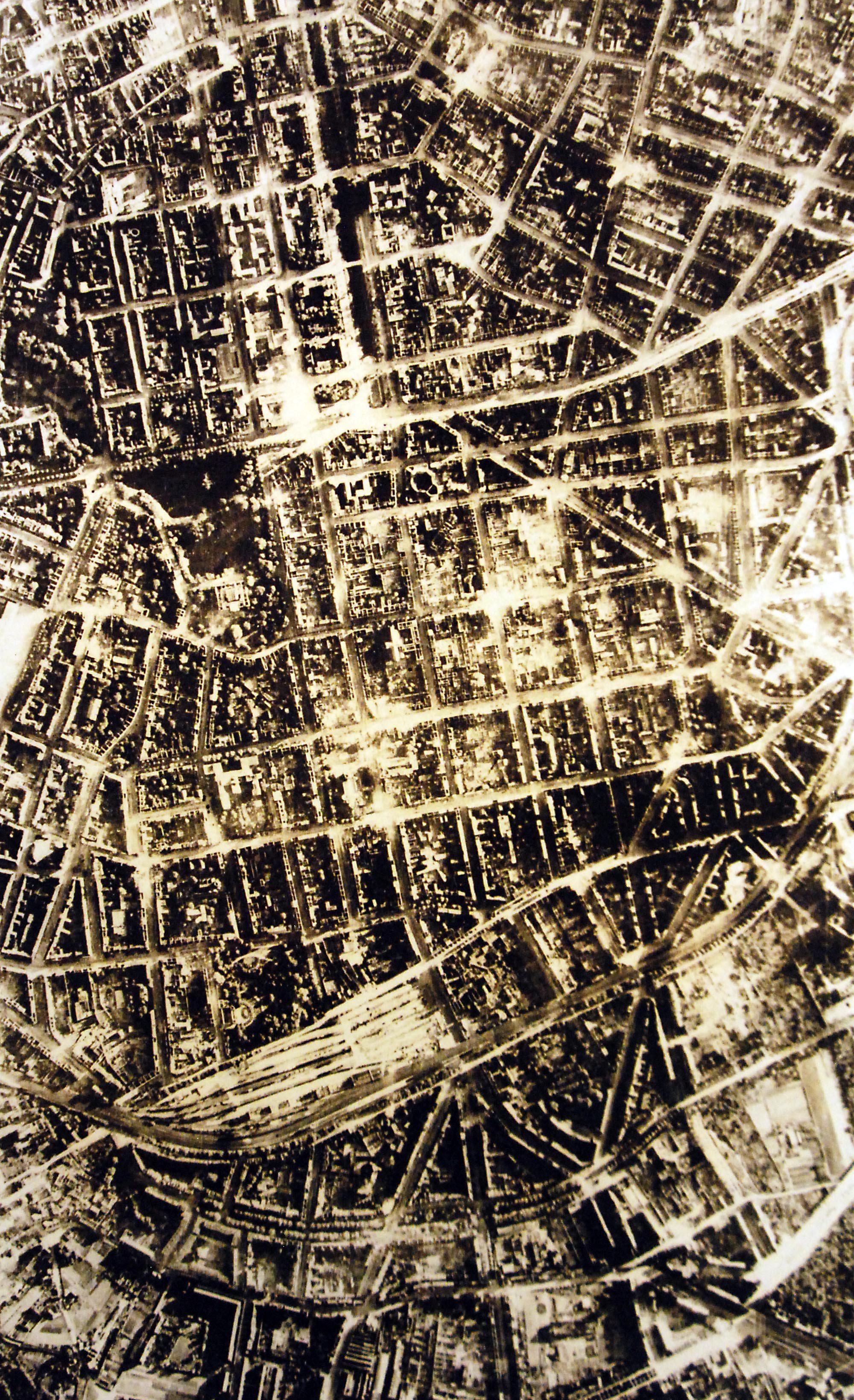
Luftbild der Zerstörungen in den Stadtteilen Carlstadt, Stadtmitte, Friedrichstadt, Bilk und Unterbilk eine Woche nach dem Luftangriff vom 12. Juni 1943

Vom Kriegsbeginn am 1. September 1939 merkten die Düsseldorfer zunächst nicht viel, obwohl schon die ersten Kriegsgefangenen als Zwangsarbeiter eingesetzt wurden. Noch Anfang 1940 wurden neun bei einem Abschuss getötete britische Flieger mit militärischem Ehrenzeremoniell beigesetzt. Am 14. Mai 1940 fielen dann die ersten Bomben auf die Stadt. Für Düsseldorf begann die Zerstörung der Stadt durch den Bombenkrieg mit dem Großangriff am 1. August 1942 auf Wohnviertel in der Friedrichstadt, Oberbilk, Oberkassel und im Bereich der Königsallee. Der „Pfingstangriff“ am 12. Juni 1943 führte zu schweren Zerstörungen im Bereich um den Hauptbahnhof und Derendorf. Bis zum Kriegsende sollten neun schwere sowie 234 weitere Luftangriffe die Stadt etwa zur Hälfte völlig zerstören. Unbeschädigt blieben weniger als zehn Prozent aller Gebäude. Die Stadt brannte auf einer Fläche von mehreren Quadratkilometern. Schloss Jägerhof, der Malkasten, die Tonhalle und zahlreiche Kirchen brannten aus. Im November 1943 wurde das Zooviertel vernichtet. Ein weiterer schwerer Angriff erfolgte im November 1944. Ab dem 28. Februar 1945 wurde Düsseldorf für sieben Wochen zur Frontstadt mit amerikanischem Dauerbeschuss vom linken Rheinufer und im März immer mehr eingekreist. Der fehlende Wohnraum und die ständigen Fliegeralarme führten zur Flucht auf das Land. Lebten zu Kriegsbeginn 540.000 Menschen in der Stadt, so waren es bei seinem Ende noch 235.000.
Im April versuchten einige Düsseldorfer Bürger des Widerstands um Rechtsanwalt Karl August Wiedenhofen bei Schutzpolizei-Kommandeur Franz Jürgens die Festsetzung des Polizeipräsidenten August Korreng zu erwirken, um die Stadt kampflos an die Alliierten zu übergeben. Der Putschversuch gelang zunächst, wurde dann aber verraten. Nach der Befreiung Korrengs durch loyale Kräfte von Gauleiter Friedrich Karl Florian, der fünf der Widerstandsmitglieder standrechtlich erschießen ließ (darunter Jürgens), gelang es den beiden letzten Mitgliedern Rechtsanwalt Wiedenhofen und Architekt Aloys Odenthal zu entkommen, die im Osten der Stadt heranrückenden amerikanischen Streitkräfte zu erreichen und die endgültige Zerstörung der Stadt durch einen bereits vorbereiteten großen Luftangriff abzuwenden. Düsseldorf wurde als letzte Stadt des Ruhrkessels besetzt (siehe Aktion Rheinland).
Als die Amerikaner am 17. April 1945 nach Düsseldorf einmarschierten, waren 49,4 % aller Wohngebäude schwer bis völlig zerstört, 55,1 % der öffentlichen Gebäude und 41,3 % der Industriebauten. Lediglich 7 % des gesamten Gebäudebestandes blieben unbeschädigt. Die alliierten Luftangriffe hatten mehr als 5000 Tote unter der Zivilbevölkerung gefordert. Alle Rheinbrücken, die meisten Straßen, Hochwasserdeiche, Unter- und Überführungen sowie das städtische Entwässerungsnetz waren größtenteils zerstört. Die Trümmermenge wurde auf etwa zehn Millionen Kubikmeter geschätzt.

## Nach dem Zweiten Weltkrieg

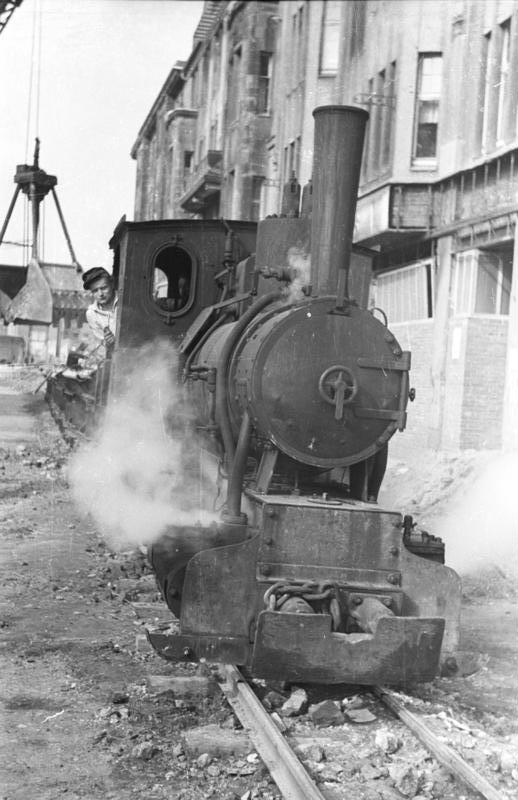
Trümmerbeseitigung 1948

### Unmittelbare Nachkriegszeit
Nach mehrwöchigem Beschuss rückten am 17. April 1945 US-amerikanische Truppen der 97. Infanteriedivision, von Mettmann kommend, nach Düsseldorf ein. Die Besetzung der weitgehend zerstörten Stadt verlief nahezu kampflos. Die über 240 Luftangriffe, in denen über eine Million Bomben über der Stadt abgeworfen worden waren, hatten Düsseldorf in eine Trümmerwüste verwandelt. Mehr als zehn Millionen Kubikmeter Schutt lagen auf den Grundstücken der zerstörten Häuser und in den Straßen. Mehr als die Hälfte der Wohngebäude und fast alle öffentlichen Einrichtungen waren zerstört. Nur die weiter vom Stadtzentrum entfernt liegenden Stadtteile, darunter Gerresheim, Benrath, Kaiserswerth, Wersten, Eller und Vennhausen, blieben weitgehend von den Zerstörungen der Bombardierungen verschont, ebenso wie Golzheim und Oberkassel. Der nunmehr brückenlose Rhein schnitt die Stadt zudem in zwei Teile. Die Einwohnerzahl hatte sich im Vergleich zur Vorkriegszeit halbiert. Tausende von Menschen lebten in Kellern und Bunkern. Die Versorgungslage der Bevölkerung war prekär. In der ersten Zeit nach dem Krieg war die vordringlichste Aufgabe, zunächst die Versorgung mit Nahrungsmitteln und Strom, Wasser und Gas zu gewährleisten.

### Normalisierung und Wiederaufbau
Die britische Militärregierung setzte bereits im Juni 1945 eine deutsche Kommunalverwaltung ein. Die in die äußeren Stadtteile verlegten Ämter wurden im ehemaligen Jesuitenkolleg an der Mühlenstraße angesiedelt, das fortan als Stadthaus bezeichnet wurde. Zur Unterbringung der eigenen Verwaltung wurden von den Briten unter anderem der Stahlhof, das Oberfinanzpräsidium an der Kavalleriestraße und der Nordpark beschlagnahmt.
Am 23. August 1946 gründeten die Briten das Land Nordrhein-Westfalen mit Düsseldorf als Hauptstadt. Mit Wohnungsnotprogrammen konnten bis 1947 etwa 70.000 Wohnungen zur Verfügung gestellt werden. 1947 fand bereits wieder eine erste Messe in Düsseldorf statt. 1949 erreichte die Einwohnerzahl schon fast wieder Vorkriegsniveau.
Während die ersten fünf Jahre nach dem Krieg vor allem dadurch gekennzeichnet waren, die Versorgungslage zu normalisieren, rasch Wohnraum zur Verfügung zu stellen und die Infrastruktur instand zu setzen, kann von einem Wiederaufbau erst ab den 1950er Jahren gesprochen werden. Die fast vollständige Zerstörung der Innenstadt ermöglichte eine Neuplanung, die zum Teil aus der Vorkriegszeit stammte oder während der nationalsozialistischen Herrschaft entwickelt worden war. Seit 1954 wurde die Düsseldorfer Stadtplanung und damit der Wiederaufbau maßgeblich von Friedrich Tamms geleitet, ein Verfechter einer autogerechten Stadt. Ende 1957 wurde die Theodor-Heuss-Brücke dem Verkehr übergeben. Am 3. November 1957 stürzte eine DC-4 in Düsseldorf-Derendorf ab. 1954 bis etwa 1962 wurden weite Teile der heutigen Berliner Allee und daran angrenzende Gebäude sowie das Dreischeibenhaus errichtet; von 1961 bis 1962 wurde die Überführung über die Schadowstraße, der (2013 abgerissene) Tausendfüßler, gebaut. Die Berliner Allee ist eine etwa 1,1 Kilometer lange Nord-Süd-Achse.

### Städtische Expansion in den 1960er und 1970er Jahren
Düsseldorf wird 1965 Universitätsstadt
Die erste S-Bahn-Linie (Düsseldorf-Garath/Ratingen) wird 1967 eröffnet.
Die Rheinkniebrücke wird im Jahr 1969 fertiggestellt.
Das neue Schauspielhaus wird 1970 eröffnet.
Die neue Messe wird 1971 eröffnet.
Dritte Eingemeindung findet 1975 statt: 56.900 Einwohner, 81,7 km². Allerdings wird die Eingemeindung der Stadt Monheim mit ihren knapp 40.000 Einwohnern ein Jahr später wieder rückgängig gemacht.
Querverschub der neuen Oberkasseler Brücke im Jahr 1976.
Im Jahr 1978 findet die Eröffnung der Tonhalle statt, Beginn der Bauarbeiten am Rheinturm.
Die Fleher Rheinbrücke wird 1979 eröffnet.

### Die 1980er Jahre

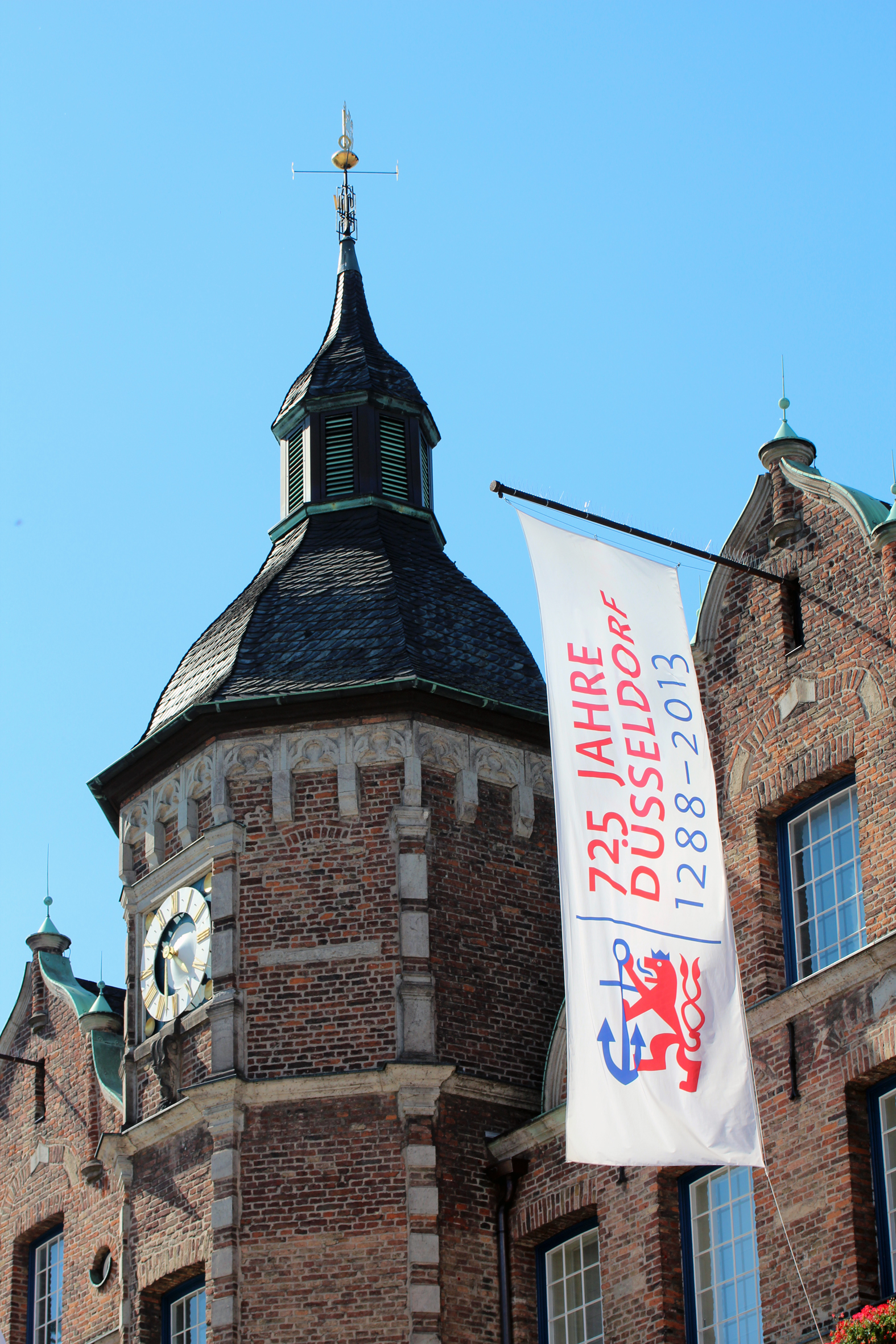
725 Jahre Düsseldorf: Fahne am alten Rathaus, Festjahr 2013.

Die erste U-Bahn-Strecke wird 1981 in Betrieb genommen.
Fertigstellung des als Fernmeldeturm der Deutschen Bundespost dienenden Rheinturms 1982.
Der umgebaute Hauptbahnhof wird 1985 eröffnet.
Ein Jahr später, 1986, wird die Kunstsammlung Nordrhein-Westfalen eröffnet.
Im Jahr 1987 findet die Bundesgartenschau statt, Eröffnung des Aqua-Zoos.
Aufnahme des U-Bahn-Betriebs im Jahr 1988, Eröffnung des neu gebauten Landtags am Rhein, Benennung der Universität nach Heinrich Heine.

### Die 1990er Jahre
Drei Jahre später, 1991, wird das WDR-Funkhaus Düsseldorf eröffnet, Umwandlung Hafen zum MedienHafen, Erweiterungsbau des Stadtmuseums, Ankauf des Geburtshauses von Heinrich Heine und Umwandlung zu literarischen Zwecken.
Verkehrsfreigabe der Nordtangente 1992 (A 44).
Eröffnung des Filmmuseums im Jahr 1993, Eröffnung des Rheinufertunnels.
Der Erweiterungsbau des Hetjens-Museums/Deutschen Keramikmuseums wird 1994 eröffnet, Wahl von Marie-Luise Smeets als erste Oberbürgermeisterin in der Geschichte der Stadt Düsseldorf.
Die Rheinuferpromenade wird eröffnet.
Im Jahr 1998 beginnt der Umbau des Ehrenhofs, Baubeginn der Rheinbrücke für die A 44.
Aus der Stichwahl 1999 geht Joachim Erwin (CDU) als erster hauptamtlicher Oberbürgermeister (Chef der Verwaltung und Vorsitzender des Rates) nach dem Zweiten Weltkrieg hervor.

### Die 2000er Jahre
Die größte Messehalle Europas und der Bahnhof Düsseldorf Flughafen wurden im Jahr 2000 in Betrieb genommen, außerdem das Flughafen-Terminal. Ebenfalls im Jahr 2000 eröffnete das Museum Kunstpalast, zwei Jahre später, 2002, das Museum K21 im Ständehaus als Teil der Kunstsammlung Nordrhein-Westfalen für zeitgenössische Kunst. Im selben Jahr wurde das Rheinstadion gesprengt und mit dem Neubau der LTU arena begonnen. Weiterhin wurde 2002 die Flughafenbrücke, die siebte Düsseldorfer Rheinbrücke, freigegeben.
Die DEG Metro Stars wechselten die Spielstätte von der Brehmstraße zur neuen Multifunktionshalle ISS Dome. Das Düsseldorf China Center wurde eröffnet. 2004 wurde der Oberbürgermeister Joachim Erwin (CDU) im ersten Wahlgang wiedergewählt. Unter seiner Führung erreichte die Stadt im Jahr 2007 die Schuldenfreiheit. Dies wurde insbesondere durch den Verkauf von Anteilen der Stadt Düsseldorf an der Stadtwerke Düsseldorf AG an die EnBW in den Jahren 2001 und 2005 erzielt. Im darauf folgenden Jahr erlag Erwin einem Krebsleiden. Dirk Elbers wurde sein Nachfolger.
Am 25. Mai 2009 erhielt die Stadt den von der Bundesregierung verliehenen Titel „Ort der Vielfalt“.

### Seit 2010
Internationale Großergnisse für die Stadt waren in den 2010er Jahren der Eurovision Song Contest 2011 und das Grand Opening der Tour de France 2017 in Düsseldorf.
Neben der Bildung der Knittkuhl 2014 als fünfzigster Stadtteil von Düsseldorf, begann ab den 2010er Jahren eine weitere verstärkte Modernisierung von verschiedenen Bereichen im Zentrum der der Stadt. Dies sind:
- Der 2007 begonnene Bau der Wehrhahn-Linie wurde zur Umgestaltung der Innenstadt genutzt und 2013 der erste Abschnitt des Kö-Bogens eröffnet. Es folgte ab 2017 der Bau des sogenannten Kö-Bogens II, mit der Neugestaltung des Geländes östlich der neuen Gebäuden auf dem alten Jan-Wellem-Platz bis zum Gustaf-Gründgens-Platz vor dem Düsseldorfer Schauspielhaus und der Errichtung der Gebäude für das Ingenhoven Tal.
- Von 2012 bis 2017 wurden im Quadrat Mühlenstraße / Ratinger Straße / Liesegasse / Neubrückstraße bis auf das alte Amts- und Landgericht und der Fassade des ehemaligen Palais Spinrath alle vorhandenen Gebäude und Einrichtungen abgerissen. Auf dem freigeräumten Gelände wurden neue Gebäude mit Luxuswohnungen errichtet. Zu diesem Andreasquartier genannten neuen Altstadtbereich gehört auch das zu Luxusappartements umgebaute Gerichtsgebäude.
- Ab 2015 wurde im mittleren westlichen Teil der Kasernenstraße mit dem Bau des Carlsquartiers begonnen.
- Es folgte ab 2015 die Umgestaltung und der teilweise Neubau des Kö-Quartiers zwischen Breite Straße und Königsallee südlich der Benrather Straße.

Am 9. Juni 2014 zerstörte eine durch das Tiefdruckgebiet Ela verursachte Gewitterfront Teile des Düsseldorfer Baumbestands.
Bei einem Amoklauf am 9. März 2017 auf dem Gelände des Düsseldorfer Hauptbahnhofs wurden neun Personen mit einer Axt verletzt und der Täter aufgrund von Schuldunfähigkeit wegen seiner paranoiden Schizophrenie dauerhaft in der geschlossenen Psychiatrie untergebracht.

### Standardwerke zur Stadtgeschichte
- Friedrich Lau: Geschichte der Stadt Düsseldorf. Bagel, Düsseldorf 1921 in zwei Bänden (Nachdruck aus dem Stadtarchiv von 1980).
- Clemens von Looz-Corswarem (Hrsg.): Düsseldorf im Wandel der Zeiten. Grupello, Düsseldorf 1925. (Reprint: 1994, ISBN 3-928234-19-6).
- Edmund Spohr: Düsseldorf: Stadt und Festung. Schwann, Düsseldorf 1978. (2. verb. u. erw. Auflage. 1979, ISBN 3-590-30241-0).
- Hugo Weidenhaupt: Kleine Geschichte der Stadt Düsseldorf. 9. Auflage. Triltsch, Düsseldorf 1993, ISBN 3-7998-0000-X.
- Hugo Weidenhaupt (Hrsg.): Düsseldorf. Geschichte von den Ursprüngen bis ins 20. Jahrhundert. Band 1–4. Schwann/Patmos, Düsseldorf 1988, ISBN 3-491-34221-X.

### Sammelbände und einzelne Aspekte
- Irmingard Achter: Düsseldorf-Kaiserswerth. Rheinische Kunststätten, Heft 252, 2. Auflage. Köln 1988, ISBN 3-88094-595-0.
- Clemens Graf von Looz-Corswarem, Benedikt Mauer (Hrsg.): Das große Düsseldorf-Lexikon. Greven Verlag. Köln 2012, ISBN 978-3-7743-0485-7.[284]
- Else Rümmler: Aufsätze zur Topographie und Geschichte des alten Düsseldorf. Verlag des Stadtarchivs, Düsseldorf 1992, ISBN 3-926490-01-2.
- Novemberpogrom 1938 in Düsseldorf, im Auftrag der Mahn- und Gedenkstätte Düsseldorf hg. von Angela Genger und Bastian Fleermann, Klartext-Verlag, Essen 2008.
- Bastian Fleermann, Hildegard Jakobs: Herrschaft der Gewalt. Die nationalsozialistische Machtübernahme 1933 in Düsseldorf, Hg. Förderkreis der Mahn- und Gedenkstätte e. V. und Deutscher Gewerkschaftsbund Düsseldorf/Mittlerer Niederrhein (= Kleine Schriftenreihe der Mahn- und Gedenkstätte Düsseldorf, 2), Droste, Düsseldorf, 2013, ISBN 978-3-7700-1493-4.
- Bastian Fleermann, Hildegard Jakobs: Düsseldorfer Deportationen – Massenverschleppungen von 1933 bis zur Befreiung 1945. Droste Verlag, Düsseldorf, 2016. In: Kleine Schriftenreihe der Mahn- und Gedenkstätte Düsseldorf. 60 Seiten. ISBN 978-3-7700-6002-3.
- Pia Froese, Daniel Meis (Hrsg.): Schlaglichter auf die Geschichte Düsseldorfs seit der Französischen Zeit. Ausgewählte Beiträge, Logos, Berlin 2023.
- Pia Froese, Daniel Meis (Hrsg.): Düsseldorf im Nationalsozialismus. Detailstudien und Desiderate, Logos, Berlin 2024.
- Daniel Meis (Hrsg.): Der NSDAP-Gau Düsseldorf. Beiträge zur Mittelinstanz im Nationalsozialismus, Logos, Berlin 2024.

### Stadtführer
- Udo Achten (Hrsg.): Düsseldorf zu Fuß, 17 Stadtteilrundgänge durch Geschichte und Gegenwart. VSA, Hamburg 1989, ISBN 3-87975-485-3.
- Michael Brockerhoff: Orte in Düsseldorf. Droste, Düsseldorf 2009, ISBN 978-3-7700-1339-5.
- H. Ferber: Historische Wanderung durch die alte Stadt Düsseldorf. C. Kraus, Düsseldorf 1899 (Nachdruck 1980).
- Alexander Scherer, Maik Kopleck (Hrsg.): PastFinder Düsseldorf. PastFinder, Hongkong 2008, ISBN 978-988-99780-5-1.

### Belletristik
- Dieter Forte: Das Haus auf meinen Schultern. Fischer, Frankfurt am Main 1999, ISBN 3-10-022117-6.